# Celebrazione del Natale per Stato

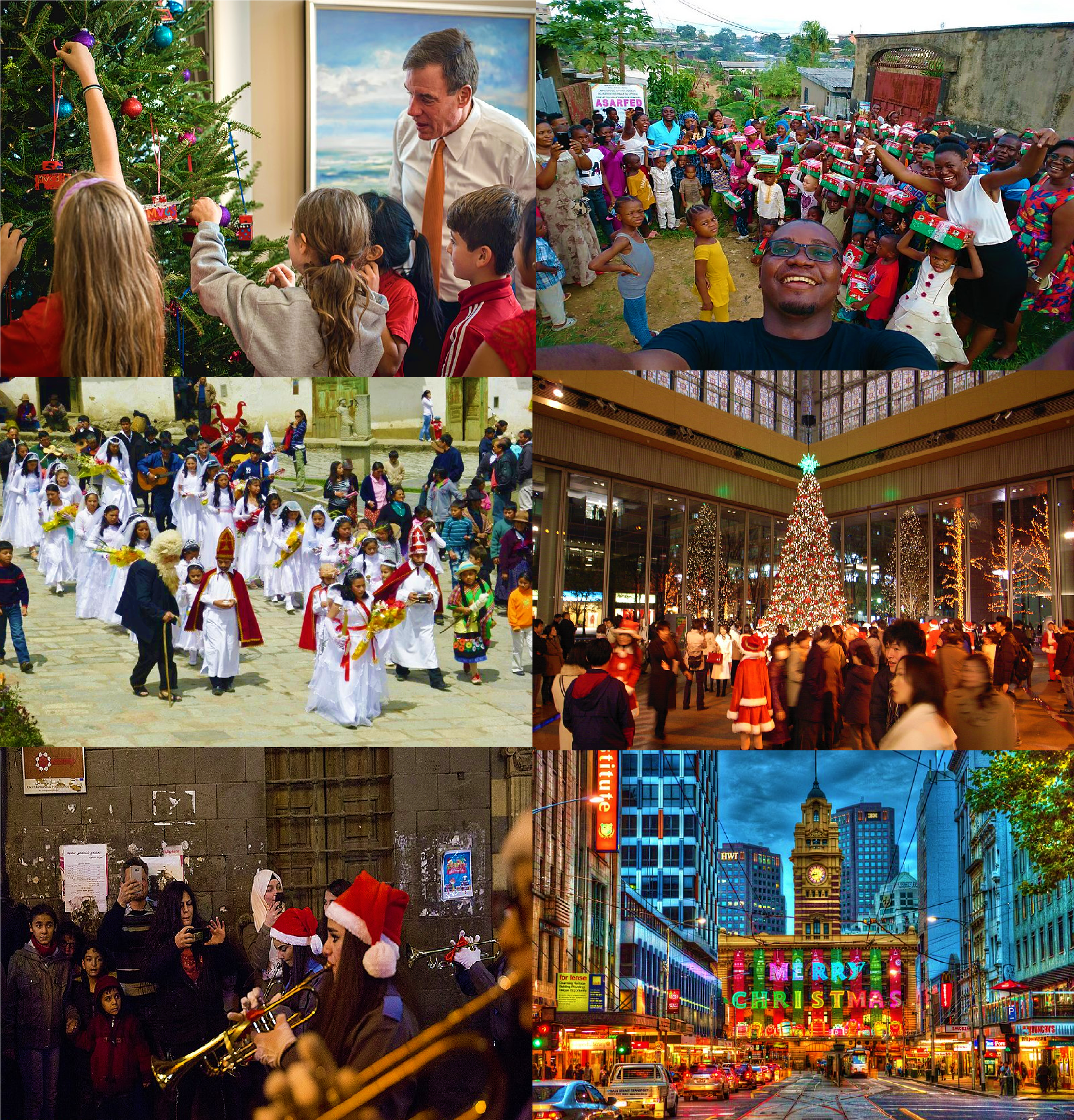
Osservanza del Natale in varie parti del mondo.

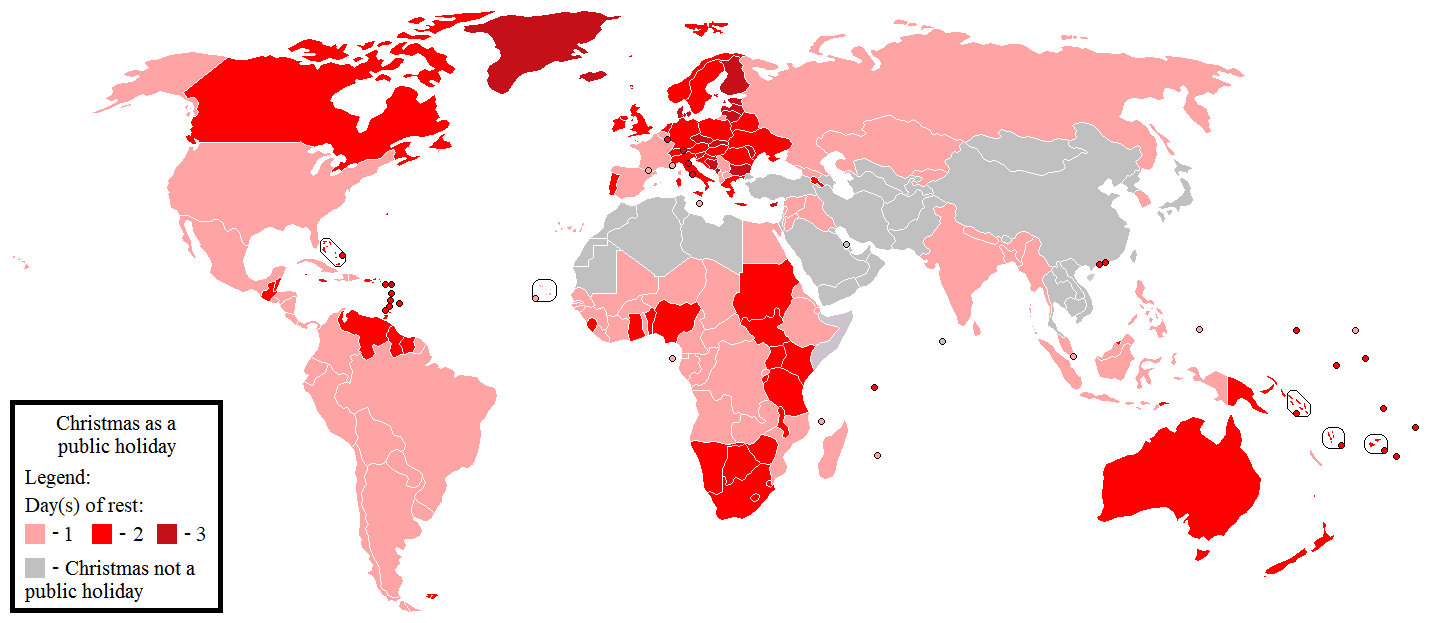
Mappa dei paesi in cui il Natale è un giorno festivo il 24 e 25 dicembre o il 6 e 7 gennaio.

La celebrazione del Natale in tutto il mondo varia da Stato a Stato.
Il giorno di Natale, così come, in alcuni casi, il giorno prima (vigilia di Natale) e il giorno dopo (giorno di Santo Stefano), sono riconosciuti da molti governi e culture nazionali in tutto il mondo, anche nelle aree in cui il cristianesimo è una religione minoritaria. In alcune aree non cristiane, furono i periodi dell'ex dominio coloniale a introdurre la celebrazione (ad esempio Hong Kong); in altri, le minoranze cristiane o le influenze culturali straniere hanno portato le popolazioni a celebrarlo.
In molti paesi, le tradizioni natalizie includono l'allestimento e l'illuminazione di alberi di Natale, appendere ghirlande dell'Avvento, calze natalizie e bastoncini di zucchero, preparare un piatto di biscotti e un bicchiere di latte per Babbo Natale o l'allestimento di presepi raffiguranti la nascita di Gesù Cristo. Si possono cantare canti natalizi e raccontare storie su personaggi come Gesù Bambino, San Nicola, Babbo Natale, Christkind o Nonno Gelo. Anche l'invio e lo scambio di cartoline natalizie, la pratica del digiuno, le celebrazioni religiose come la messa di mezzanotte o i vespri della vigilia di Natale, l'incendio di un ceppo natalizio e lo scambio di doni sono pratiche comuni. Insieme alla Pasqua, il Natale è uno dei periodi più importanti del calendario cristiano, ed è spesso strettamente connesso ad altre festività in questo periodo dell'anno, come l'Avvento, la festa dell'Immacolata Concezione, la festa di San Nicola, la festa di Santa Lucia, il giorno di Santo Stefano, il Capodanno e l'Epifania.
Molti governi riconoscono il giorno di Natale come festa nazionale, mentre altri lo riconoscono simbolicamente ma non come celebrazione legale ufficiale. Alcuni paesi come il Giappone, dove il Natale non è una festa ma è popolare nonostante la piccola percentuale di cristiani, hanno adottato molti aspetti laici del Natale, come lo scambio di doni, addobbi e alberi di Natale. Lo scambio di doni non è considerato una tradizione.
Le celebrazioni natalizie in tutto il mondo possono variare notevolmente, riflettendo diverse tradizioni culturali e nazionali. Nei paesi con una forte tradizione cristiana si è sviluppata una varietà di celebrazioni natalizie che incorporano culture regionali e locali.

## Africa

### Algeria
In Algeria, il Natale viene celebrato il 25 dicembre, sebbene in misura minore rispetto al Ramadan, il nono mese dell’anno lunare musulmano (ègira).

### Egitto

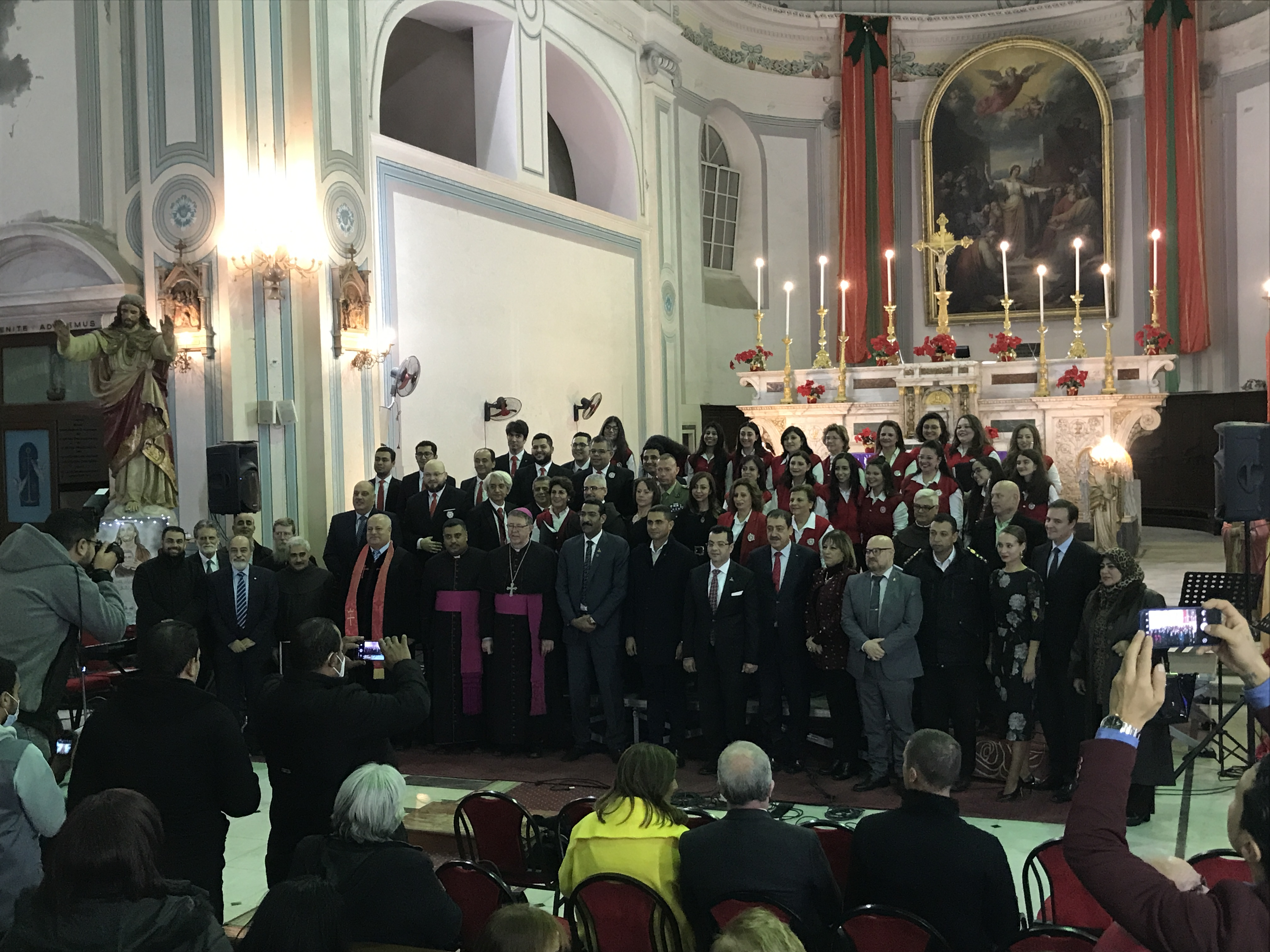
Concerto natalizio alla Cattedrale di Santa Caterina (Alessandria d'Egitto) nel 2021.

Il mese di Natale in Egitto viene chiamato "Kiahk" e dura dal 25 novembre al 6 gennaio, dove viene osservata una dieta vegana e un'astinenza dalle carni chiamata "sacro digiuno della Natività".
Il Natale viene celebrato in Egitto il 7 gennaio. Una minoranza della popolazione è cristiana (circa 15%), appartenente alle Chiese ortodosse, sebbene la maggior parte è di religione musulmana. La festa viene celebrata con riunioni tra parenti, che includono la tradizione di portare in dono dolcetti chiamati “kahk”. Durante i pasti si mangiano il Shurba Al-Fata (una zuppa di pane con carne di agnello), carne bollita, uova, aglio, formaggio, burro e i biscotti Ghryba.
In Egitto, Babbo Natale viene chiamato “Baba Noel”.

### Etiopia ed Eritrea

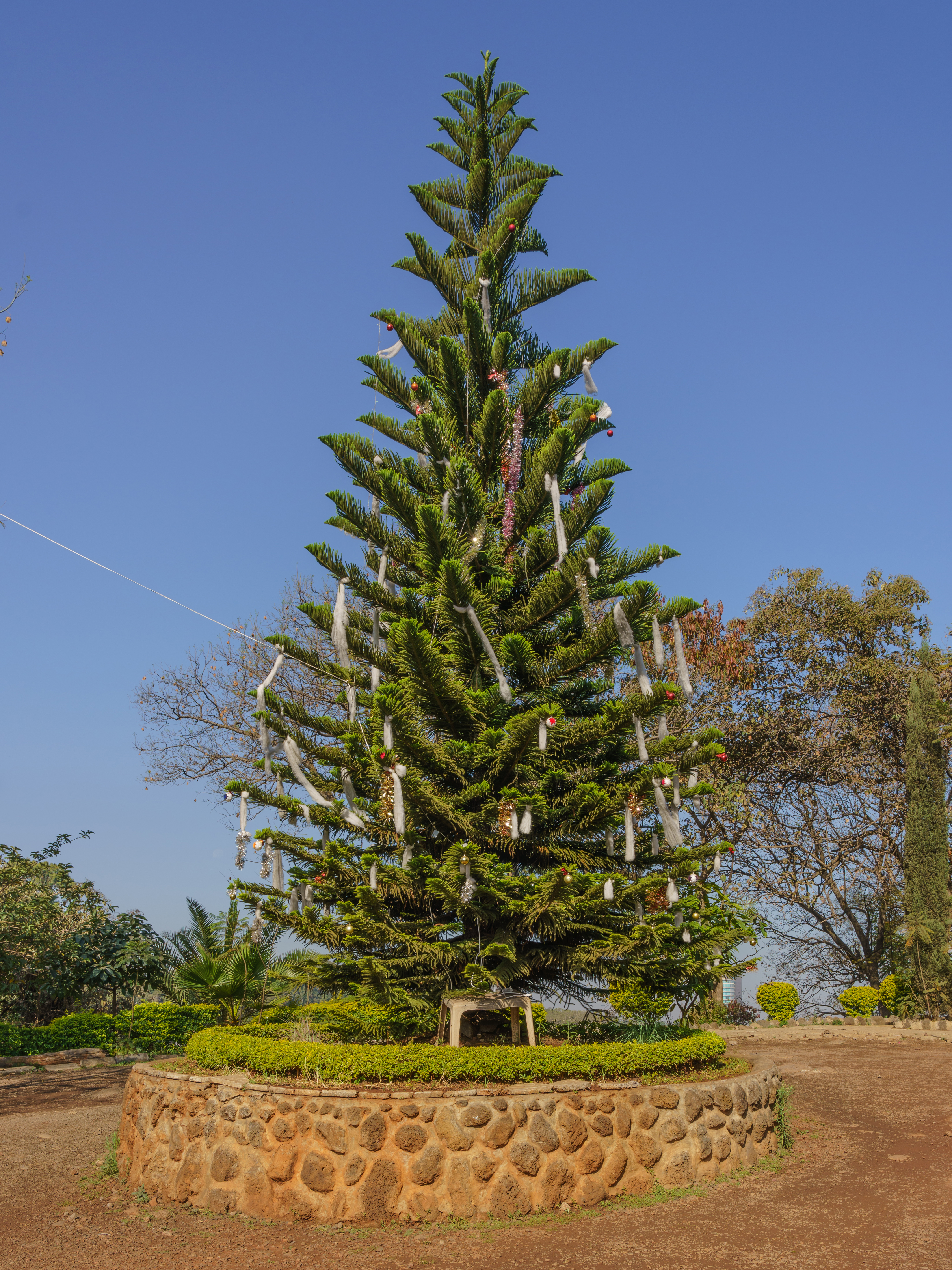
Albero di Natale vicino al lago Tana a Bahir Dar, Etiopia.

Il giorno di Natale è un giorno festivo in Eritrea che si celebra il 7 o 27 gennaio del calendario etiopico. Il Natale si chiama "Ledet" (ልደት) in Eritrea o "Gena" (ገና) in Etiopia.
Molti cristiani in entrambi i paesi digiunano per 40 giorni e poi vanno in chiesa all'alba della mattina di Natale. Durante il giorno di Natale avvengono colorate celebrazioni musicali in cui i sacerdoti vestiti con le loro vesti più belle prendono parte ed eseguono rituali, ballano e suonano tamburi o altri strumenti. All'alba tutti si vestono di bianco per andare in chiesa. Alla fine del pomeriggio si gioca ad un gioco tradizionale chiamato "Yágenna Chewata", una specie di hockey su prato. Il leader della comunità partecipa e al vincitore viene assegnato un premio. Secondo una leggenda etiope, il gioco veniva svolto dai pastori che si prendevano cura dei loro greggi la notte in cui nacque Gesù. La maggior parte degli etiopi indossa un tradizionale "shamma", una veste formata da un tessuto di cotone bianco con strisce dai colori vivaci alle estremità. Dopo il giorno di Natale viene la festa di tre giorni "Timkat", che inizia il 19 gennaio e celebra il battesimo di Gesù Cristo.

### Kenya
Il Natale in Kenya ha origini piuttosto recenti, iniziata con i primi missionari verso metà del XIX secolo. La tradizione natalizia si è diffusa grazie alla massiccia presenza di Chiese cattoliche. Qui il Natale è più religioso che commerciale, e coincide con la fine della raccolta annuale del cacao e del caffè, permettendo ai lavoratori di rincasare per celebrare il Natale in famiglia. Come gesto di accoglienza, è consuetudine dare il benvenuto a chiunque lasciando la porta di casa aperta. L'albero di Natale in Kenya è a forma d'arco e fatto di foglie di palma intrecciate a mano. Alcune tradizioni natalizie consistono in partecipare alla Santa Messa, radunarsi per una fiaccolata, cantare e ballare fino all'alba. I regali consistono in alimenti, sia crudi che cotti, e ricevuti in abbondanza, sebbene il regalo più richiesto è un vestito da indossare in occasione della messa. Per le popolazioni più povere si aggiungono oggetti pratici, come libri per bambini, sapone, candele, stoffa eccetera.

### Nigeria
Il giorno di Natale è festivo in Nigeria ed è sempre segnato dallo svuotamento di paesi e città dei nigeriani che sono riusciti a tornare nei loro villaggi ancestrali per stare con la famiglia e benedire i meno fortunati. Mentre i paesi e le città si svuotano, la gente affolla i mercati dell'Africa occidentale per comprare e trasportare polli, capre e mucche vivi che saranno necessari per i pasti di Natale.
La vigilia di Natale vengono preparati i pasti tradizionali secondo le tradizioni di ogni regione. I nigeriani nel loro insieme tendono a preparare varie carni in grandi quantità. A sud, un piatto chiamato Jollof viene servito con stufati di varie carni insieme a fagioli bolliti e platani fritti; nel nord, è preferito il Tuwon Shinkafa, un budino di riso servito con vari stufati di carne. Nel nord si producono anche diversi dolci locali che non si trovano quasi mai in altre parti della Nigeria. Un'alternativa in entrambe le regioni (ma più favorita nel sud) è una zuppa di peperoni con pesce, capra o manzo che può anche essere servita con fufu. Serviti con questo cibo sono una vasta gamma di bevande principalmente alcoliche come il tradizionale vino di palma o varie birre e vini locali e importati; ai bambini e alle donne possono invece essere serviti equivalenti di bevande analcoliche di produzione locale.
Fare regali in Nigeria spesso implica denaro e il flusso di doni dai più fortunati ai meno fortunati. Dopo che i visitatori "di successo" sono venuti dalle loro città, città e persino oltreoceano, hanno il tempo di stabilirsi. Successivamente, i parenti locali iniziano ad avvicinarsi a loro chiedendo assistenza di qualche tipo, finanziaria o meno.

### Senegal
Il Natale è una festa popolare nel paese a maggioranza musulmana del Senegal.

### Somalia
Da dicembre 2015, sono vietate le celebrazioni di Natale e Capodanno in Somalia, essendo una nazione quasi interamente musulmana e non cristiana. Questo divieto è stato reso valido anche a Brunei.

### Sudafrica

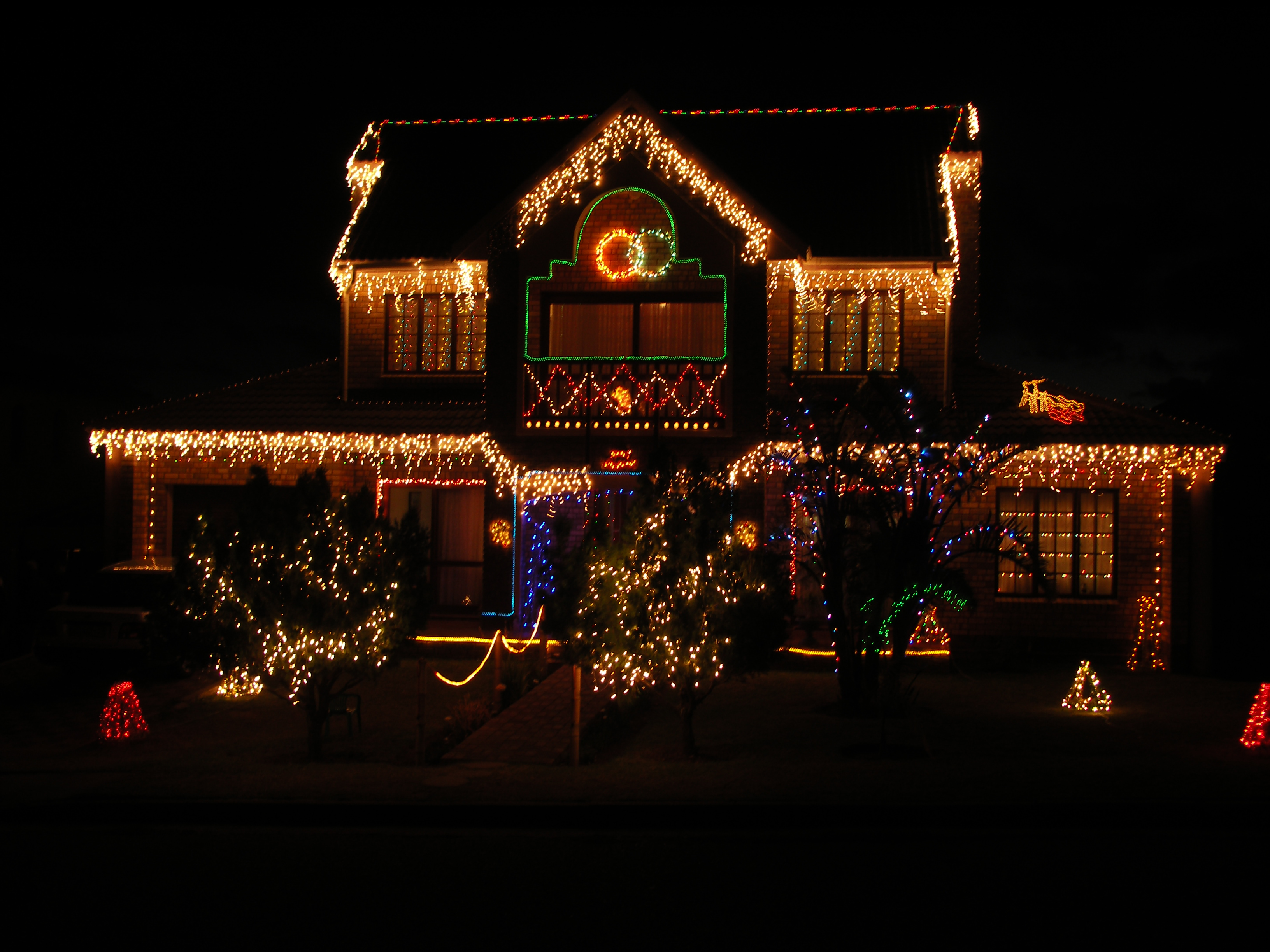
Casa decorata a Jeffreys Bay, provincia del Capo Orientale.

Il Natale in Sudafrica è un giorno festivo celebrato il 25 dicembre. Molte tradizioni provengono dall'Europa nonostante la distanza.
Gli alberi di Natale tradizionali (abeti) sono popolari e vengono montati nelle case, mentre i regali vengono messi nelle calze di Natale. I bambini mettono calze o latte e biscotti ai loro piedi alla vigilia per Babbo Natale quando viene a portare i regali quella notte. Nelle città e nei paesi è consuetudine cantare canti natalizi a lume di candela all'inizio delle festività natalizie quando gruppi di persone si riuniscono per donare giocattoli e vestiti ai bambini bisognosi.
Di solito il pasto di Natale consiste in mince pie, tacchino, prosciutto cotto, lingua di manzo, turducken, carne in scatola, insalata verde, roast beef o un barbecue all'aperto. Il pasto termina con un pudding natalizio, un gelato o una zuppa inglese. È consuetudine fare rumore con i Christmas cracker mentre si mangiano i biscotti natalizi.
Sebbene nell'emisfero australe il Natale si svolga al culmine dell'estate, i disegni che rappresentano l'inverno sono popolari in Sudafrica.

### Tanzania
Un terzo della popolazione in Tanzania è musulmana e celebra il Ramadan (il nono mese del calendario islamico) e l'anniversario dell'indipendenza (19 dicembre). Un'altra parte della popolazione è cristiana e il Natale, sebbene venga celebrato, non è una festa commerciale, limitando quindi l'uso delle decorazioni e consentendo altre tradizioni, quali festeggiamenti in famiglia, canti, balli e preghiere in chiesa. In lingua swahili, “Krismasi njema” vuol dire “Buon Natale”.

### Tunisia
Il Natale non viene festeggiato in Tunisia. Il 98% della popolazione è musulmana, e il restante 2% è cristiana.

## Americhe

### Argentina
Nonostante il clima sia sempre estivo in Argentina, il Natale viene celebrato il 25 dicembre, mentre il culmine avviene il giorno prima (vigilia di Natale). Dall'8 dicembre (Immacolata Concezione), le case argentine vengono addobbate con alberi di Natale plastificati (per una conservazione più lunga rispetto a quelli naturali) e piccole palme vere, così come allestire il presepe in casa e lasciare piccoli doni nella scarpa o calza di Natale, che sono tradizioni natalizie anche in Argentina.
La cena della vigilia consiste il più delle volte in carne arrosto (come l'asado), panettone e spumante.

### Bahamas

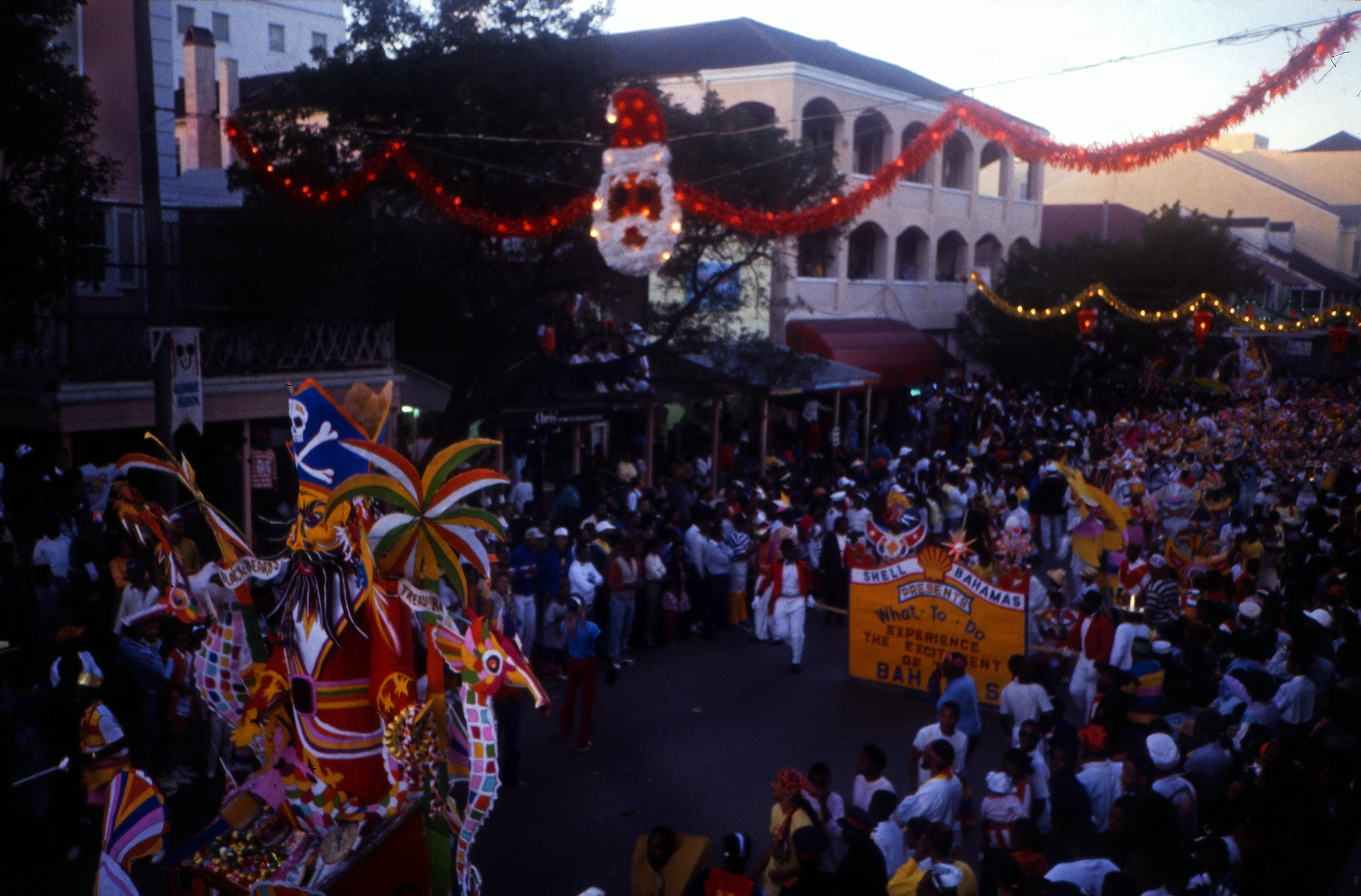
Junkanoo a New Providence, alle Bahamas, nel 1988.

I festival carnevaleschi Junkanoo si tengono il giorno di Santo Stefano (26 dicembre) e di nuovo il giorno di Capodanno. È un evento culturale locale risalente al suo patrimonio africano con tamburi in pelle di capra, campanacci e ottoni con ballerini che cantano e ballano vestiti con costumi tradizionali, colorati e fatti a mano.
I cibi natalizi delle Bahamas includono torte (al cioccolato, al cocco, alla frutta, e di farina di Acklins e Cat Island), prosciutto cotto, tacchino, piselli e riso tradizionali, maccheroni al forno, insalata di cavolo, platano e pesce fritto o bollito (in particolare cernia e dentice). A Natale vengono servite anche bevande come zabaione, limonata e birre locali.

### Bolivia
Una più alta percentuale della popolazione in Bolivia è cristiana e il Natale viene celebrato il 25 dicembre. Il periodo natalizio rappresenta la generosità di Madre Terra per i boliviani, e dura fino al 6 gennaio (Epifania), quando i re magi lasciano doni nelle scarpe lasciate fuori casa dai bambini. Il giorno più importante è la vigilia di Natale, che include la frequentazione in chiesa per la "Misa de Gallo" (messa del gallo).
La cena della vigilia è composta da picana de Navidad, insalata, frutta e arrosto di maiale o manzo. Mentre la colazione del 25 consiste in cioccolata calda e buñuelos. Le celebrazioni, che avvengono dopo la messa di mezzanotte, sono festeggiate con petardi e fuochi d'artificio e possono durare tutta la notte.

### Brasile

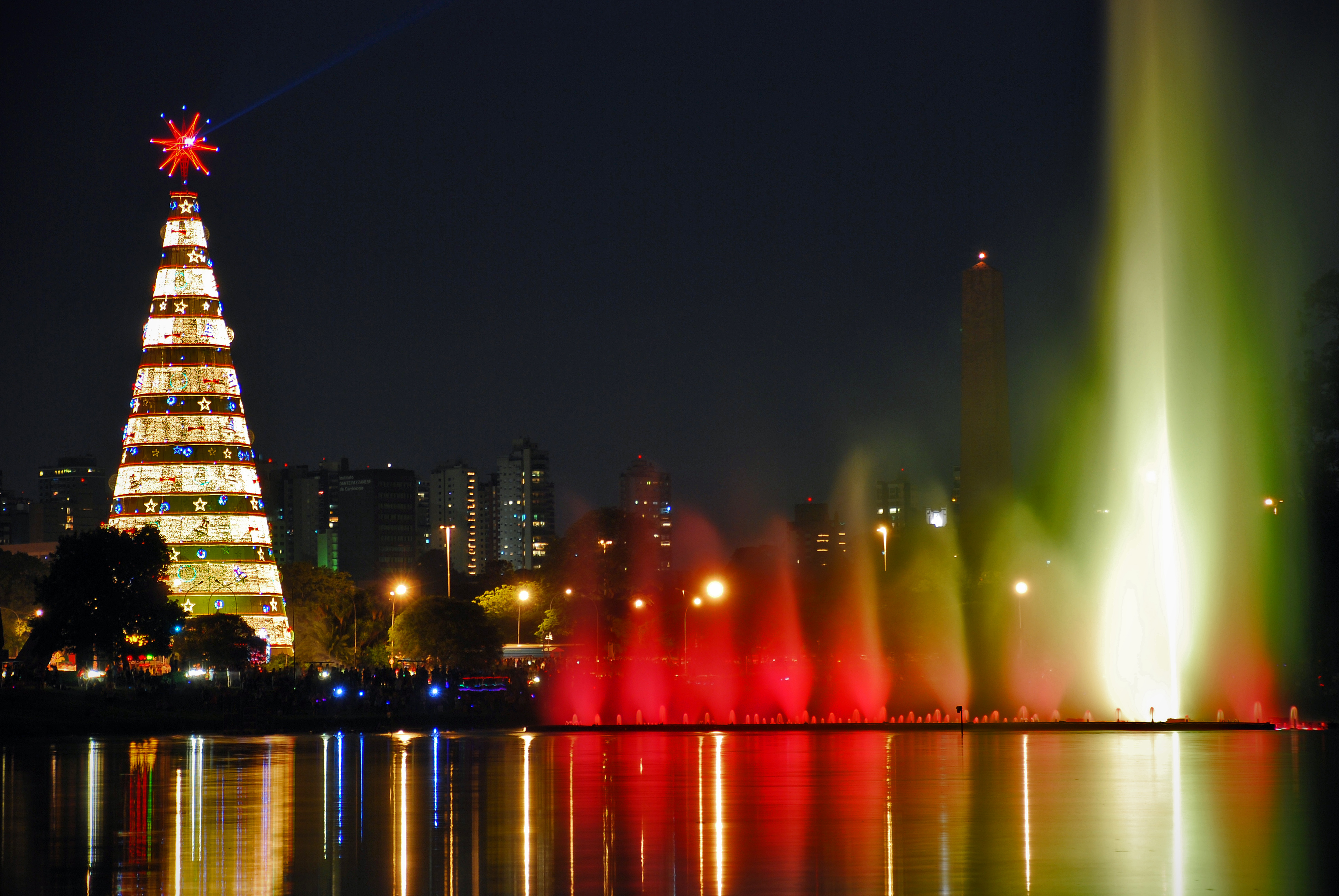
L'albero di Natale di São Paulo e le fontane d'acqua al parco Ibirapuera.

Il giorno di Natale del 25 dicembre è una festa nazionale in Brasile. Ma poiché il Brasile si trova nell'emisfero australe, i brasiliani celebrano il Natale con un clima estivo. Nelle piccole città dell'intero paese, così come nelle città più grandi, come São Paulo, Rio de Janeiro, Recife, Salvador, Fortaleza, Curitiba, Porto Alegre, Goiânia, Brasília, Manaus, Belém, Natal e Belo Horizonte, il le feste ricordano per molti versi le tradizioni europee e nordamericane, con l'albero di Natale, lo scambio di doni e cartoline natalizie, le decorazioni di case e palazzi con luci natalizie e il presepe.
Molti brasiliani decorano le loro case con un albero di Natale. Non ci sono regole prestabilite e i genitori possono decorarlo da soli come sorpresa per i bambini, oppure possono farlo insieme. Oltre all'albero di Natale, molte famiglie hanno allestito un presépio (presepe) come decorazione principale. I presepi sono molto popolari in Brasile e possono essere visti ovunque, comprese le chiese e i luoghi popolari della città. Come in molti altri paesi, la cena di Natale in Brasile viene normalmente servita a tarda sera la vigilia di Natale. Il pasto include spesso ripieni di farofa, assortimenti di frutta, merluzzo fritto e tacchino arrosto con un dessert chiamato rabanada. Insieme ai pasti, i brasiliani in genere bevono champagne, vino e punch alla frutta. Tipicamente dopo aver mangiato, molti brasiliani partecipano a una messa di mezzanotte o guardano la celebrazione televisiva del Papa della "Messa di mezzanotte a Roma" con la famiglia e gli amici.

### Canada

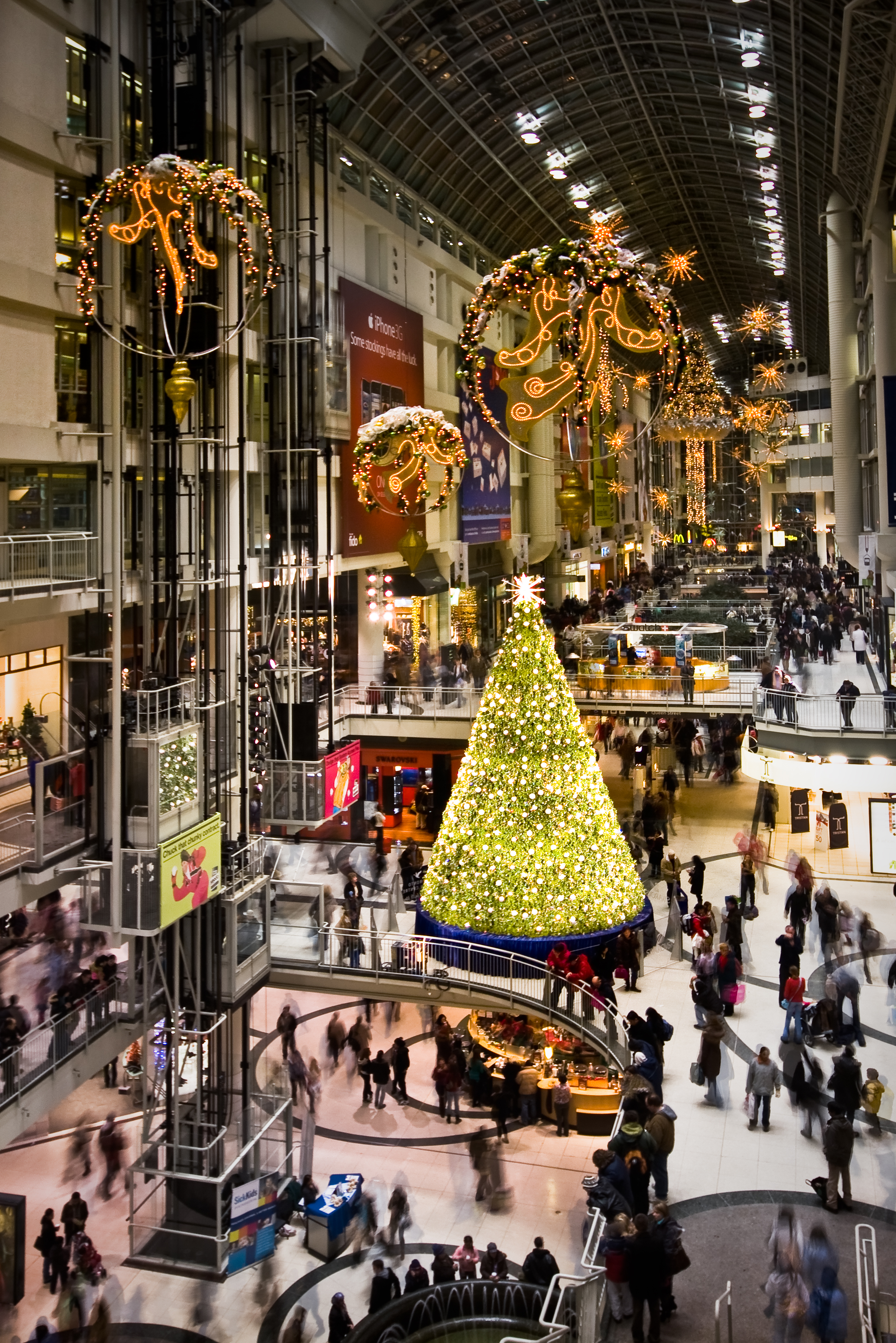
Manifestazione natalizia al Toronto Eaton Centre, nel centro cittadino di Toronto, Canada.

Nelle province canadesi dove l'inglese è la lingua predominante, le tradizioni natalizie sono in gran parte simili a quelle degli Stati Uniti, con alcune influenze persistenti dal Regno Unito e tradizioni più recenti portate da immigrati da altri paesi europei. Mince pie, Christmas pudding e Christmas cake sono tradizionalmente serviti come dessert per la cena di Natale, dopo il tradizionale pasto a base di tacchino arrosto, ripieno, patate e verdure invernali. I cracker di Natale non sono rari.
Le influenze nordamericane sul Natale sono evidenti nell'appendere le calze alla vigilia di Natale, che deve essere riempita da Babbo Natale. Tuttavia, i bambini canadesi credono che la casa di Babbo Natale si trovi al Polo Nord canadese, e, tramite Canada Post, indirizzano migliaia di lettere a Babbo Natale ogni anno, utilizzando la designazione del codice postale H0H 0H0. La tradizione di decorare gli alberi di Natale, tagliati da poco o artificiali, fu introdotta in Canada nel 1781, originariamente dai soldati tedeschi di stanza in Quebec durante la rivoluzione americana, e ora è comune nelle case private e negli spazi commerciali in gran parte del Canada.
Poiché il Canada è un paese freddo e buio in inverno, le luci vengono spesso accese nei luoghi pubblici e negli edifici commerciali e residenziali a novembre e dicembre. Molte comunità hanno celebrazioni che includono eventi luminosi, come la Cavalcade of Lights Festival a Toronto, i fuochi d'artificio natalizi di Montreal o le Bright Nights a Stanley Park, Vancouver. Un programma nazionale, "Christmas Lights Across Canada", illumina Ottawa, la capitale nazionale, e le 13 capitali provinciali e territoriali.
Nella provincia del Quebec, le tradizioni natalizie includono il réveillon, il Père Noël ("Babbo Natale"), il bûche de Noël e molto altro. Un piatto tradizionale per il réveillon è la tourtière, una torta di carne salata, e i regali vengono aperti durante il réveillon, spesso dopo la messa di mezzanotte.

### Cile
Nonostante il clima estivo in Cile, c'è una spiccata cultura cattolica e il Natale viene celebrato la sera del 24 dicembre, quando si attende la nascita di Gesù bambino con parenti e amici per la messa di mezzanotte (o messa del gallo), così come la visita di el Viejo Pascuero (Vecchio Pasquale o Babbo Natale), e celebrare con fuochi d'artificio mentre si attende l'alba. Pertanto il 25 dicembre è un giorno tranquillo e ci alza tardi, preparando il pranzo natalizio, di solito a base di agnello, tacchino, pollo arrosto, datteri e pane pasquale. Il 26 dicembre (giorno di Santo Stefano) è un giorno lavorativo e si torna a festeggiare in famiglia la notte di San Silvestro. Il 6 gennaio (Epifania) segna la fine della stagione natalizia in Cile, celebrando i re Magi mentre i bambini cileni ricevono altri doni.

### Colombia
Il Natale è un giorno festivo in Colombia ed è principalmente una celebrazione religiosa. I regali sono portati da El Niño Jesús / Niño Dios (Bambino Gesù).
Mentre le decorazioni natalizie possono essere allestite già all'inizio di novembre, l'inizio non ufficiale delle festività natalizie colombiane ha luogo il 7 dicembre, Día de las Velitaso, ovvero "Il giorno delle candele". Di notte, le strade, i marciapiedi, i balconi, i portici e i vialetti sono decorati con candele e lanterne di carta, che illuminano città e paesi con un bagliore giallo per onorare l'Immacolata Concezione il giorno successivo, l'8 dicembre. In molte città e persino nei piccoli centri rurali, i quartieri si riuniscono e decorano l'intero quartiere o la strada, trasformando le strade in "tunnel di luce" virtuali. Molte stazioni radio e organizzazioni locali organizzano concorsi per la migliore esposizione di luci, rendendo la competizione per il miglior spettacolo di luci un evento serio. La città di Medellín è diventata una popolare destinazione turistica durante le festività natalizie grazie alle sue luci di Natale. Attività come eventi musicali e spettacoli pirotecnici sono pianificate dalle città e si svolgono durante questo periodo. I fuochi d'artificio lanciati individualmente erano un oggetto comune durante il periodo natalizio in Colombia, spesso in corso a qualsiasi ora del giorno in molte città. Tuttavia, un recente divieto ha ridotto l'uso individuale dei fuochi d'artificio e ora solo le città o i paesi possono organizzare spettacoli pirotecnici.
Il 16 dicembre è il primo giorno della novena di Natale, una devozione composta dalla preghiera recitata in nove giorni consecutivi, l'ultimo tenuto la vigilia di Natale. La novena fu promossa dalla Chiesa cattolica come rappresentazione religiosa base del Natale ed è molto simile a le posadas celebrate in Messico.

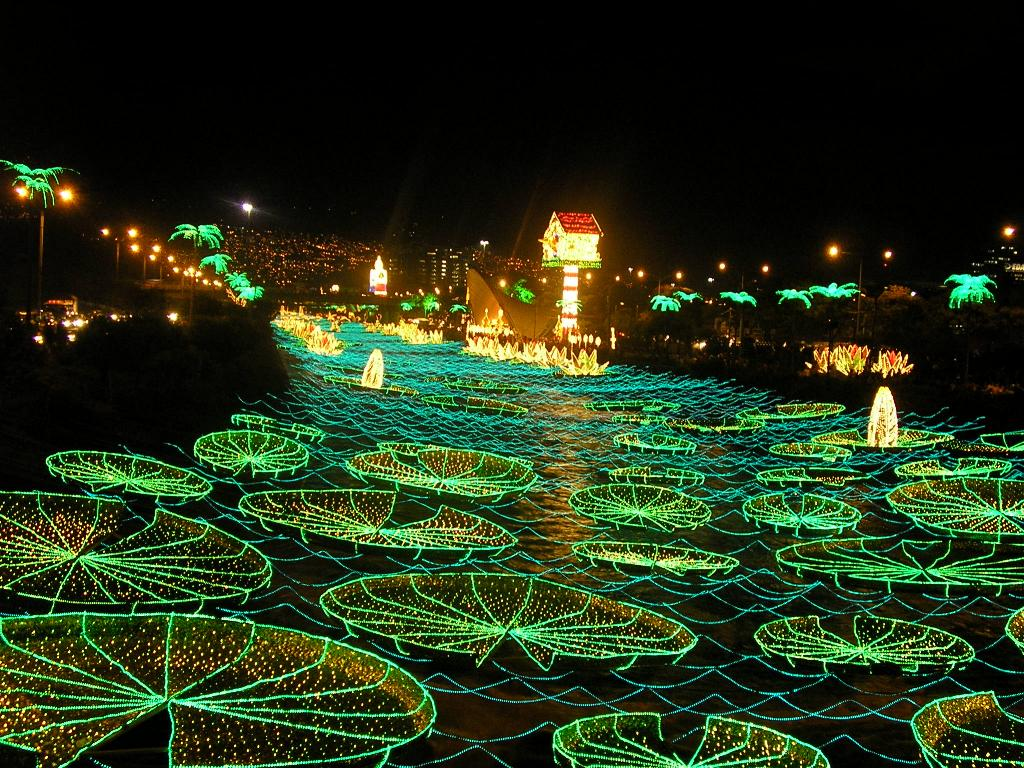
Fiume Medellín durante l'illuminazione.

La vigilia di Natale è il giorno più importante del Natale in Colombia. Famiglie e amici si riuniscono per pregare l'ultima novena e aspettare fino a mezzanotte per aprire i regali. Le famiglie si riuniscono intorno a pasti, musica e canti. Poiché la vigilia di Natale è il giorno più importante, il 25 dicembre accade poco. Le famiglie si uniscono alla messa del giorno di Natale anche se non è così festosa come la vigilia di Natale.
Il "Dia de los Santos Inocentes", o il giorno degli innocenti, cade nel periodo natalizio, il 28 dicembre. La giornata commemora i bambini innocenti che si dice siano stati uccisi da Erode il Grande per la paura della potenza del neonato, Gesù. Il 6 gennaio, giorno dell'Apocalisse dei Magi (Epifania), è chiamato "Reyes Magos" (dai Re Magi), un tempo era un giorno di doni, ma ora viene celebrato meno poiché i doni vengono dati principalmente intorno alla vigilia di Natale oggi. Alcune famiglie fanno ancora regali, ed è anche il giorno in cui i padrini fanno i regali di Natale.

### Cuba
Cuba aveva una lunga tradizione nel celebrare il Natale. Le famiglie si riunivano a tavola e dopo cena andavano a messa. Il regime comunista guidato da Fidel Castro abolì le festività natalizie retribuite nel 1959, adducendo la necessità di lavoratori per continuare la raccolta dello zucchero. Nel 1998 il regime ha dichiarato il 25 dicembre una giornata di svago, come richiesto da Papa Giovanni Paolo II come condizione per visitare il Paese. Da allora il Natale e il Capodanno sono ridiventati giorni festivi.

### El Salvador
Il Natale per El Salvador ha ancora un forte significato che unisce le famiglie. Nonostante gli affari per le strade e i colori rosso, verde e bianco che circondano l'ambiente, i salvadoregni cercano di onorare quello che considerano il vero significato del Natale, la nascita di Gesù, attraverso il presepe e la messa in chiesa. In El Salvador i bambini festeggiano il Natale giocando con petardi, piccoli volcancitos e stelle filanti. Adolescenti e giovani adulti usano fuochi d'artificio o candele romane. Le famiglie organizzano anche feste in cui ballano e mangiano. I piatti natalizi tradizionali salvadoregni sono panini di tacchino saltati in una baguette con lattuga e ravanelli, tamales e pane dolce per dessert. Le bevande includono cioccolata calda, succo d'ananas, horchata alla ciliegia e caffè. Alla mezzanotte del 25 dicembre tutti si riuniscono intorno all'albero di Natale e aprono i regali.

### Giamaica

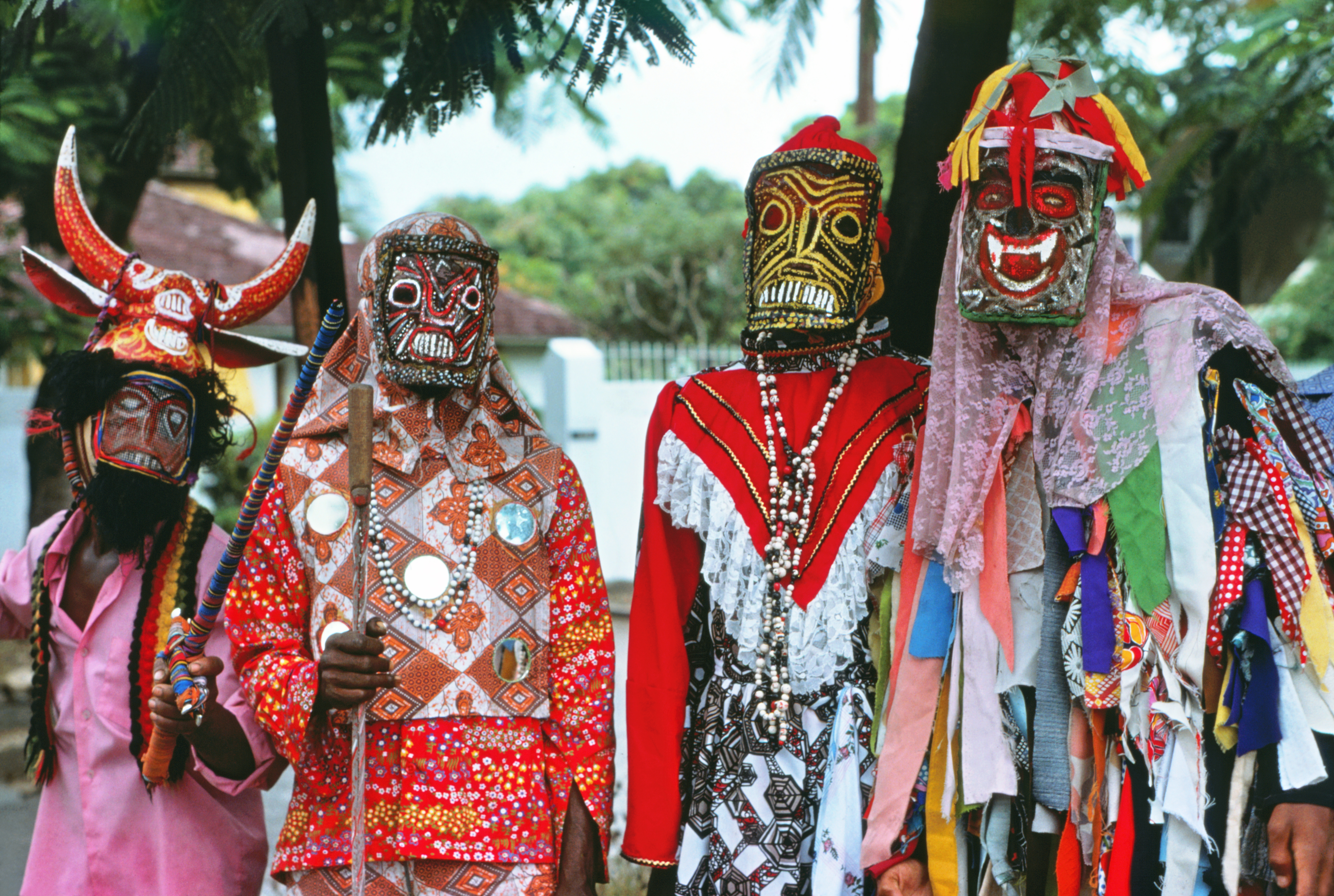
Ballerini del Junkanoo a Kingston.

Le stazioni radio trasmettono canti natalizi già a ottobre, alcuni in stile reggae e altri internazionali. I giamaicani dipingono le loro case e appendono nuove tende per Natale. Le luci al peperoncino, il nome locale delle luci di Natale, vengono appese anche sugli alberi.
Junkanoo o John canoe è una tradizionale celebrazione natalizia in Giamaica, influenzata dagli antenati africani. Ciò include balli di strada e una grande sfilata per le strade con giamaicani vestiti con colorati costumi e maschere. Il tradizionale pasto natalizio giamaicano comprende ackee, pesce salato, albero del pane, platani fritti, banane bollite, succo di frutta appena spremuto e tè a colazione; pollo, capra al curry, coda di bue in umido, riso e piselli gungo per cena. Per dessert, in molte case vengono serviti una bevanda all'acetosa e una torta di frutta al rum giamaicano insieme al vino rosso.
Molte persone vanno in chiesa per la vigilia di Natale o il servizio di culto mattutino di Natale. Alcune persone vanno al grande mercato della vigilia di Natale, per passeggiare con la famiglia e gli amici e fare shopping. Alcune tradizioni natalizie britanniche sono rimaste in Giamaica, come Babbo Natale, cene di roast beef o agnello e giorno di Santo Stefano.

### Groenlandia
Il Natale è uno dei giorni festivi in Groenlandia, e viene solitamente celebrato la sera del 24 dicembre e il giorno del 25. Anche il 26 (giorno di Santo Stefano) è considerato un giorno di Natale. Il periodo natalizio inizia il primo giorno di Avvento, che è la quarta domenica prima del giorno di Natale, quando gli alberi di Natale vengono addobbati e i villaggi mettono anche un grande albero di Natale su una collina vicina. Gli Inuit celebrano il Natale come il loro nuovo anno; inoltre, si prendono cura delle donne, servendo pasti e caffè per loro.

### Guatemala
Il Natale (Las Posadas) in Guatemala viene celebrato dal 16 al 24 dicembre, e le persone si vestono con un cappello ornamentale, chiamato "puritina", e ballano in fila. Come per gran parte della cultura del paese, la celebrazione include elementi spagnoli e maya.

### Messico
Il Natale è una festa legale in Messico e i lavoratori possono avere il giorno libero retribuito. Il Natale del Messico è pieno di oltre 30 tradizioni che si trovano solo all'interno del Natale messicano. Nell'arco di nove giorni, gruppi di cittadini vanno di porta in porta come quando i genitori del bambino non ancora nato Gesù Cristo cercavano un rifugio per passare la notte quando arrivavano a Betlemme, e sono periodicamente chiamati all'interno delle case per partecipare alla rottura di una piñata ripiena di caramelle.
Le festività natalizie messicane iniziano il 12 dicembre, con la festa di La Guadalupana (Vergine di Guadalupe), e terminano il 6 gennaio, con l'Epifania. A mezzanotte di Natale, molte famiglie collocano la figura di Gesù bambino nei loro nacimientos (presepe), come rappresentazione simbolica del Natale nel suo insieme. Nel centro e sud del Messico i bambini ricevono doni la vigilia di Natale e il 6 gennaio celebrano la festa dell'Epifania, quando, secondo la tradizione, i Re Magi portarono a Betlemme doni per Gesù Cristo. Babbo Natale è colui che porta i regali ai bambini, ma tradizionalmente i Re Magi riempiono le calzature dei bambini con caramelle, arance, mandarini, noci e canna da zucchero, e a volte denaro o oro, a simboleggiare gli stessi doni che fecero a Gesù Bambino a Betlemme durante la sua infanzia e un riflesso del suo futuro destino di salvatore del mondo.

### Nicaragua
I festeggiamenti di Natale in Nicaragua iniziano l'8 dicembre (festa dell'Immacolata Concezione) e i cittadini costruiscono altari in onore della Vergine Maria, che viene poi decorata con candele e a tema floreale. Le tradizioni natalizie locali seguono quelle celebrate in Spagna. Le Pastorelas, bambini vestiti come Giuseppe, Maria e i pastori in passeggiata per le strade, è una delle sue tradizioni natalizie più importanti.

### Paraguay
Il periodo natalizio è considerato importante nel Paraguay, la cui maggior parte della popolazione è cattolica e celebra le festività cristiane. È tradizione per le famiglie allestire presepi e alberi di Natale e partecipare alla messa in chiesa. Le famiglie allargate stanno alzate fino a tardi durante la sera della vigilia di Natale, preparando i piatti natalizi.

### Perù

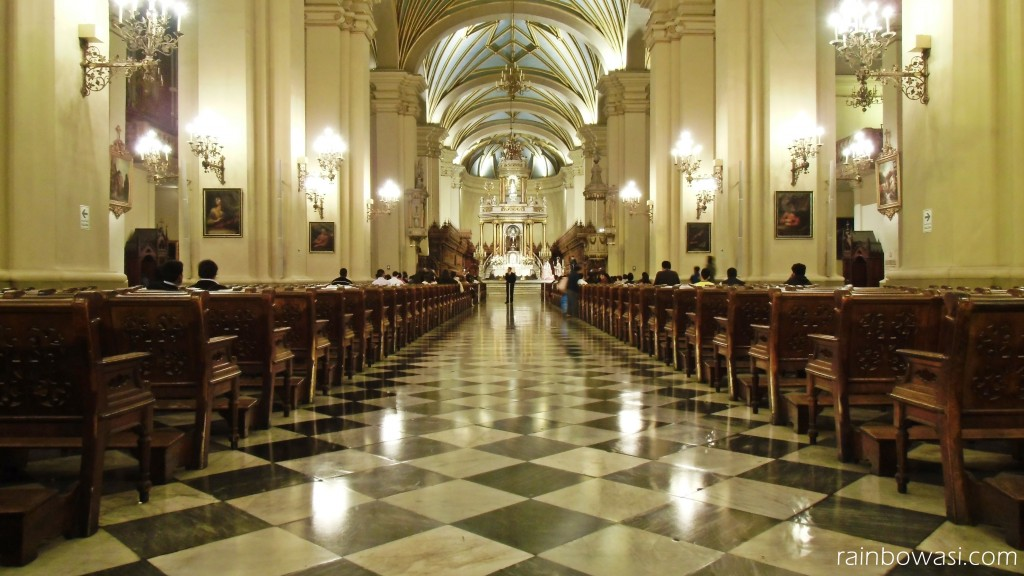
Cattedrale di Lima (Perù) a Natale.

Il Natale in Perù è stato celebrato per la prima volta nel 1533. Dall'8 dicembre (festa dell'Immacolata Concezione) vengono piazzate le decorazioni natalizie tradizionali, come l'albero di Natale e il presepe.
La vigilia di Natale peruviana si chiama Nochebuena e rappresenta l'apice della stagione, dal momento che il Natale è un giorno di riposo. La messa di mezzanotte è chiamata "Misa de Gallo” in riferimento al canto del gallo durante la nascita di Gesù, e i cittadini più fedeli lasciano immagini di Gesù Bambino nelle chiese, per poi assistere ad uno spettacolo pirotecnico. Dopo la messa, avviene la cena di Natale in famiglia, che è tipicamente composta da tacchino ripieno, pollo arrosto, lechón, purea di mela, insalata russa, cioccolata calda e paneton.

### Stati Uniti

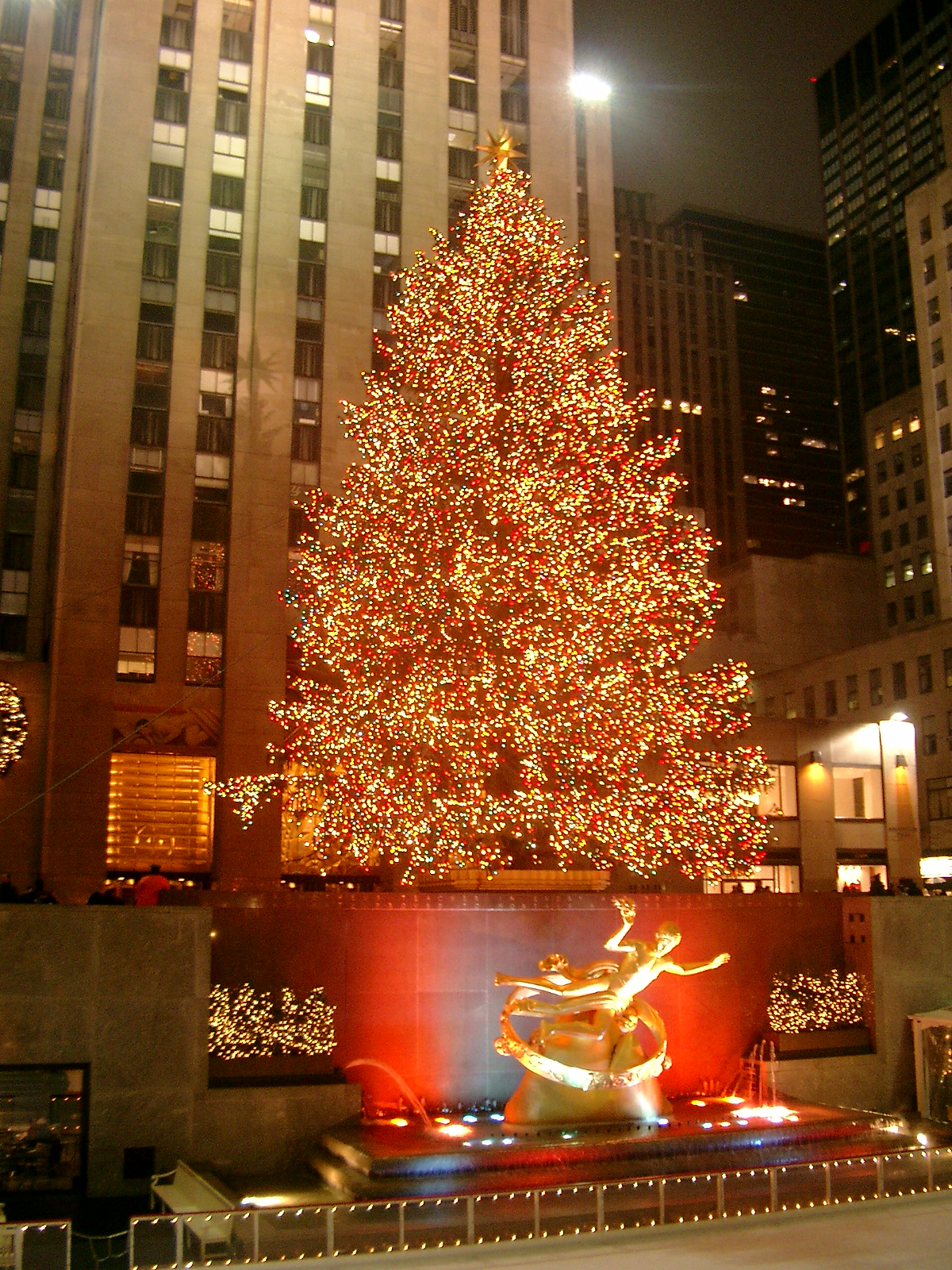
Albero di Natale del Rockefeller Center.

Il Natale è un giorno festivo ampiamente celebrato negli Stati Uniti, ed è ufficialmente riconosciuto come festa federale dal governo degli Stati Uniti. Il periodo natalizio inizia verso la fine di novembre con un importante inizio di shopping del Black Friday, il giorno dopo il Ringraziamento negli Stati Uniti, anche se il periodo durante il quale sono presenti decorazioni natalizie e nei negozi viene riprodotta musica natalizia dal periodo tra Halloween e il Ringraziamento. Molte scuole e attività commerciali sono chiuse nel periodo compreso tra Natale e Capodanno, che è un momento comunemente usato per trascorrere del tempo con la famiglia e gli amici intimi, restituire regali indesiderati nei negozi e fare acquisti dopo i saldi natalizi. La maggior parte delle decorazioni vengono smontate a Capodanno o all'Epifania. Il 26 dicembre, popolarmente indicato come il giorno di Santo Stefano in altre parti del mondo occidentale, è ampiamente conosciuto come "il giorno dopo Natale" negli Stati Uniti.
Gli interni e gli esterni delle case vengono decorati durante le settimane che precedono la vigilia di Natale. Le produzioni di alberi di Natale negli Stati Uniti e in Canada forniscono alle famiglie alberi per le loro case: molti optano per quelli artificiali, ma alcuni per quelli veri. L'albero di Natale di solito si trova dentro casa e decorato con ornamenti, orpelli e luci, con un angelo o una stella che simboleggia la stella di Betlemme in alto.
La vigilia di Natale è descritta come "La notte prima di Natale" nella poesia intitolata in realtà "A Visit from St. Nicholas". Si dice che San Nicola, meglio conosciuto come Babbo Natale, visiti le case mentre tutti dormono la notte prima del mattino di Natale. Le calze di Natale sono appese alla mensola del camino affinché Babbo Natale le riempia di piccoli regali. È tradizione statunitense che i bambini lascino un bicchiere di latte e un piatto di biscotti natalizi per Babbo Natale nelle vicinanze.

Un signore vestito da Babbo Natale consegna regali ai bambini.

I regali che la famiglia si scambia vengono avvolti e posti vicino all'albero, compresi i regali da dare agli animali domestici. Gli amici si scambiano i regali incartati e si dicono a vicenda di non aprire i regali prima di Natale. Nonni, zie e zii, cugini, fratelli e occasionalmente ospiti da fuori città vengono intrattenuti in casa o visitati. I regali incartati vengono aperti più comunemente la mattina del giorno di Natale.
La tradizionale cena di Natale di solito prevede tacchino arrosto con ripieno, prosciutto o roast beef. Patate, zucca, verdure arrosto e salsa di mirtilli vengono serviti insieme a tonici e sherry. Negli Stati Uniti viene servita una varietà di pasticceria dolce e zabaione cosparsi di cannella e noce moscata. Frutta, noci, formaggi e cioccolatini sono gustati come snack.
Altre tradizioni includono uno speciale servizio in chiesa la domenica prima di Natale e la messa di mezzanotte alla vigilia di Natale. I servizi a lume di candela si tengono la sera prima per le famiglie con bambini e i servizi speciali di Natale possono essere tenuti all'inizio della stagione per le persone che potrebbero viaggiare fuori città più vicino alle vacanze. Un'altra tradizione è una rievocazione della Natività di Gesù chiamata presepe vivente.
Le attrazioni turistiche legate al Natale, come l'albero di Natale del Rockefeller Center e le elaborate vetrine natalizie animate dei grandi magazzini a New York City, sono molto visitate da turisti provenienti da tutto il mondo. La musica natalizia può essere ascoltata in sottofondo.

### Uruguay

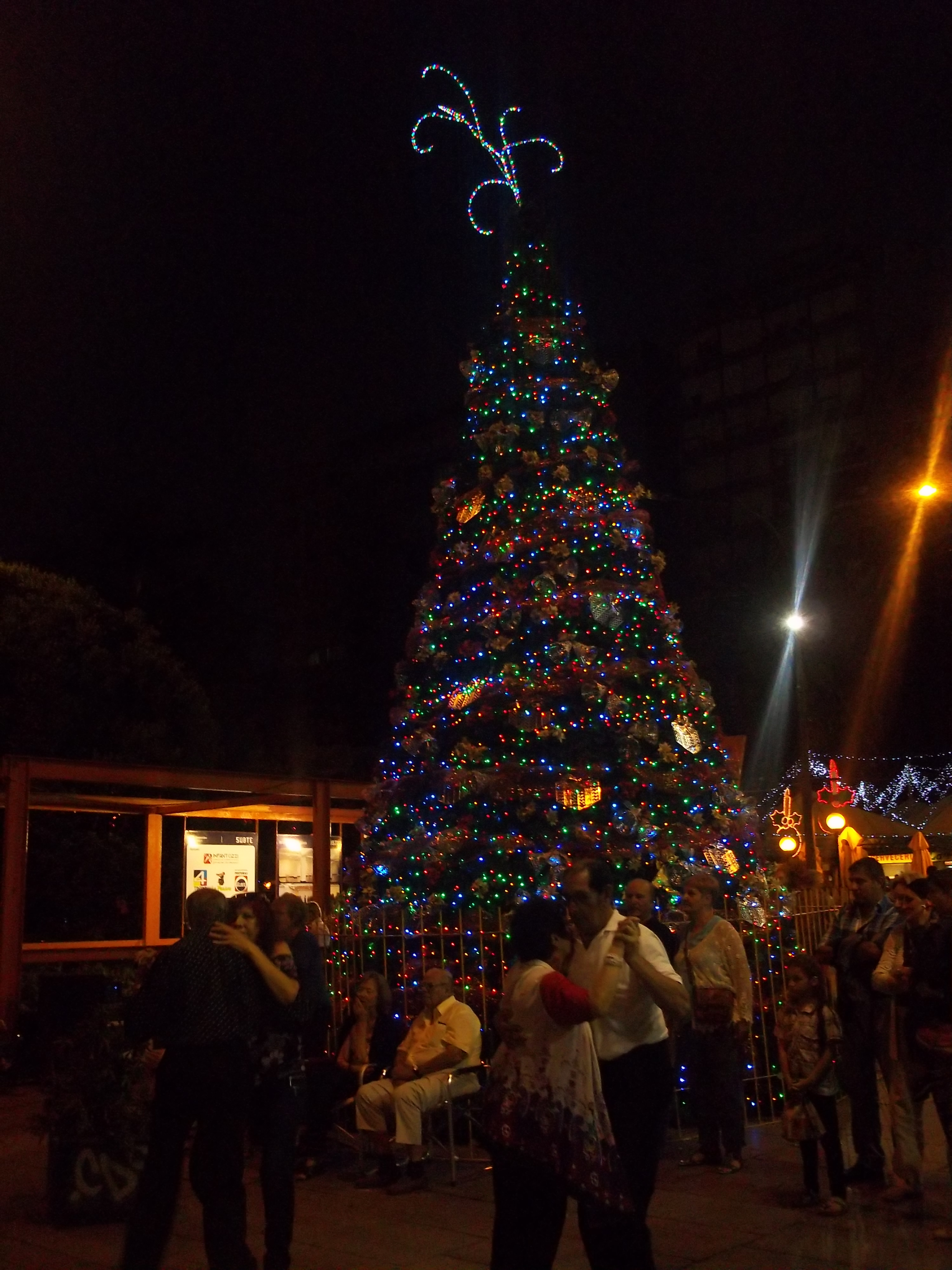
Albero di natale a Montevideo durante una milonga di tango.

L'Uruguay è un paese laico con separazione tra Chiesa e Stato, quindi legalmente il Natale è conosciuto come "Giorno della famiglia". Dal 1919, lo Stato uruguaiano, che cercava di secolarizzare la società in un momento in cui il paese accoglieva molti immigrati, ha smesso di riconoscerne il significato religioso. Tuttavia, il 25 dicembre è un giorno festivo e gli uruguaiani lo chiamano ancora Navidad (Natale in spagnolo).
Il periodo natalizio inizia l'8 dicembre (festa dell'Immacolata Concezione), quando tradizionalmente viene allestito l'albero di Natale e vengono collocati gli addobbi natalizi nelle case, nei negozi e nelle strade, compreso, in molte case, il presepe. In molte città vengono allestiti mercatini di Natale dove si vendono giocattoli, vestiti, decorazioni e cibo. Oltre alle tradizionali decorazioni natalizie, è comune tra i cristiani uruguaiani appendere uno striscione sul balcone con un'illustrazione del presepe con la scritta "Natale con Gesù". Questi striscioni sono stati lanciati nel 2016 come parte di una campagna portata avanti dalla Chiesa cattolica per "sensibilizzare sul vero significato della festa" in un paese altamente laico.
I festeggiamenti iniziano al calar della notte della vigilia di Natale, con le riunioni di famiglia in cui si svolge la cena di Natale, in cui tradizionalmente si mangiano il asado. Come dessert si consumano il panettone e il torrone, introdotti nella cucina uruguaiana dagli immigrati italiani e spagnoli che arrivarono in massa nel Paese nel XIX e XX secolo.
Allo scoccare della mezzanotte vengono lanciati i fuochi d'artificio e poi vengono aperti i regali lasciati da Papá Noel (Babbo Natale). Poiché l'Uruguay si trova nell'emisfero meridionale, il Natale si celebra in estate, quindi i festival musicali all'aperto si svolgono da mezzogiorno del 24, e la mattina presto fino al 25, soprattutto nelle città costiere come Montevideo e Punta del Este, che riceve un gran numero di turisti provenienti dai paesi della regione.

### Venezuela
In Venezuela, il Natale è celebrato come un'occasione religiosa. Come in Colombia, i regali vengono portati da "El Niño Jesus" (Bambino Gesù) invece di "Papá Noél" (Babbo Natale), che ha ancora un ruolo importante in questa stagione.
In molte città, piccoli paesi e quartieri rurali si riuniscono per le feste notturne "patinatas" dove i bambini vanno a giocare con skateboard, rollerblade e biciclette. Questi eventi sono solitamente sponsorizzati dalla chiesa locale, dove i vicini si organizzano e vendono tipico cibo natalizio, cioccolata calda, hallaca, biscotti, ecc.

## Asia

### Armenia
Gli armeni festeggiano solitamente il Natale il 6 gennaio. Il motivo di questa data insolita emerge dalla storia antica. Nella Chiesa cattolica romana del IV secolo, i funzionari stabilirono la data del Natale il 25 dicembre. Prima di allora, gli armeni celebravano il Natale il 6 gennaio come giorno festivo in Armenia. Coincide anche con l'Epifania. Gli armeni negarono il nuovo mandato romano riguardo al Natale e continuarono a celebrare sia la Natività che il battesimo di Gesù il 6 gennaio. Quando il calendario gregoriano fu implementato nel 1582, gli armeni rifiutarono il calendario riformato e continuarono a seguire il calendario giuliano. Ma oggi solo il Patriarcato armeno di Gerusalemme usa ancora il calendario giuliano. Poiché il calendario giuliano è indietro di tredici giorni rispetto al calendario gregoriano, quando gli armeni di Gerusalemme celebrano il Natale il 6 gennaio secondo il calendario giuliano, il calendario gregoriano conta il giorno come 19 gennaio.
Tradizionalmente, gli armeni digiunano durante la settimana che precede il Natale evitando carne, uova e latticini. Gli armeni devoti possono anche astenersi dal cibo per i tre giorni che precedono la vigilia di Natale, al fine di ricevere l'Eucaristia con uno stomaco "puro". La vigilia di Natale è ricca di tradizioni. Le famiglie si riuniscono per la cena della vigilia, che generalmente consiste in riso, pesce, nevik (un piatto di verdure a base di bietole e ceci) e zuppa di yogurt/grano (tanabur). Il dessert include frutta secca e noci, tra cui il rojik, che consiste in noci intere sgusciate infilate su uno spago e racchiuse in gelatina d'uva, bastukh (una confezione simile alla carta di gelatina d'uva, amido di mais e farina), ecc. Questo menu più leggero è progettato per alleviare lo stomaco dal digiuno di una settimana e prepararlo per la cena piuttosto sostanziosa del giorno di Natale. I bambini portano regali di frutta, noci e altre caramelle ai parenti più anziani. Alla vigilia della Festa della Natività e della Teofania di Gesù, si celebra la divina liturgia di Jrakalouyts (il servizio di accensione delle lampade) in onore della manifestazione di Gesù come Figlio di Dio (teofania). Oltre all'albero di Natale, anche gli armeni (in particolare in Medio Oriente) erigono il presepe. Il Natale nella tradizione armena è un affare puramente religioso. Babbo Natale non fa visita ai simpatici bambini armeni a Natale, ma a Capodanno. L'idea di Babbo Natale esisteva prima dell'Unione Sovietica ed era chiamato kaghand papik, ma l'Unione Sovietica ebbe un grande impatto anche su Babbo Natale. Ora prende il nome più secolare di Nonno Gelo.

### Assiria
Gli assiri, gli indigeni dell'Iran nord-occidentale, dell'Iraq settentrionale, della Siria nord-orientale e della Turchia sud-orientale che appartengono alla Chiesa assira d'Oriente, Antica Chiesa d'Oriente, Chiesa siro ortodossa e Chiesa cattolica caldea celebrano il Natale il 25 dicembre. In Assiria il Natale viene chiamato colloquialmente "Eda Zora", che significa piccola vacanza. Si chiama ufficialmente "Eda d'Yalde" che significa festa di compleanno. Tradizionalmente, gli assiri digiunano dal 1º dicembre fino al giorno di Natale. In Iraq, per esempio, alla vigilia di Natale, le famiglie assire si riuniscono fuori casa e tengono candele accese mentre un bambino legge ad alta voce la storia della natività. Poi tutti cantano salmi intorno ad un falò fatto di cespugli spinosi. Il folklore dice che se le spine bruciano in cenere, la famiglia avrà fortuna. Dopo che il fuoco è stato ridotto in cenere, i membri della famiglia saltano tre volte sopra le ceneri ed esprimono un desiderio. Il giorno successivo, a Natale, mentre un altro falò arde sul sagrato, i vescovi guidano la funzione portando una figura del bambino Gesù. Molti Assiri partecipano al Shaharta, o veglia di mezzanotte prima di Natale. Il giorno di Natale, quando le famiglie si riuniscono dopo la Shaharta o messa mattutina, il digiuno viene interrotto mangiando cibi assiri tradizionali come pacha (che significa "dalla testa alla coda"), che è una zuppa bollita a base di intestini, lingua, stomaco e gambe di pecora o mucca con spezie o harissa, un porridge a base di grano macinato e pollo (entrambi i piatti vengono preparati solitamente durante la notte). Questi due piatti vengono preparati solo due volte l'anno: a Natale e a Pasqua. I dolci tradizionali consumati dopo il piatto principale includono Killeche, un biscotto ripieno di datteri e noci, e Kadeh, un'altra pasta ripiena. Al termine della festa, gli Assiri visitano le case di familiari e amici per scambiarsi gli auguri di Natale, dicendo "Eedokhon breekha", che significa "Possa la tua festa essere benedetta". Lì, il padrone di casa serve tè, caffè turco, Killeche e Kadeh agli ospiti. Sebbene il Natale sia celebrato in modo molto più religioso, negli ultimi anni le famiglie hanno allestito un piccolo albero di Natale in casa.

### Bangladesh

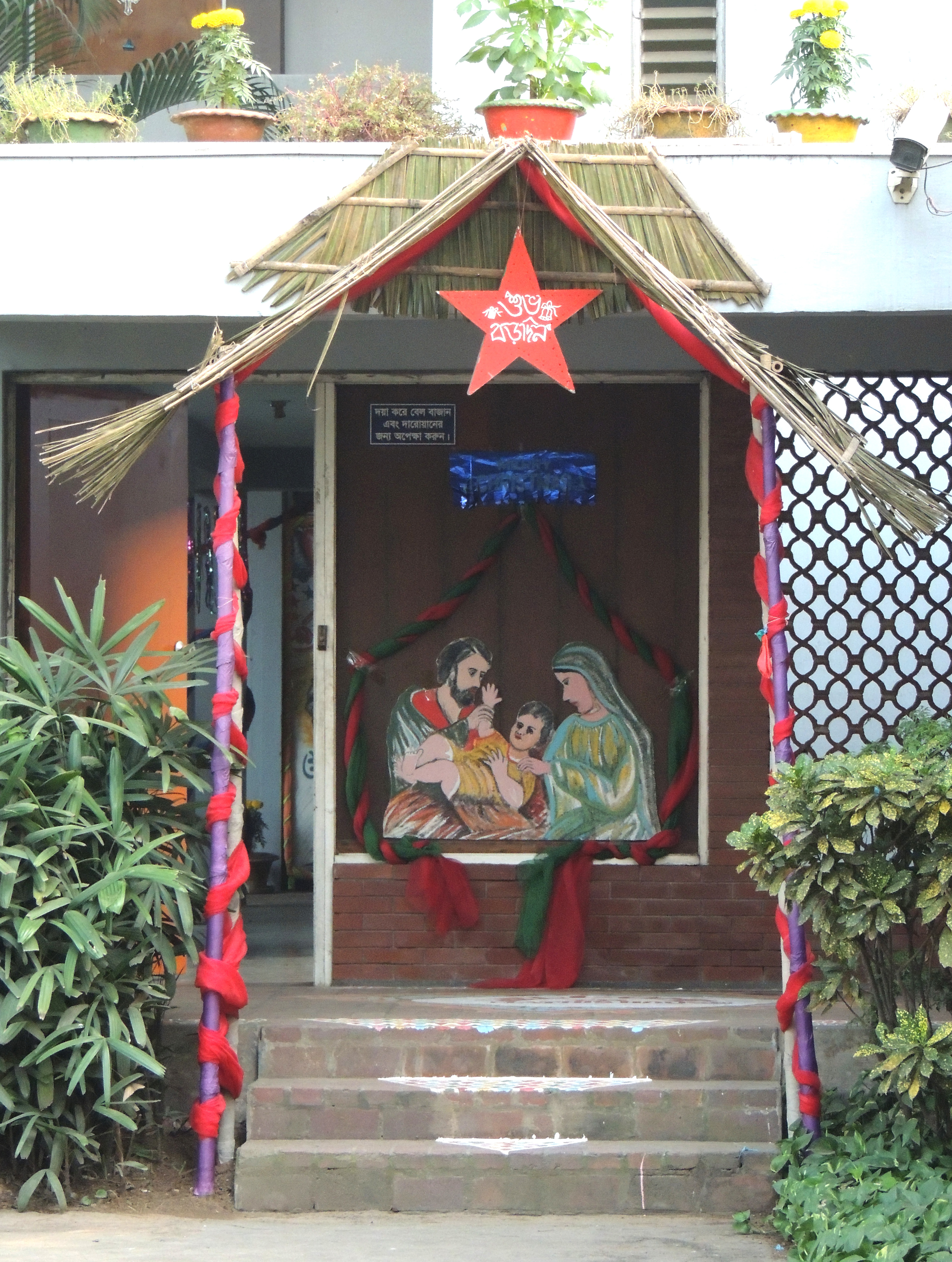
Preparazione natalizia del 2012 al Notre Dame College di Dacca.

Il Natale è conosciuto come "Borodin" (Grande giorno) in Bangladesh ed è un giorno festivo.
Pitha, biscotti e torta sono preparati dai cristiani del Bangladesh durante il Natale. La vigilia di Natale, le chiese tengono una grande cena chiamata preeti bhoj che include pilaf, uova korma, frittura di pesce e curry di verdure. La vigilia di Natale e la mattina di Natale, le preghiere si tengono generalmente in chiesa. Dopo le preghiere, accadono le esibizioni di canti natalizi. Anche le chiese cristiane del Bangladesh sono decorate con luci e alberi di Natale. Alcuni cristiani decorano anche le loro case per celebrazioni o visite e regalano denaro o giocattoli ai bambini.
Il Natale è sempre più celebrato anche da altre religioni in Bangladesh, soprattutto nelle aree urbane. Le persone festeggiano andando nei parchi a tema, negli zoo e nei musei, organizzando piccole feste di Natale in ristoranti e case o facendo regali. Il Natale in Bangladesh viene celebrato senza luci di Natale, senza l'albero, senza acquisti e senza regali. Le cose cambiano quando i missionari curano l'atmosfera e i preparativi, organizzano riunioni e regalano cibo alle famiglie povere per favorire lo spirito natalizio.

### Brunei
A partire dal 22 dicembre 2015, il Natale è completamente bandito e vietato in Brunei (ma per la sua comunità cristiana espatriata e locale, viene ancora celebrato come al solito in privato tra di loro), il che include l'installazione di alberi di Natale, i canti natalizi, le rappresentazioni della Natività, saluti festivi e persino vestirsi da Babbo Natale. Circa il 20% della popolazione non è musulmana e chiunque venga catturato rischia fino a cinque anni di carcere. Prima che la legge della Sharia fosse approvata nel 2014, gli espatriati non musulmani erano liberi di celebrare il Natale in Brunei.

### Cina
In Cina, il 25 dicembre non è una festa legale. Tuttavia, è ancora designato come giorno festivo nelle regioni amministrative speciali di Hong Kong e Macao, rispettivamente ex colonie del Regno Unito e del Portogallo.
Una piccola percentuale di cittadini cinesi si considerano cristiani ufficiosamente, e di solito privatamente, osserva il Natale. Molti altri individui celebrano feste simili al Natale anche se non si considerano cristiani. Molte usanze, tra cui l'invio di cartoline, lo scambio di regali e le calze appese, sono molto simili alle celebrazioni occidentali. Le decorazioni natalizie commerciali, i segni e altri oggetti simbolici sono diventati sempre più diffusi durante il mese di dicembre nei grandi centri urbani della Cina continentale, riflettendo un interesse culturale per questo fenomeno occidentale e, talvolta, anche campagne di marketing al dettaglio.

### Corea del Sud
Il Natale è un giorno festivo in Corea del Sud.
Le tradizioni natalizie sono generalmente mescolate con la cultura e la cucina coreana, e il Natale è molto simile al giorno di San Valentino e particolarmente celebrato dalla comunità cristiana (protestanti e cattolici allo stesso modo).

### Filippine
Nelle Filippine, uno dei due paesi prevalentemente cattolici dell'Asia (l'altro è Timor Est), il Natale è una delle festività più grandi del calendario ed è ampiamente celebrato. Il paese si è guadagnato il primato di celebrare il periodo natalizio più lungo del mondo, con canti natalizi ascoltati già dal 1º settembre, quando la stagione dei "mesi di Ber" prende il via tradizionalmente. La stagione è ufficialmente inaugurata dalle messe all'alba di nove giorni che iniziano il 16 dicembre. Conosciute come Misas de Aguinaldo (Messa del regalo) o Misa de Gallo (Messa del gallo) nello spagnolo tradizionale, queste messe sono più popolarmente conosciute in lingua tagalog come Simban Gabi, e si tengono nelle parrocchie e nelle cappelle cattoliche a livello nazionale. Di solito, a parte le festività già legali che sono Rizal Day (30 dicembre) e Capodanno (31 dicembre), altri giorni nelle immediate vicinanze come la vigilia di Natale (24 dicembre), Niños Inocentes (28 dicembre) e l'Epifania (tradizionalmente, il 6 gennaio ma ora la prima domenica di gennaio) sono dichiarati anche giorni non lavorativi.

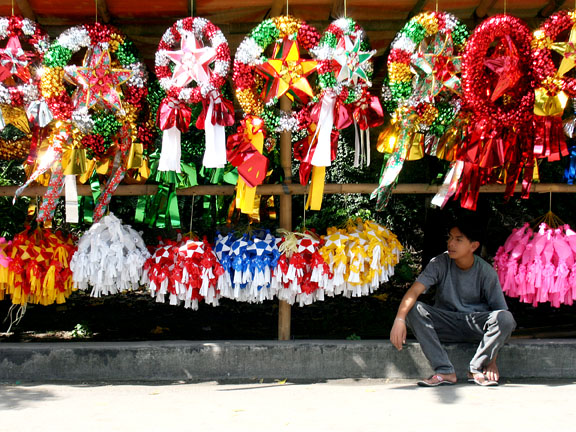
I parols sono decorazioni iconiche nelle Filippine durante il lungo periodo natalizio.

Come in molti paesi dell'Asia orientale, le manifestazioni natalizie secolari sono comuni sia negli esercizi commerciali che in pubblico, comprese luci, alberi di Natale, raffigurazioni di Babbo Natale nonostante il clima tropicale e auguri di Natale in varie lingue straniere e varie lingue filippine. Occasionalmente tali esibizioni vengono lasciate in luogo anche in estate, ad esempio una lanterna detta "polar" o "parol", raffigurante la "stella di Betlemme" che condusse i Re Magi al neonato Gesù.
Per i filippini, la vigilia di Natale (24 dicembre) viene celebrata con la messa di mezzanotte e, subito dopo, la tanto attesa Nochebuena, la tradizionale festa della vigilia di Natale. I membri della famiglia cenano insieme con la tradizionale Nochebuena, che può includere: queso de bola ("palla di formaggio"; questo è in realtà formaggio edam), tsokolate (una bevanda calda al cioccolato) e jamón (prosciutto di Natale), lechón, pollo o tacchino arrosto, pasta, relleno (bangus o pollo ripieno), pan de sal e vari dessert tra cui torte e l'onnipresente macedonia.

### Giappone

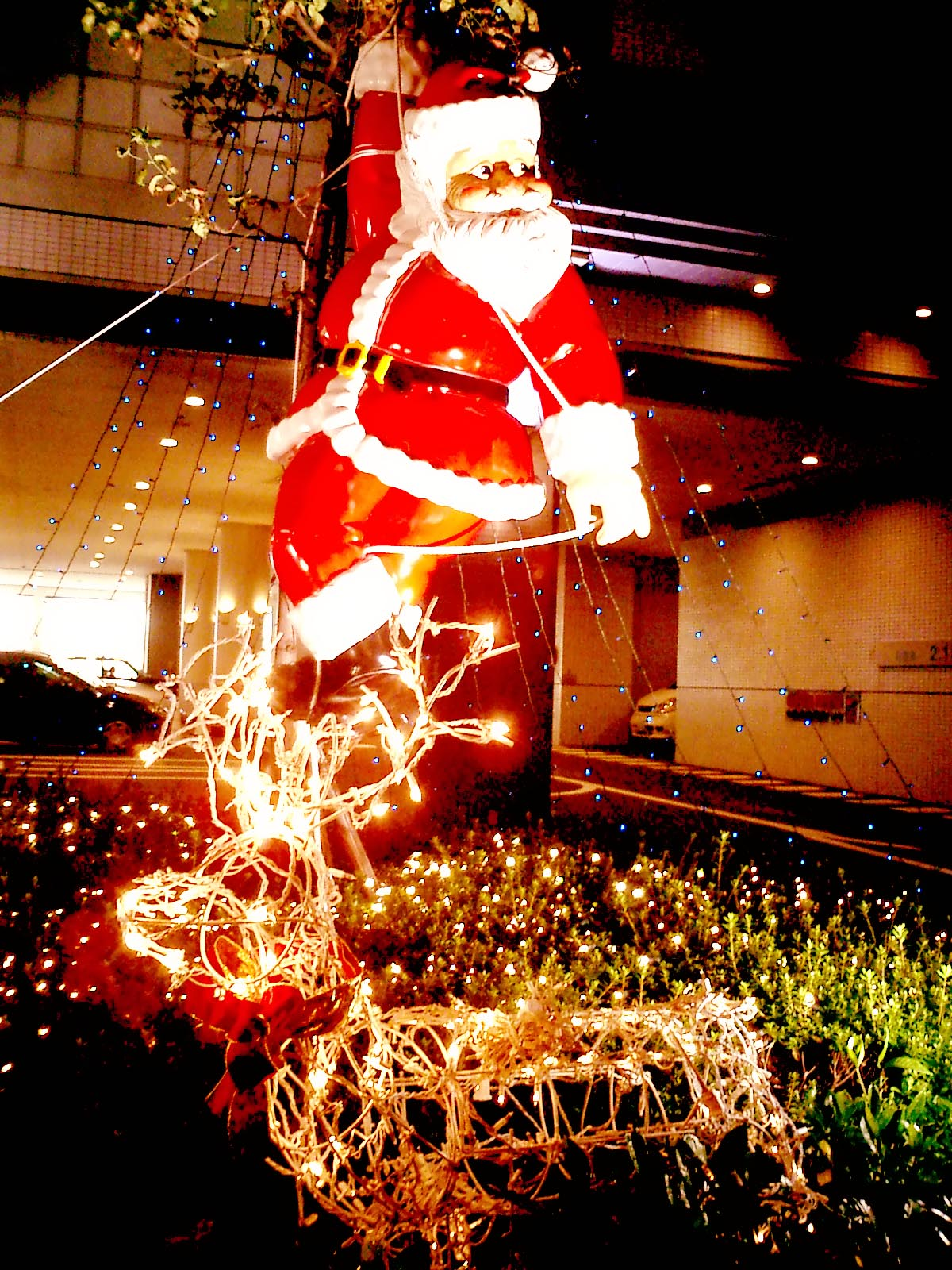
Babbo Natale a Kōbe, in Giappone.

Incoraggiata dal commercio, la celebrazione secolare del Natale è popolare in Giappone, sebbene il Natale non sia una festa nazionale. I regali a volte vengono scambiati. La Christmas cake giapponese, un pan di Spagna bianco ricoperto di crema e decorato con fragole, viene spesso consumata e la torta Stollen, importata o prodotta localmente, è ampiamente disponibile. Le luci di Natale decorano le città e gli alberi di Natale adornano le zone abitate e i centri commerciali. La vigilia di Natale è diventata una vacanza per le coppie per trascorrere del tempo insieme e scambiarsi regali. Una campagna pubblicitaria di successo negli anni '70 fece diventare un pasto alla Kentucky Fried Chicken intorno a Natale un'usanza nazionale. I suoi menu di pollo fritto sono così popolari durante la stagione natalizia che i negozi accettano prenotazioni con mesi di anticipo.
Il primo Natale registrato in Giappone fu una messa tenuta dai missionari gesuiti nella prefettura di Yamaguchi nel 1552. Alcuni ritengono che le celebrazioni non registrate si siano svolte prima di questa data, a partire dal 1549, quando San Francesco Saverio arrivò in Giappone. Il cristianesimo fu bandito in tutto il Giappone nel 1612. Tuttavia, una piccola enclave di kakure kirishitan ("cristiani nascosti") continuò a praticare clandestinamente nei successivi anni.

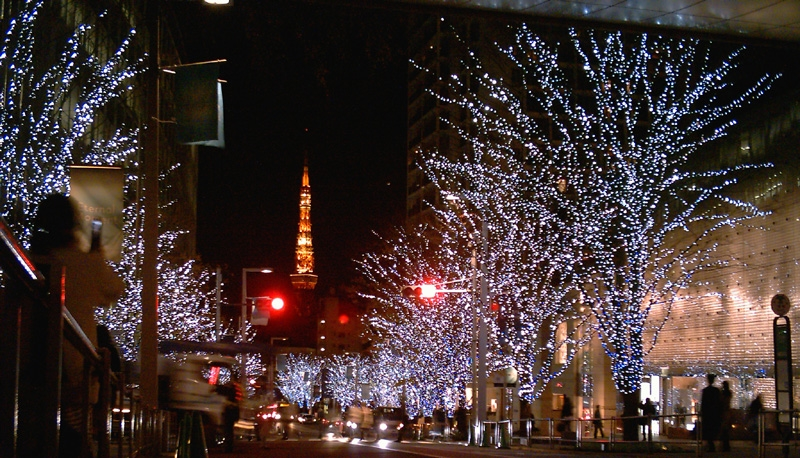
Luci di Natale a Tokyo.

Il cristianesimo in Giappone, insieme al Natale, è riemerso nel periodo Meiji. Influenzati dall'America, si tenevano feste di Natale e si scambiavano regali. La pratica si diffuse lentamente, ma la sua vicinanza ai festeggiamenti del nuovo anno ne fa un centro minore di attenzione. Divenne una festa popolare per i non cristiani durante il 1900 dopo la guerra russo-giapponese. Durante la seconda guerra mondiale, tutte le celebrazioni, specialmente quelle americane, furono soppresse. Dagli anni '60, con un'economia in espansione e influenzata dalla TV americana, il Natale divenne popolare. Molte canzoni e serie TV presentano il Natale come romantico, ad esempio "Last Christmas" degli Exile. Il 23 dicembre, il compleanno del precedente imperatore, Akihito, è o era una festa nazionale. Le attività chiudono presto per le vacanze di Capodanno e riaprono dopo il 3 gennaio.

### Giordania
I cristiani giordani osservano il Natale il 25 dicembre. Anche la maggioranza musulmana della Giordania partecipa al Natale come festa, e durante questo periodo i negozi e le strade in Giordania sono decorati in modo colorato.

### Hong Kong

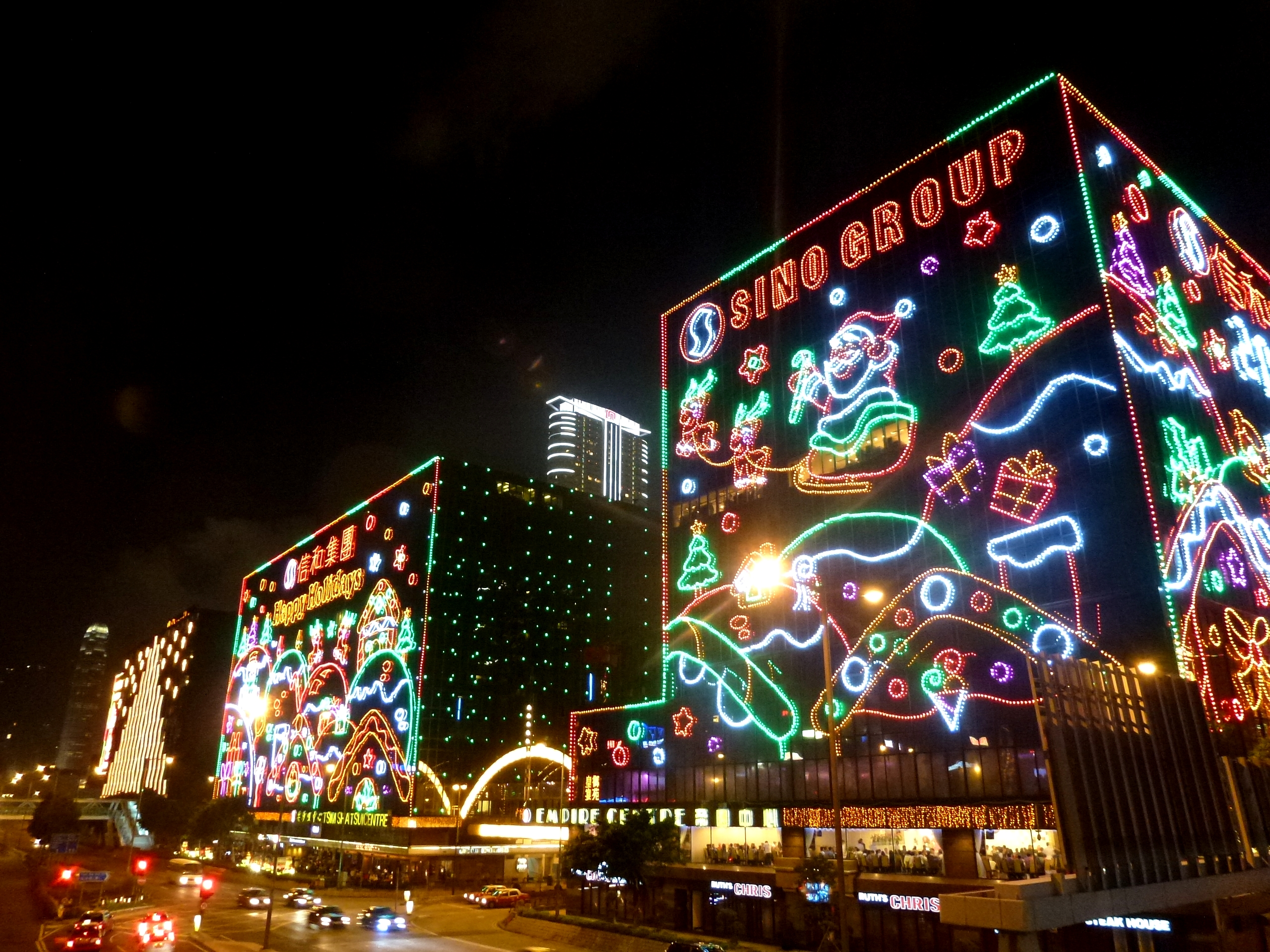
Illuminazione natalizia a Kowloon.

A Hong Kong, dove il Natale è un giorno festivo, molti edifici che si affacciano al porto Victoria Harbour sono decorati con luci natalizie. Gli alberi di Natale si trovano nei principali centri commerciali e in altri edifici pubblici, e anche in alcune case. I cattolici di Hong Kong possono partecipare alla messa di Natale.
Hong Kong è stata profondamente influenzata dalla cultura britannica e occidentale durante l'era coloniale. Il Natale è una delle feste più apprezzate di Hong Kong dopo il capodanno lunare. L'atmosfera natalizia è anche più forte della maggior parte dei paesi asiatici. Sia il giorno di Natale (25 dicembre) che il giorno di Santo Stefano (il 26) sono giorni festivi. L'usanza di celebrare il Natale nei primi anni non era molto estesa. Dagli anni '70 il numero di persone che festeggiavano il Natale iniziò ad aumentare. Sebbene i cristiani rappresentino una minoranza della popolazione di Hong Kong, l'atmosfera del giorno di Natale nella società è ancora forte. I cittadini di Hong Kong approfittano delle festività natalizie per incontrare amici e familiari o per raduni, shopping e passatempi, mentre ai giovani piace trascorrere le vacanze in coppia o trovare partner durante la vacanza, proprio come un altro San Valentino. In molti centri commerciali vengono rapidamente rimosse le decorazioni di Halloween dopo il 31 ottobre e sostituite dalle decorazioni natalizie a metà novembre. Molti cittadini hanno avviato attività correlate all'inizio di dicembre, come la partecipazione alle feste di Natale, le cene di Natale e lo scambio di regali. Sebbene il 24 dicembre, la vigilia di Natale, non sia un giorno festivo, alcune aziende d'ufficio consentono ai dipendenti e ai capi di uscire presto dal lavoro e il mercato azionario apre solo la mattina di quel giorno. La notte della vigilia di Natale è il culmine dell'atmosfera festosa.
Tsim Sha Tsui, Causeway Bay e Lan Kwai Fong sono aree affollate di gente che si gode le luci natalizie. La maggior parte dei negozi, ristoranti e luoghi di intrattenimento sono ancora aperti durante il periodo natalizio, mentre i mezzi pubblici come la MTR e gli autobus sono disponibili durante la notte della vigilia di Natale. Inoltre, le persone a Hong Kong generalmente pensano che i regali di Natale debbano essere aperti fino al Boxing Day (26 dicembre) e questo giorno è anche indicato come "giorno di apertura dei regali", ma in realtà la maggior parte delle persone apre i propri regali già la sera della vigilia di Natale o la mattina di Natale. Inoltre, alcune persone di Hong Kong celebrano il Natale con il solstizio d'inverno fino al giorno di Capodanno.

### India

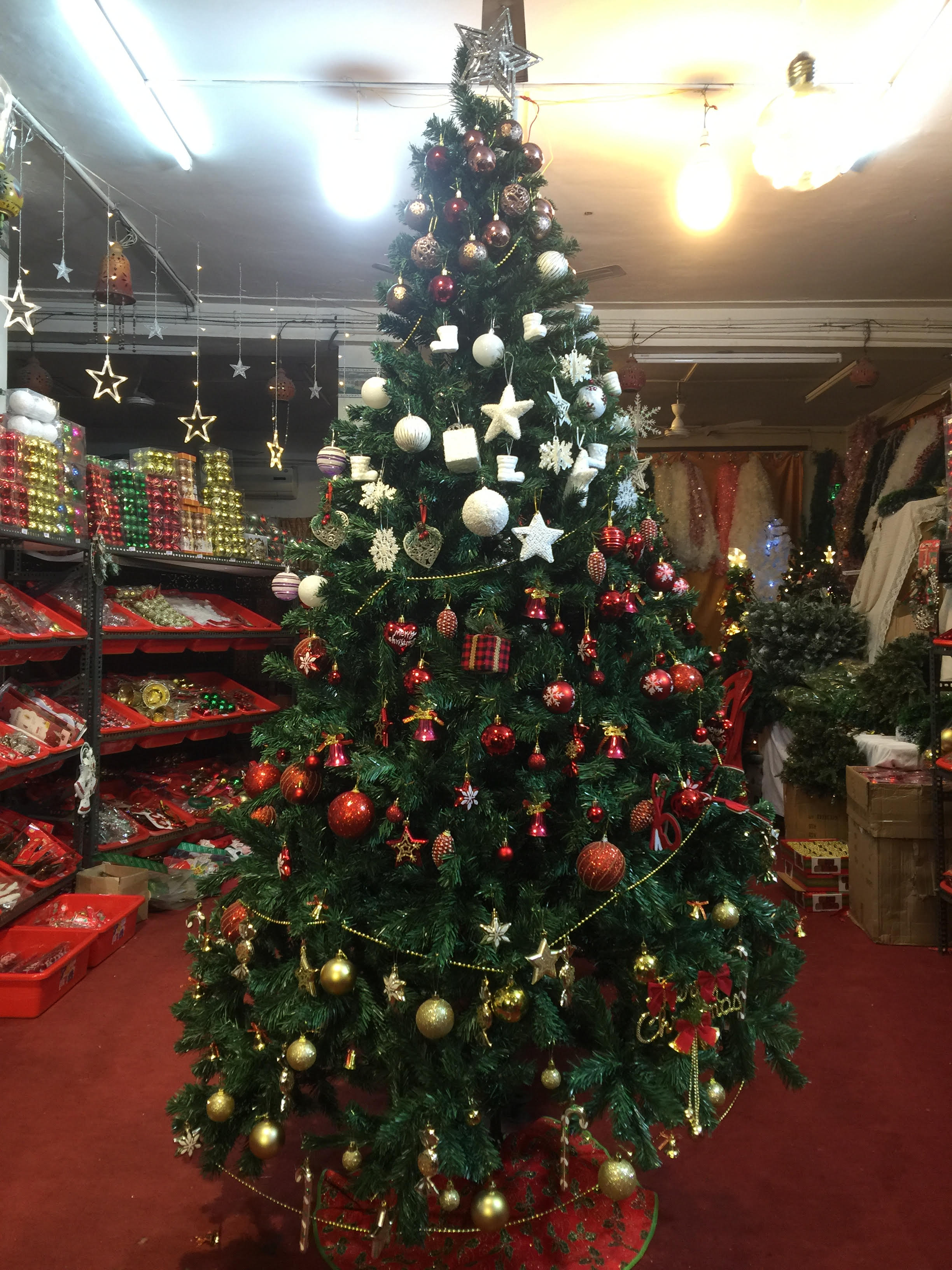
Albero di Natale in India.

Essendo stata una colonia britannica fino al 1947, molte tradizioni britanniche sono rimaste in India.
Il Natale è una festa di stato, sebbene il cristianesimo in India sia una minoranza con solo il 2,3% della popolazione. La maggior parte dei cristiani, in particolare i cattolici, partecipano alla messa di mezzanotte. Molte case cristiane in India decorano i tradizionali presepi, appendono decorazioni luminose a forma di stelle fuori dalle loro case e distribuiscono dolci ai loro vicini. In molte scuole gestite dai missionari cristiani, i bambini partecipano attivamente ai programmi natalizi. Anche in molte scuole non religiose esiste la tradizione della celebrazione del Natale. Il Natale è sempre più celebrato anche da altre religioni in India. Il Natale è conosciuto come "Badaa Din" (Big Day) nel nord e nord-ovest dell'India e le persone piantano alberi in questo giorno.
I cibi natalizi indiani comprendono biryani, pollo tandoori, verdure al curry, e dolci come il kheer, mentre per i cattolici goani c'è vindaloo di maiale.

### Indonesia

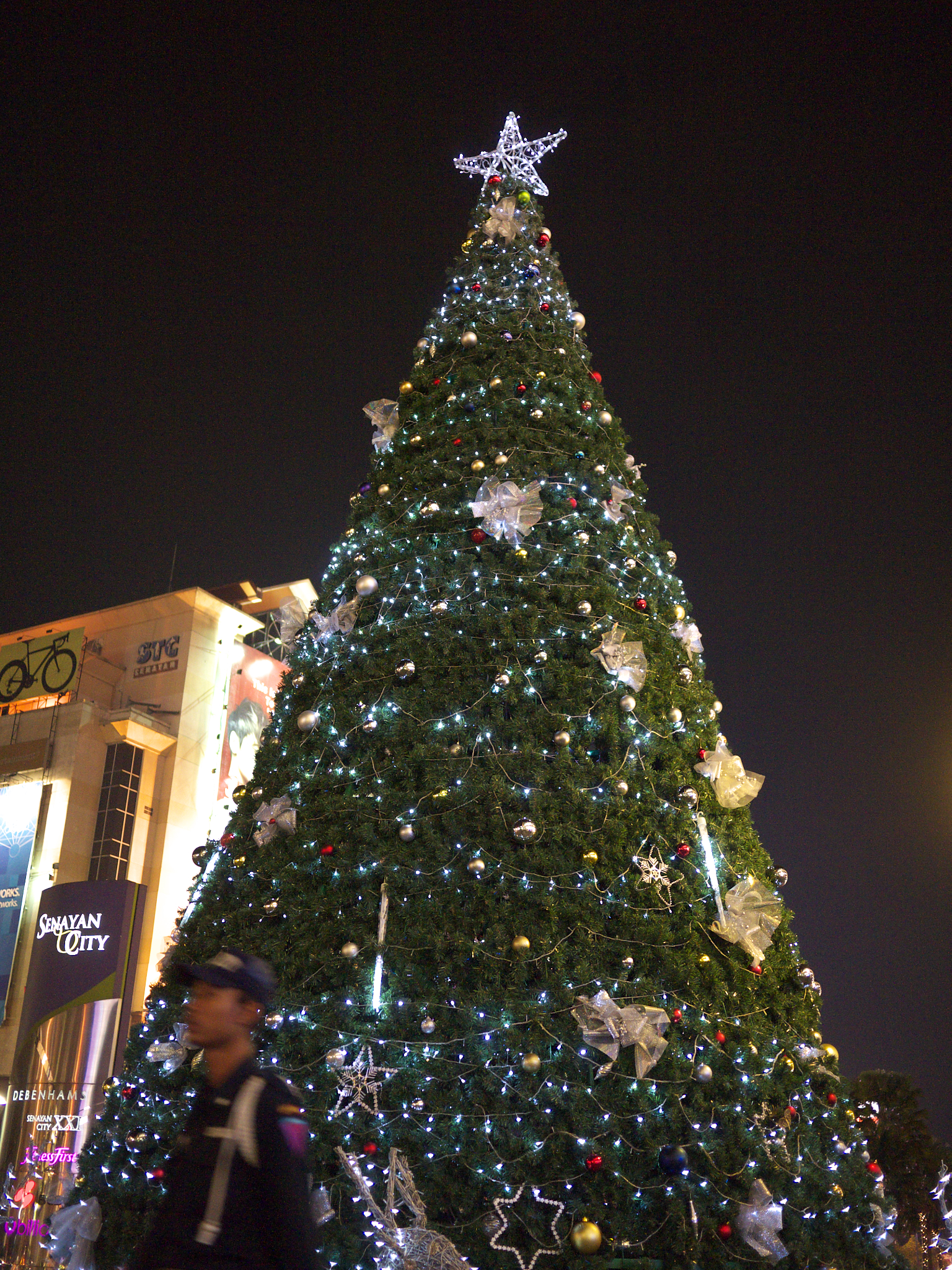
Albero di Natale nella città di Senayan, Giacarta, in Indonesia.

Il Natale è uno dei tanti giorni festivi in Indonesia, che circa 16,5 milioni di protestanti e 6,9 milioni di cattolici romani celebrano con varie tradizioni in tutto il paese. Nelle province a maggioranza o significativamente di cristiani (protestanti e cattolici), come Sumatra Settentrionale, Giacarta, Kalimantan (Occidentale, Centrale e Settentrionale), Sulawesi (Settentrionale, Occidentale e Centrale), Nusa Tenggara Orientale, Maluku, Papua e città come Surabaya, Tangerang, Batam, Bandung, ecc., il periodo natalizio è pieno di cerimonie, feste e cibi locali. Nelle grandi città, molti centri commerciali, uffici, alcune strade e altri luoghi commerciali sono per lo più decorati con oggetti natalizi come alberi di Natale di plastica e Sinterklas (derivato dalla parola olandese Sinterklaas) e le sue renne. La maggior parte dei canali televisivi locali trasmette concerti musicali di Natale e celebrazioni natalizie nazionali annuali come concerti e spettacoli natalizi tenuti dal governo. Come in altri paesi, la vigilia di Natale, le persone vanno in chiesa per la messa e tornano in chiesa la mattina successiva, e lo scambio di doni è una tradizione abituale per i cristiani in Indonesia. Oltre ai cibi tradizionali, generalmente ogni giorno di Natale viene riempito di biscotti, come nastar (crostata di ananas), kastengel (snack al formaggio olandese a forma di bastoncini) o putri salju (cookie indonesiano a forma di mezzaluna e ricoperto di zucchero a velo).

### Iraq
Il Natale è sempre stato un giorno di riposo e non una festa in Iraq. Il Parlamento iracheno lo ha riconosciuto ufficialmente come festa nazionale nel dicembre 2020.

### Libano
Il Natale è una festa ufficiale in Libano. I libanesi celebrano il Natale il 25 dicembre, ad eccezione degli armeni libanesi che celebrano il Natale il 6 gennaio, che è anche una festa ufficiale in Libano.
Le famiglie libanesi si riuniscono e macellano una pecora per la festa della vigilia di Natale, in onore della nascita del Pastore Gesù Cristo. In quella notte il capofamiglia fa passare un pezzo di carbone che rappresenta i peccati davanti a Cristo. Dopo che il pezzo di carbone è stato fatto girare, viene dato fuoco. Dopo cena, i libanesi cristiani partecipano alla messa di mezzanotte. Babbo Natale è conosciuto dai francesi come Papa Noël, così come dai libanesi. I regali vengono lasciati in chiesa o Papa Noël fa un'apparizione personale a casa.

### Macao
Il Natale è un giorno festivo a Macao. Le sue tradizioni sono per lo più influenzate dai portoghesi poiché il territorio era una colonia del Portogallo fino al 20 dicembre 1999. I casinò di Macao rimangono aperti il giorno di Natale. Le messe natalizie nella Chiesa cattolica a Macao si tengono in cinese o in portoghese.

### Malaysia

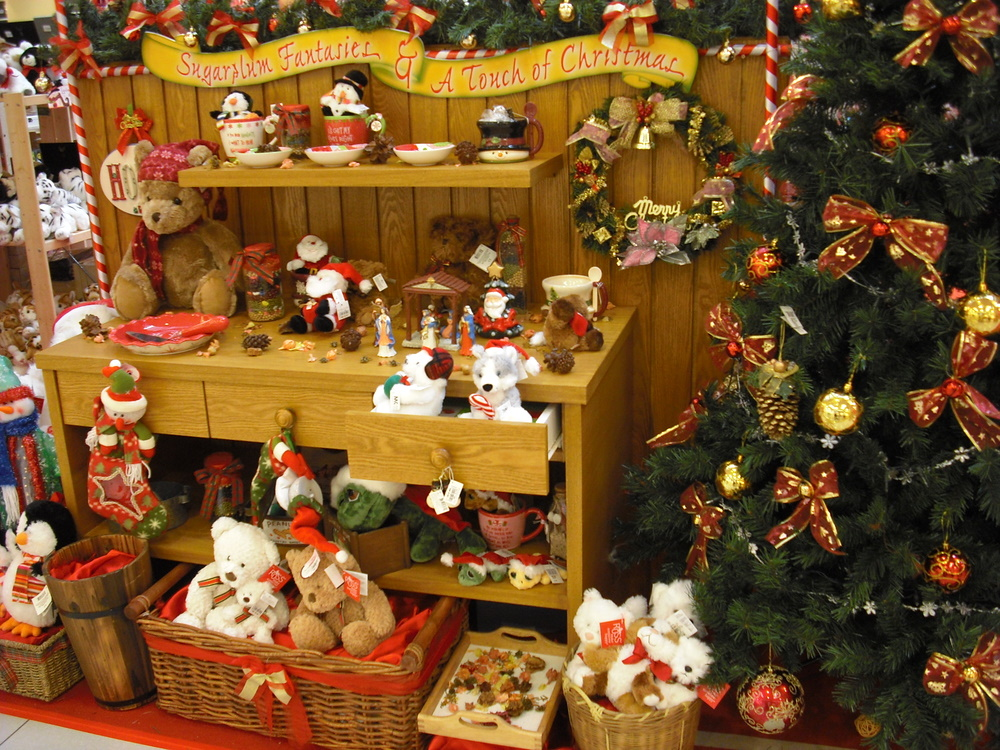
Decorazioni natalizie in Malaysia.

La Malaysia, essendo di religione musulmana (dall'islam), ha come periodo festivo principale il Ramadan. Sebbene il Natale sia un giorno festivo in Malaysia, gran parte della celebrazione pubblica è di natura commerciale e non ha evidenti sfumature religiose.
Occasionalmente, i gruppi di attivisti cristiani acquistano pubblicità sui giornali a Natale o Pasqua, ma questo è in gran parte consentito solo sui giornali inglesi e il permesso non viene concesso ogni anno. Gli stessi annunci pubblicitari sono solitamente dichiarazioni indirette. C'è stata polemica sul fatto che il governo nazionale abbia esercitato o meno pressioni sui cristiani malesi affinché non usino simboli e inni religiosi cristiani che menzionino specificamente Gesù Cristo.

### Nepal
Il Natale viene celebrato il 25 dicembre nel Nepal, la cui popolazione è di fede sia cristiana che buddista.
Nel 2016, il governo locale decise di cancellare il Natale per contenere il crescente numero di giorni festivi, ma alcuni mesi dopo il Natale venne ripristinato in seguito alle proteste dei cristiani nepalesi.

### Pakistan

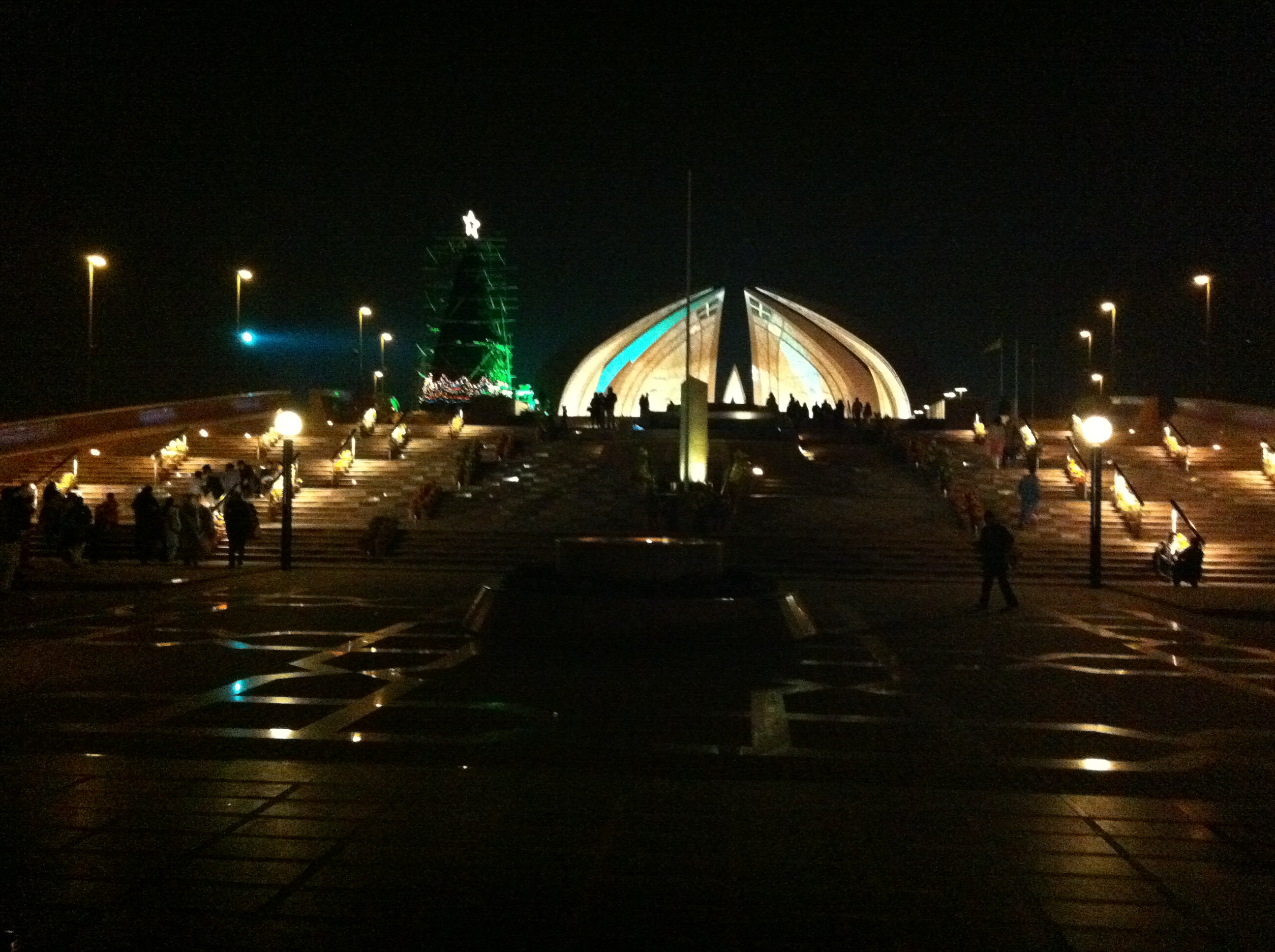
Albero di Natale al Monumento del Pakistan.

Il cristianesimo in Pakistan costituisce la seconda più grande comunità di minoranze religiose in Pakistan dopo gli indù. Il numero totale di cristiani è di circa 2.800.000 nel 2008, ovvero l'1,6% della popolazione. Di questi, circa la metà sono cattolici romani e metà protestanti. I cristiani celebrano il Natale andando di casa in casa cantando canti natalizi e in cambio la famiglia offre qualcosa al coro. Per lo più il denaro raccolto da tali canti natalizi viene utilizzato per opere di beneficenza o viene donato alla chiesa. Le loro case sono decorate con artigianato locale di Natale, mentre le stelle artificiali che indicano la stella di Betlemme sono appese sui tetti. Le celebrazioni natalizie sono anche popolari tra la classe media urbana del paese con hotel, caffè, ristoranti e parchi a tema che ospitano feste ed eventi speciali.

### Russia

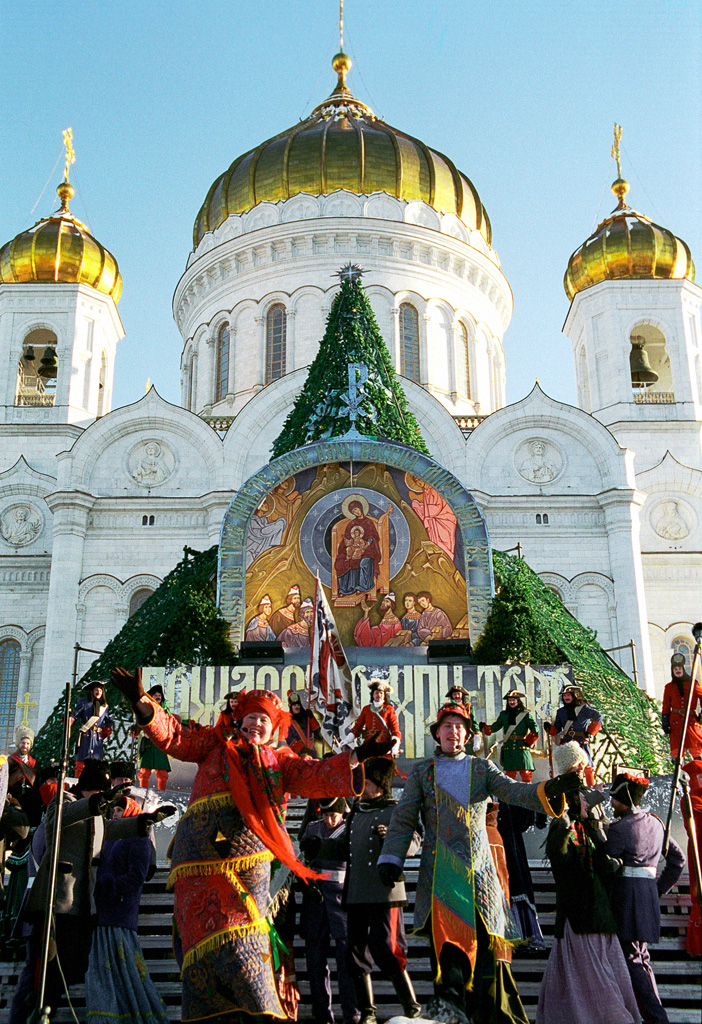
Celebrazione natalizia alla Cattedrale di Cristo Salvatore, a Mosca.

Come in alcuni altri paesi ortodossi orientali, e a causa della differenza di 13 giorni tra il nuovo calendario gregoriano e il vecchio calendario giuliano, il Natale in Russia si celebra il 7 gennaio. A differenza delle sue controparti occidentali, il Natale è principalmente un evento religioso in Russia. La vigilia di Natale (6 gennaio), ci sono diversi lunghi servizi, tra cui i vespri abbinati alla divina liturgia. La famiglia tornerà quindi a casa per la tradizionale "Santa Cena" della vigilia di Natale, che consiste in 12 piatti, uno in onore di ciascuno dei dodici Apostoli. Le famiglie devote tornano quindi in chiesa, o guardano la liturgia nazionale in televisione, che va in onda dalla Cattedrale di Cristo Salvatore di Mosca. La mattina di Natale si tiene la divina liturgia della Natività e le famiglie vanno nelle loro chiese locali per partecipare. Dal 1991 il Natale è diventato una festa nazionale in Russia, come parte dei dieci giorni di vacanza all'inizio di ogni nuovo anno.
Durante il periodo sovietico, le celebrazioni religiose furono scoraggiate dallo stato ufficialmente ateo. Gli alberi di Natale e le relative celebrazioni furono gradualmente sradicati dopo la rivoluzione d'ottobre. Nel 1935, in una sorprendente svolta della politica statale, la tradizione natalizia fu adottata come parte della celebrazione secolare del nuovo anno. Il Babbo Natale russo si chiama Nonno Gelo ed è accompagnato da sua nipote, Sneguročka (La fanciulla di neve).

### Singapore

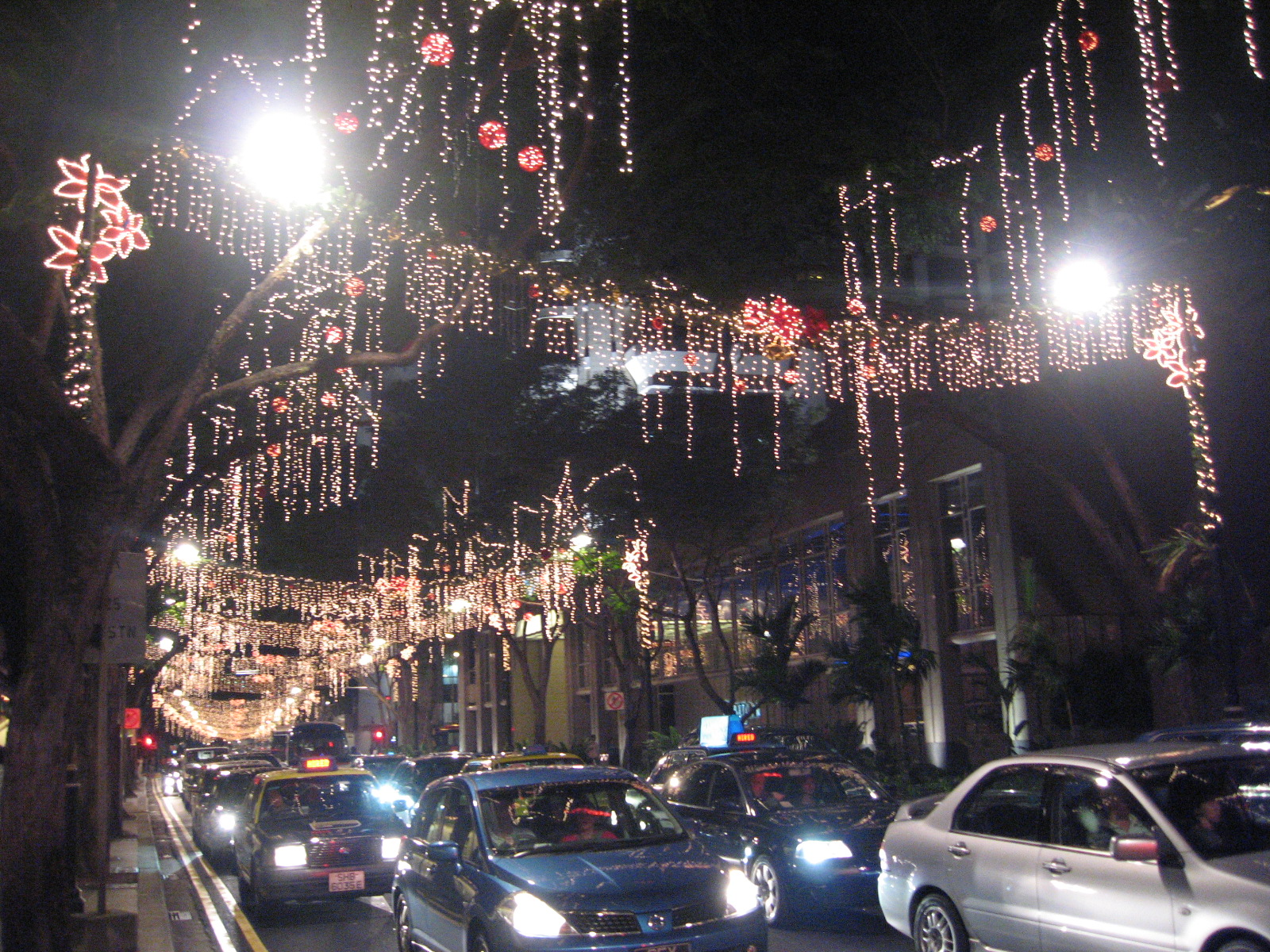
Natale a Singapore nel 2006.

A Singapore, il Natale è un giorno festivo ampiamente celebrato. Il periodo natalizio è popolare per i centri commerciali e le aziende per condurre i saldi di fine anno e offrono sconti e promozioni che si collegano alle festività. La famosa area dello shopping di Singapore Orchard Road, così come Marina Bay, è caratterizzata da luci e altre decorazioni dall'inizio di novembre all'inizio di gennaio. I centri commerciali illuminati e decorati lungo Orchard Road attirano spesso numerosi visitatori, gente del posto e turisti. Oltre all'illuminazione, in Orchard Road è possibile assistere anche ad altre attività come canti natalizi, concerti e sfilate. Inoltre, le aziende di Singapore di solito organizzano programmi di scambio di regali l'ultimo giorno lavorativo prima di Natale.

### Taiwan

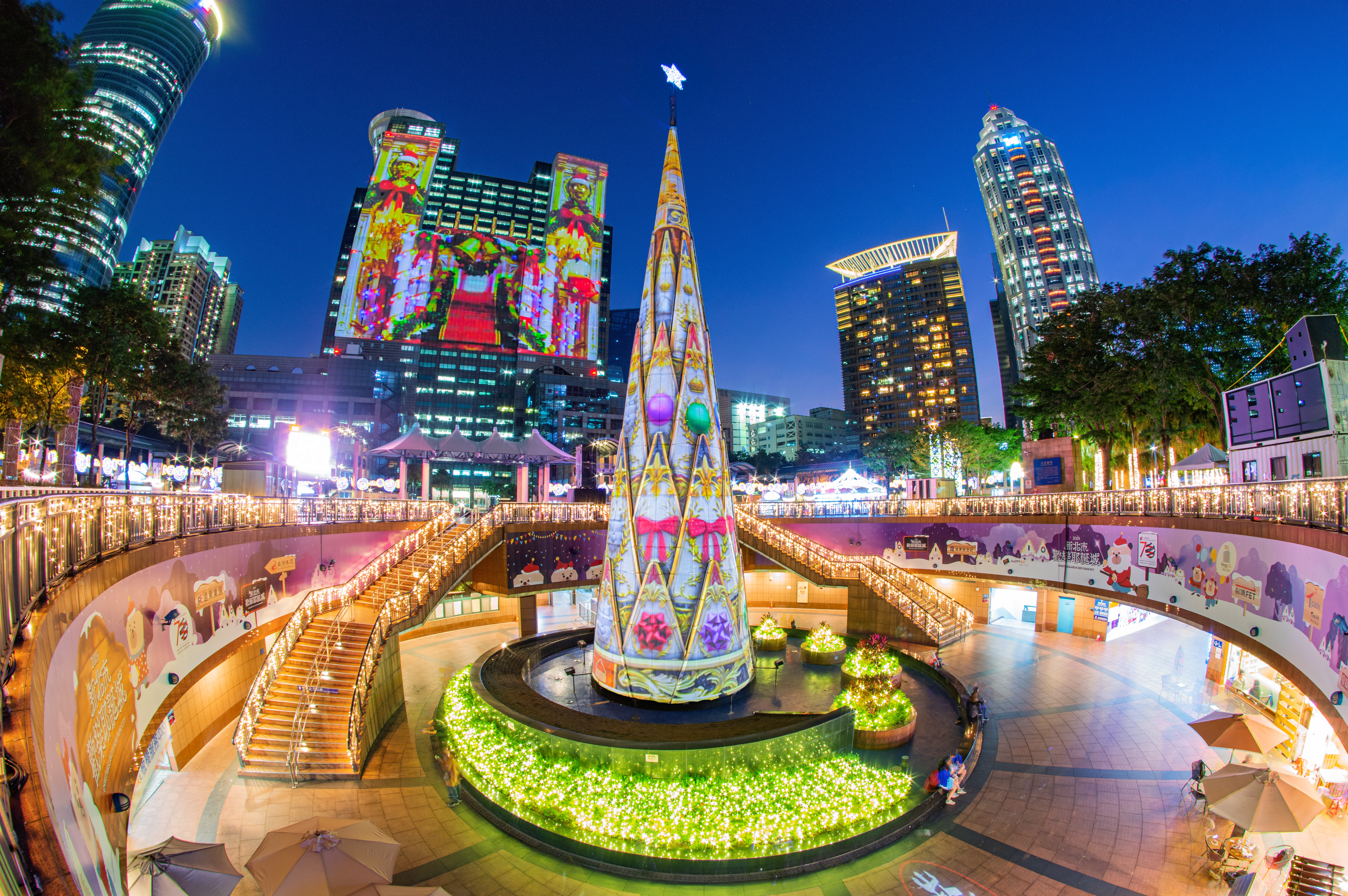
Christmasland a Nuova Taipei nel 2019.

Poiché meno del 5% della popolazione in Taiwan è cristiana, il Natale di solito non viene celebrato come un evento religioso. Prima del 2001, il 25 dicembre era una festa nazionale, in quanto quella era il giorno della Costituzione, data in cui la Costituzione della Repubblica di Cina fu firmata nel 1947. Negli ultimi anni, la celebrazione secolare del Natale sta guadagnando popolarità a Taiwan, dove si tengono feste di Natale e talvolta si scambiano regali. Le principali città e centri commerciali sono ora decorati con luci e alberi di Natale a dicembre per celebrare i festeggiamenti. Uno degli eventi natalizi più popolari a Taiwan è Christmasland a Nuova Taipei organizzato dal nuovo governo della città di Taipei, costituito da importanti attività di celebrazione del Natale e installazioni artistiche. Spesso si tengono una serie di attività come la festa in giardino di famiglia, la parata di Natale e il concerto della vigilia di Natale, nonostante il programma sia leggermente diverso di anno in anno.

### Thailandia
Il Natale non è un giorno festivo ufficiale in Thailandia e la maggior parte della popolazione aderisce al buddismo.

### Turchia
In Turchia, quasi l'intera popolazione è di fede musulmana e non festeggia il Natale in modo tradizionale, mentre una minima parte, che è cristiana, lo celebra. Il Babbo Natale turco è ispirato a Nicola di Myra, nato nella città turca meridionale di Patara, e la festa celebrata in suo onore avviene il 6 dicembre. Tra le tradizioni natalizie a Istanbul è inclusa la messa del gallo, che ha luogo la notte del 24 dicembre. Il Capodanno è di gran lunga più sentito del Natale in Turchia.

### Uzbekistan
Il Natale non è una festa ufficiale in Uzbekistan. Su una popolazione di 35 milioni, circa il 2,2% è russo-ortodosso. Dalla caduta dell'Unione Sovietica, questo numero ha continuato a diminuire poiché i russi etnici e altri cristiani ortodossi emigrano in altri paesi. I cristiani dell'Uzbekistan celebrano il Natale il 25 dicembre nel calendario giuliano utilizzato dalla chiesa, che cade il 7 gennaio nel comune calendario gregoriano. Babbo Natale nella lingua uzbeca viene chiamato "Korbobo".
Proprio come nel resto dell'Unione Sovietica, il Natale è stato in gran parte cancellato dal calendario durante gran parte del XX secolo a causa delle politiche antireligiose sovietiche, ma molte delle sue tradizioni sono sopravvissute dopo essere state trapiantate a Capodanno. Il Natale è ancora eclissato dal capodanno in Uzbekistan, che rimane una festa importante anche tra i cristiani.
Simboli e decorazioni natalizie simili a quelli che si trovano in Europa o negli Stati Uniti possono essere visti per le strade delle principali città, ma per la maggior parte della popolazione il Natale fa semplicemente parte dei festeggiamenti di Capodanno.

### Vietnam
Il Natale non è una festa nazionale, ma sta diventando sempre più popolare in Vietnam. I vietnamiti sempre più ricchi stanno abbracciando il Natale proprio per il suo fascino commerciale e non religioso. La gente del posto è anche più esposta alla cultura occidentale, anche se il loro stile di celebrare il Natale potrebbe sembrare irriconoscibile ad alcuni occidentali. I vietnamiti potrebbero accettare di più l'influenza delle aziende perché per molti il Natale non è mai stato basato su valori personali. Non si cena a casa con la famiglia e ringraziarsi l'un l'altro. Invece è il momento di uscire in città, fare acquisti e scattare foto con gli amici davanti a vetrine colorate, soprattutto il 24 dicembre. Questa è la seconda festa più popolare dopo il Capodanno vietnamita (Tết Nguyên Ðán) che si verifica circa un mese dopo Natale e una delle festività lavorative più popolari in Vietnam.

## Europa

### Austria

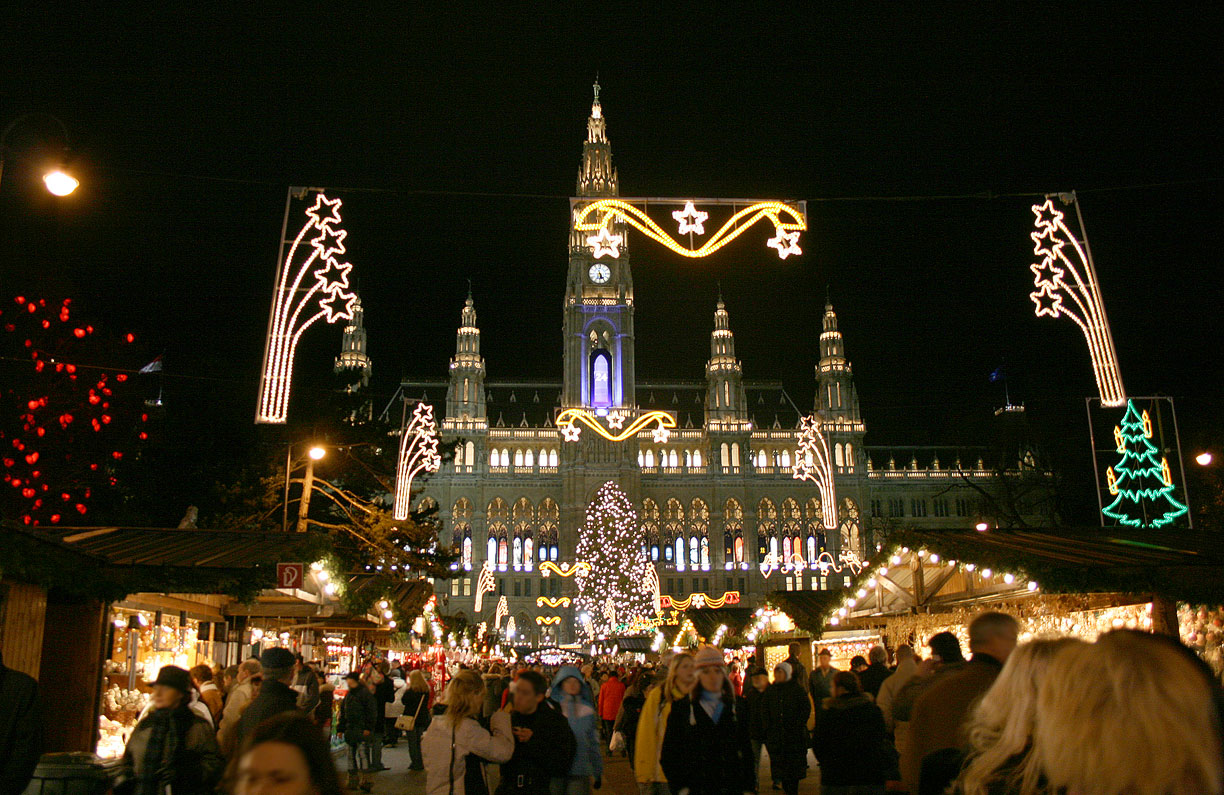
Mercatino di Natale davanti al municipio di Vienna, Austria.

In alcune comunità di lingua tedesca, in particolare nelle regioni cattoliche della Germania occidentale e meridionale, Svizzera, Austria ed Alto Adige, nonché in altre regioni cattoliche dell'Europa centrale, il Christkind (letteralmente "Cristo bambino") porta i regali la sera del 24 dicembre.
È tradizione decorare sontuosamente un albero di Natale nei giorni che precedono il Natale o la mattina della vigilia di Natale. Alla fine della vigilia di Natale, dopo che la campana suona, l'albero viene mostrato ai bambini e vengono scambiati i regali.
Nell'Austria, in gran parte cattolica, i mercatini di Natale sono una tradizione di lunga data.
In Austria, gli alberi di Natale svolgono un ruolo molto importante nelle celebrazioni natalizie. Ogni paese allestisce il proprio enorme albero sulla piazza principale tutto decorato con candele elettriche, ornamenti e decorazioni varie che ricordano caramelle o altri dolci e spesso ce ne sarà uno in più, ornato di briciole di pane, per gli uccellini. Nelle famiglie l'albero è decorato con ornamenti d'oro e d'argento o stelle fatte di paglia, dolci e caramelle avvolti in carta stagnola, noci dorate, ecc.

### Bosnia, Erzegovina e Croazia

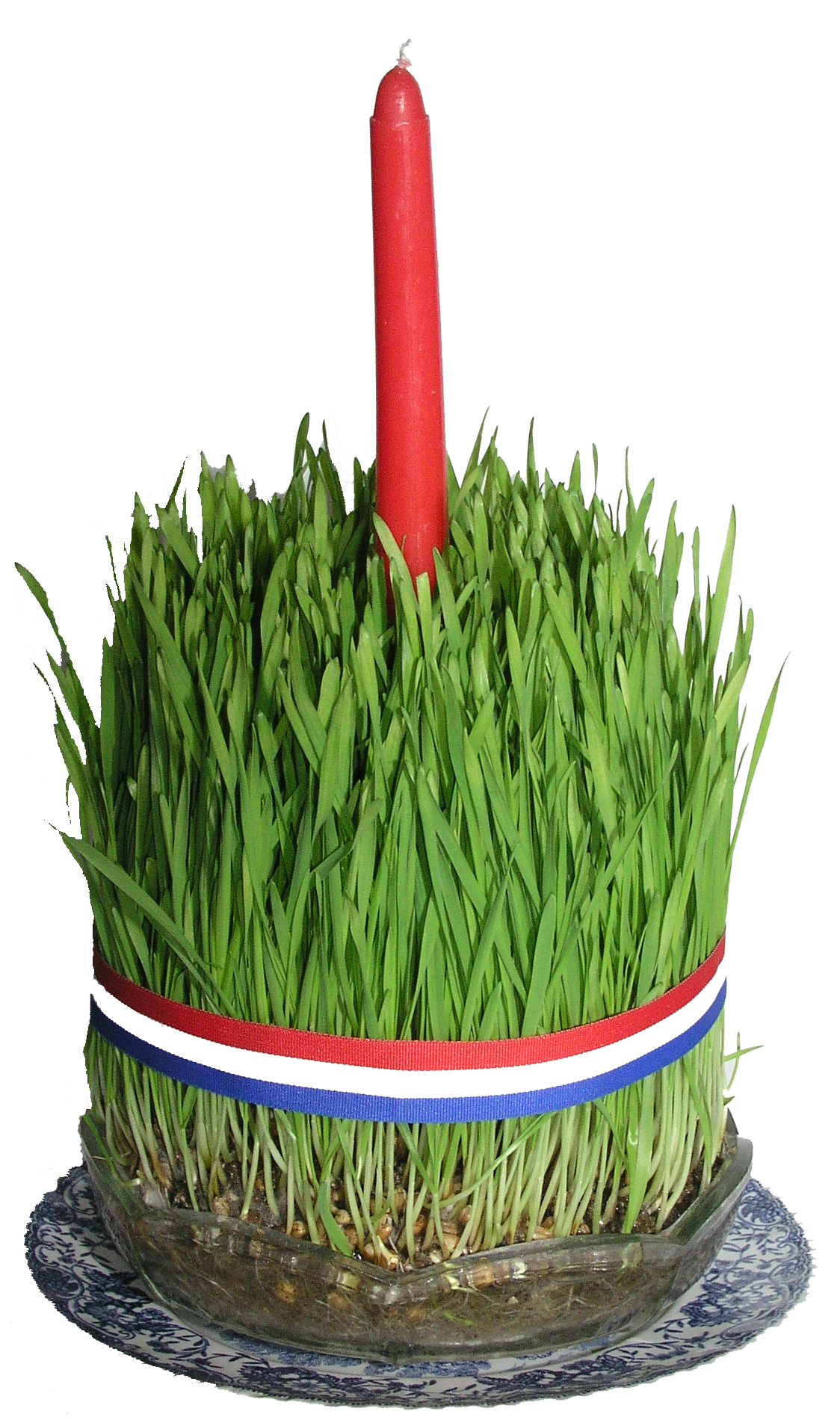
Erba di grano croata, piantata a Santa Lucia e utilizzata per le candele natalizie.

In Bosnia, Erzegovina e Croazia, il Natale è celebrato principalmente come festa religiosa. I festeggiamenti iniziano il giorno di San Nicola il 6 dicembre (come in Slovenia) o il giorno di Santa Lucia il 13 dicembre a seconda della regione (in Croazia). Santa Lucia o San Nicola portano i regali ai bambini, e si dice che San Nicola sia accompagnato dai Krampus che rubano i regali ai bambini cattivi. Si dice che questi "anti-Babbi Natale" abbiano zoccoli e corna di capra, una manciata di catene pesanti e un sacco sulla schiena per raccogliere i bambini cattivi.
In Croazia, a Santa Lucia, le famiglie piantano semi di grano in una ciotola di acqua bassa, che crescono in forma di erba di grano entro Natale e sono poi legati insieme con un nastro rosso, blu e bianco chiamato trobojnica. Alla vigilia di Natale, tre candele che rappresentano la Trinità vengono accese e poste in mezzo all'erba di grano, e il bagliore simboleggia l'anima di ogni persona. In questo giorno l'albero viene addobbato, la casa viene decorata di verde e le donne preparano il pranzo di Natale. Fanno anche tipi speciali di pane: uno è rotondo inscritto con una croce in cima noto come "cesnica", un altro è fatto con miele, noci e frutta secca chiamato "pane della vigilia di Natale". La paglia (che simboleggia la nascita di Cristo nella mangiatoia) viene sparsa sui pavimenti delle case per la cena della vigilia di Natale. Come è consuetudine tra i cattolici, la carne non si consuma in Croazia, mentre in Slovenia sì. Al posto della carne in Croazia e con altri cibi in Slovenia, vengono serviti insalata e pesce, e molti scelgono di mangiare la specialità dalmata bakalar, un merluzzo essiccato. La famiglia spruzza acqua santa sul ceppo di Yule (Badnjak), che accendono e guardano. Il badnjak viene tagliato fresco la mattina stessa dal padre di famiglia mentre recita le preghiere tradizionali. A fine pasto un pezzo di cesnica viene tagliato e intinto nel vino e usato per cospargere le candele per spegnerle, recitando la formula trinitaria ("Nel nome del Padre, del Figlio e dello Spirito Santo. Amen").
Molte famiglie vanno a una messa di mezzanotte la vigilia di Natale e spesso un'altra il giorno di Natale. È comune che i regali di Natale vengano posti sotto l'albero, per suggerire che l'Angelo o il Bambino Gesù (Mali Isus) li lasci lì mentre altri assistono alla messa di mezzanotte. I regali vengono aperti dopo la messa. Il Natale è un giorno di festeggiamenti con la famiglia; viene preparato un grande banchetto e vengono serviti cibi tradizionali come cavolo ripieno, tacchino, brasato, pita e carne affumicata, insieme a vari dolci come fritule, strudel e biscotti.

### Bulgaria
In Bulgaria, il Natale (Koleda) si celebra il 25 dicembre ed è preceduto dalla vigilia. Tradizionalmente, la vigilia di Natale sarebbe il culmine del digiuno della Natività, e quindi quella sera viene presentato solo un numero dispari di piatti quaresimali. Di solito la tavola non viene sparecchiata dopo la cena e fino al mattino successivo, per lasciare del cibo agli spiriti santi (un'usanza che probabilmente deriva dai tempi pagani precristiani). Quel giorno, un tronco di quercia viene dato fuoco. A Natale, invece, i piatti di carne sono consentiti e vengono tipicamente serviti.

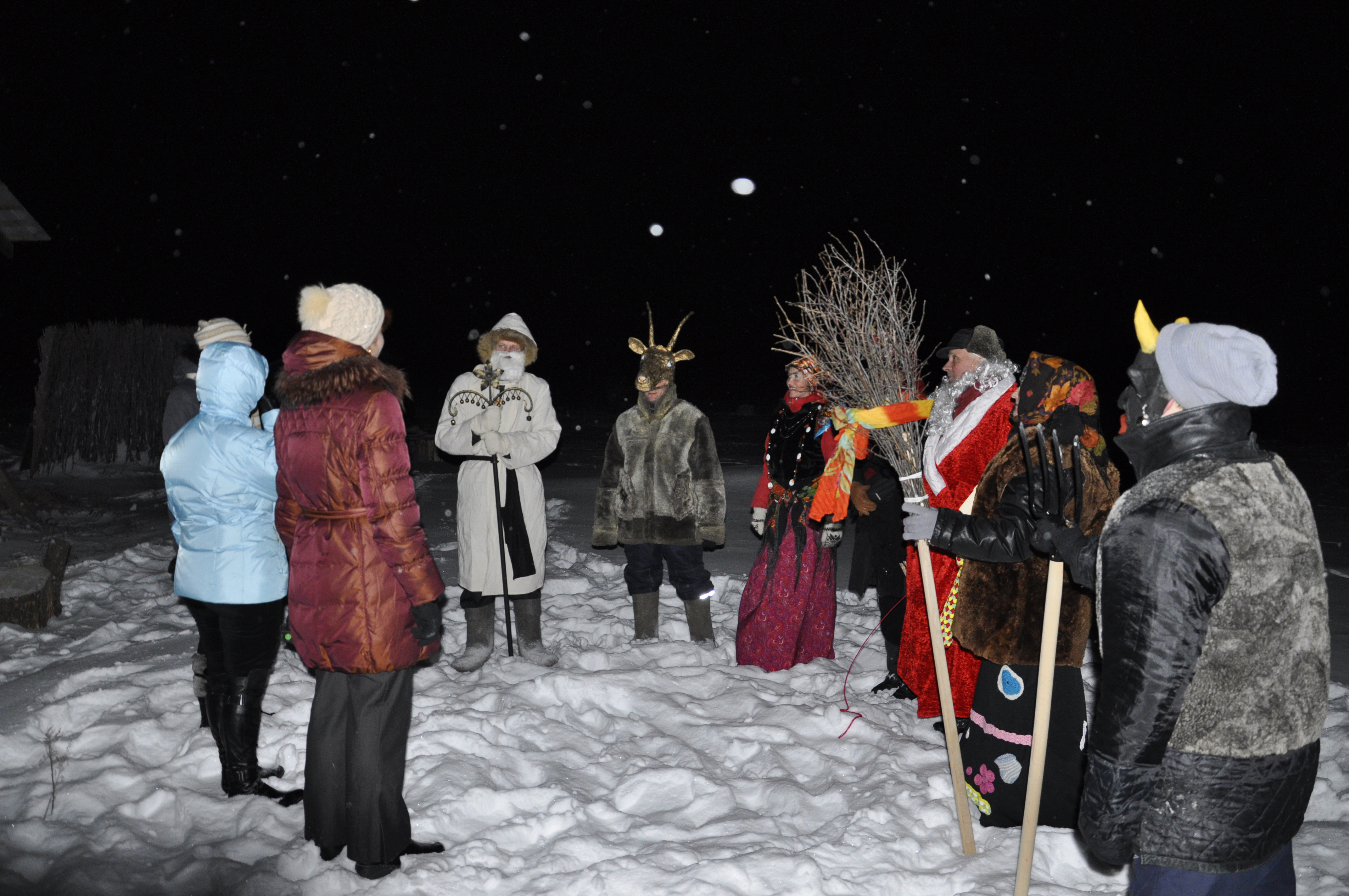
Canti natalizi durante il koleduvane.

Tra le cerimonie natalizie bulgare c'è il koleduvane, che coinvolge i "koledari" che visitano le case vicine a partire dalla mezzanotte della vigilia di Natale, augurando salute, ricchezza e felicità. Un'altra usanza è la cottura di una tradizionale pagnotta rotonda (pita). La pita viene fatta a pezzi dal capofamiglia e un pezzo viene dato a ciascun membro della famiglia, un bene prezioso, e un pezzo per Dio. Una moneta è nascosta all'interno della pita e chiunque ottenga la moneta, avrà fortuna, salute e prosperità nel prossimo anno.
Come in altri paesi, in genere viene allestito un albero di Natale e l'intera casa è addobbata. Il nome locale di Babbo Natale è Djado Koleda ("Nonno Natale"), con Djado Mraz ("Nonno Gelo") che è un personaggio simile importato dalla Russia privo di connotazioni cristiane e quindi popolare durante il regime comunista. Tuttavia, è stato in gran parte dimenticato dopo il 1989, quando Djado Koleda è tornato di nuovo come figura più popolare.

### Danimarca
I danesi festeggiano il 24 dicembre, che viene chiamato Juleaften (letteralmente "serata di Natale").

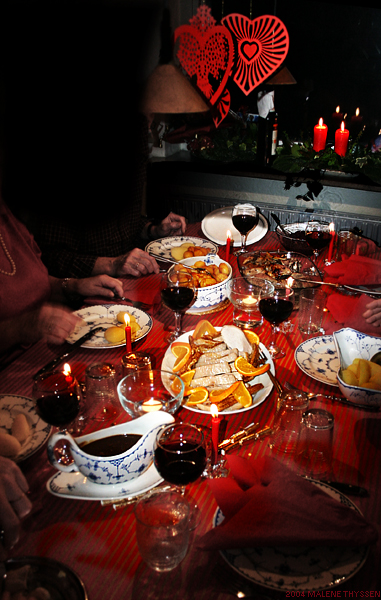
Tradizionale cena di Natale danese.

Un pasto serale con la famiglia consiste in un arrosto di maiale, anatra arrosto o oca arrosto e mangiato con patate, abbondante sugo e cavolo rosso o cavolo cappuccio tritato finemente bollito nel burro. Anche le patate caramellate sono una parte importante della cena di Natale del danese. Per dessert viene servito tradizionalmente un budino di riso, chiamato Risalamande, composto in gran parte da panna montata e accompagnato da sferzate di salsa di amarene. Il Risalamande contiene anche mandorle sbucciate tritate e una singola mandorla sbucciata intera. Chi trova la mandorla intera avrà fortuna per il prossimo anno, e il fortunato trovato ha diritto a un piccolo regalo in più. Dopo che il pasto è completato, la famiglia si riunisce intorno all'albero di Natale e canta canzoni e inni natalizi tenendosi per mano. Quando il canto è completo, le tradizioni variano. In alcune tradizioni, la famiglia selezionerà un bambino per distribuire i regali. Tutti i bambini, a turno, distribuiscono regali di altre tradizioni. In alternativa "Babbo Natale", il Julemanden, appare alla porta con i regali e li distribuisce, con l'assistenza di eventuali bambini presenti, ai loro destinatari. Nel frattempo, vengono aperti i regali e questo è seguito da altri snack, caramelle, patatine e, a volte, una tradizionale bevanda natalizia chiamata Gløgg.
I danesi sono alquanto famosi per il loro Julefrokost, che letteralmente significa "pranzo di Natale", che comprende vari piatti della tradizione danese, eventualmente accompagnati da birra e Snaps. Questi Julefrokoster sono popolari e tenuti all'interno delle famiglie, nonché da aziende e altri gruppi sociali. Tradizionalmente si sarebbero svolti prima del Natale, ma a causa dei limiti di tempo e dello stress durante il mese di Natale, oggigiorno si tengono comunemente anche nei mesi di novembre e gennaio. Le famiglie Julefrokoster, invece, si tengono normalmente il giorno di Natale e/o il giorno di Santo Stefano (26 dicembre).
Un'altra tradizione danese più recente è il concetto televisivo Julekalendere, programmi televisivi speciali a tema natalizio, tipo calendario dell'avvento con un episodio giornaliero trasmesso in ciascuno dei primi 24 giorni di dicembre, culminando così in Juleaften. Diverse stazioni televisive producono le proprie, la maggior parte, ma non tutte, sono destinate a spettatori bambini. Alcuni dei calendari dell'avvento televisivi diventano estremamente popolari e continueranno a essere ripresi negli anni successivi.
In Danimarca, Babbo Natale è conosciuto come Julemanden (letteralmente "l'uomo di Natale") e si dice che arrivi su una slitta trainata da renne, con regali per i bambini. È assistito nelle sue faccende natalizie da elfi conosciuti come julenisser (o semplicemente nisser), che tradizionalmente si crede vivano in soffitte, fienili o luoghi simili. In alcune tradizioni, per mantenere il favore e la protezione di questi nisser, i bambini lasciano fuori piattini di latte o budino di riso o altre prelibatezze per loro e sono felici di trovare il cibo finito la mattina di Natale.

### Estonia
Nelle settimane che precedono il Natale o jõulud, i bambini mettono una pantofola alle finestre e ricevono una caramella o altri dolci dagli elfi in visita. In Estonia, il Natale viene celebrato il 24 dicembre ed è per atto del Parlamento un giorno festivo.  Ogni anno in questo giorno, il presidente dichiara la pace natalizia e partecipa a una funzione natalizia. La tradizione fu iniziata per ordine della regina Cristina di Svezia nel XVII secolo. I bambini estoni vengono visitati da jõuluvana ("Babbo Natale") alla vigilia di Natale, e devono cantare canzoni o recitare poesie natalizie prima di ricevere i regali. La capitale Tallinn è famosa per i suoi mercatini natalizi e pare che il suo primo albero di Natale sia stato eretto nel 1441.
Il pasto serale comprende tipicamente carne di maiale con crauti estoni e orzo, patate al forno, salsiccia bianca e sanguinante, insalata di patate con barbabietola rossa e paté. Per dessert, gli estoni mangiano pan di zenzero e marzapane. Le bevande più apprezzate in questo periodo sono la birra e il vin brulè o glögg e hõõgvein. Gli estoni lasciano il cibo avanzato dalla cena di Natale sul tavolo durante la notte, nella speranza che gli spiriti della famiglia, degli amici e dei propri cari vengano a trovarli e abbiano anche qualcosa da mangiare. È anche consuetudine fare la sauna natalizia o il bagno termale, così come visitare i cimiteri e lasciare candele per i defunti.

### Finlandia

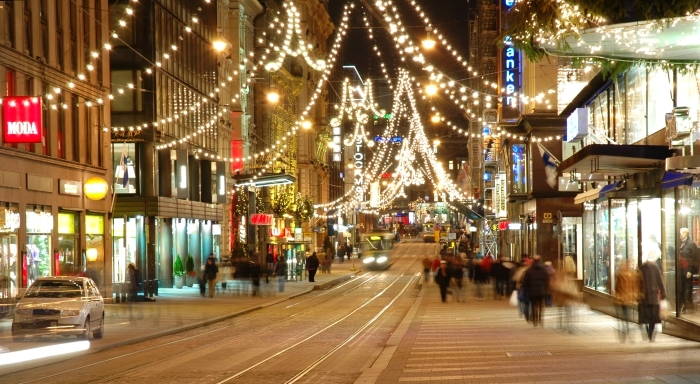
Luci natalizie nelle strade dello shopping a Helsinki, Finlandia.

Il Natale è una celebrazione ampiamente preparata incentrata sulla famiglia e sulla casa, sebbene abbia anche una dimensione religiosa. Il periodo natalizio inizia da dicembre o addirittura a fine novembre, quando i negozi iniziano a pubblicizzare potenziali regali di Natale. Le decorazioni e le canzoni natalizie diventano più importanti con l'avvicinarsi del Natale e i bambini contano i giorni che mancano al Natale con i calendari dell'Avvento. Le scuole e alcuni altri luoghi hanno il giorno prima della vigilia di Natale (aatonaatto, 23 dicembre) come festivo, ma al più tardi la vigilia di Natale (jouluaatto, 24 dicembre), i negozi chiudono presto e restano chiusi fino al 26 dicembre. Le principali festività natalizie sono che si tiene la vigilia di Natale il 24 dicembre, mentre il giorno di Natale (joulupäivä) e il giorno successivo (Tapaninpäivä, il giorno di Santo Stefano) sono giorni festivi obbligatori in Finlandia. Le scuole continuano le vacanze fino al nuovo anno.
La Dichiarazione della Pace di Natale è stata una tradizione in Finlandia dal Medioevo ogni anno, tranne nel 1939 a causa della Guerra d'Inverno. È un'usanza in molti paesi e città.

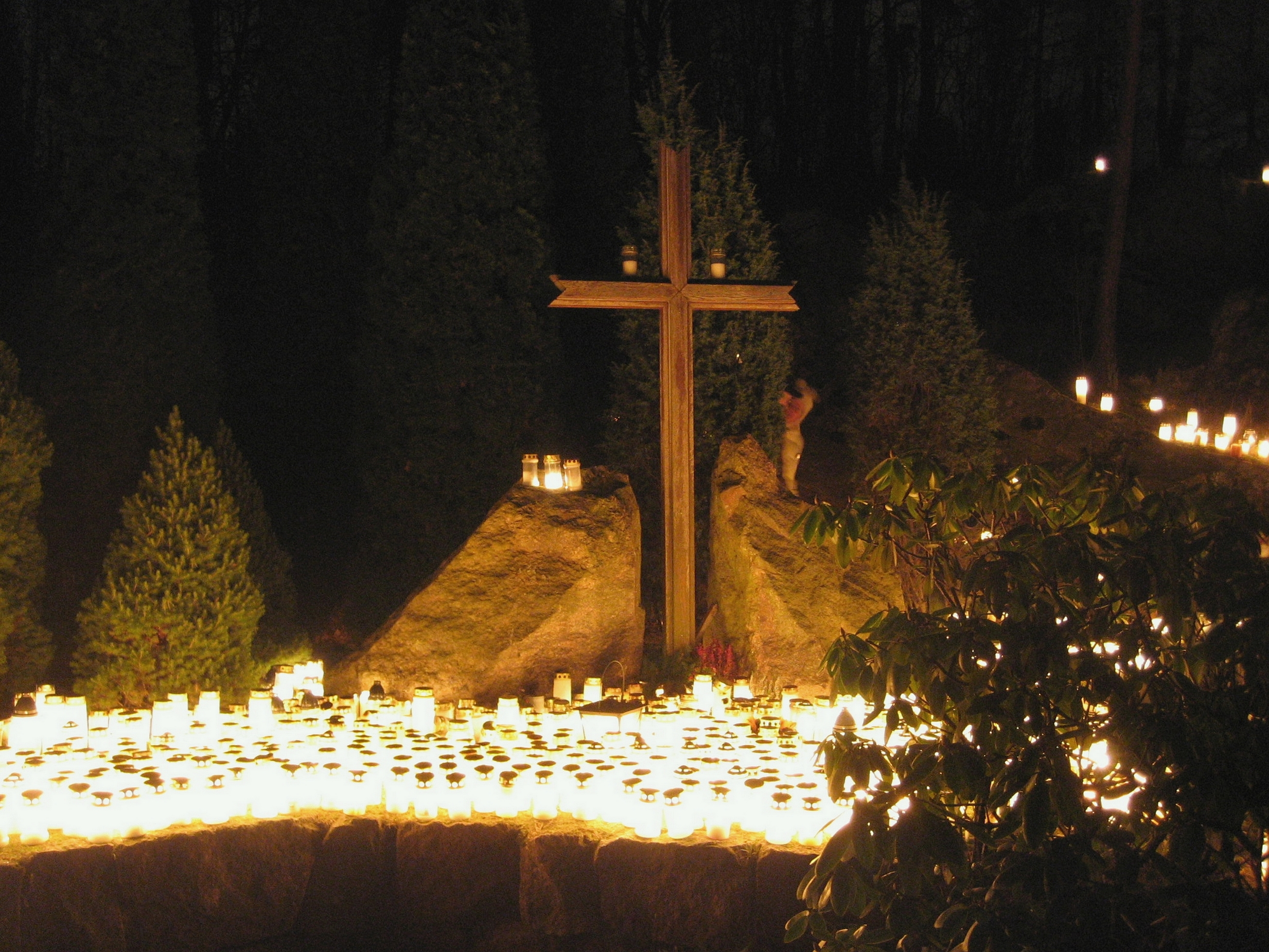
È tradizione in Finlandia portare candele sulle tombe dei propri cari la vigilia di Natale e il giorno di Ognissanti.

I finlandesi puliscono le loro case e preparano prelibatezze speciali per le festività natalizie. Un covone di grano, noci e semi è legato a un palo, che viene posto nel giardino per il cibo degli uccelli. Gli abeti vengono tagliati o acquistati al mercato e portati a casa qualche giorno prima della vigilia di Natale e vengono decorati. Poco prima dell'inizio delle festività natalizie, le persone di solito fanno una sauna di Natale dopo aver reso omaggio ai defunti con candele.
Successivamente, si vestono con abiti puliti per la cena di Natale o joulupöytä. Il piatto più tradizionale della cena di Natale finlandese è probabilmente il prosciutto di Natale o il maialino arrosto, ma alcuni potrebbero preferire alternative come il tacchino. La rapa, la carota e le patate in casseruola sono tradizionali a Natale. Altri piatti tradizionali di Natale includono il lutefisk servito in bianco, aringhe in salamoia e verdure. I pasticcini alla marmellata di prugne, la zuppa di prugne o di frutta mista, il porridge di riso con cannella, zucchero e latte freddo e dolci come il cioccolato sono dessert popolari. I regali di Natale vengono solitamente scambiati dopo la cena della vigilia di Natale. I bambini non appendono le calze in Finlandia ma Babbo Natale (Joulupukki) visita la casa, magari con un joulutonttu per aiutarlo a distribuire i regali.

### Francia

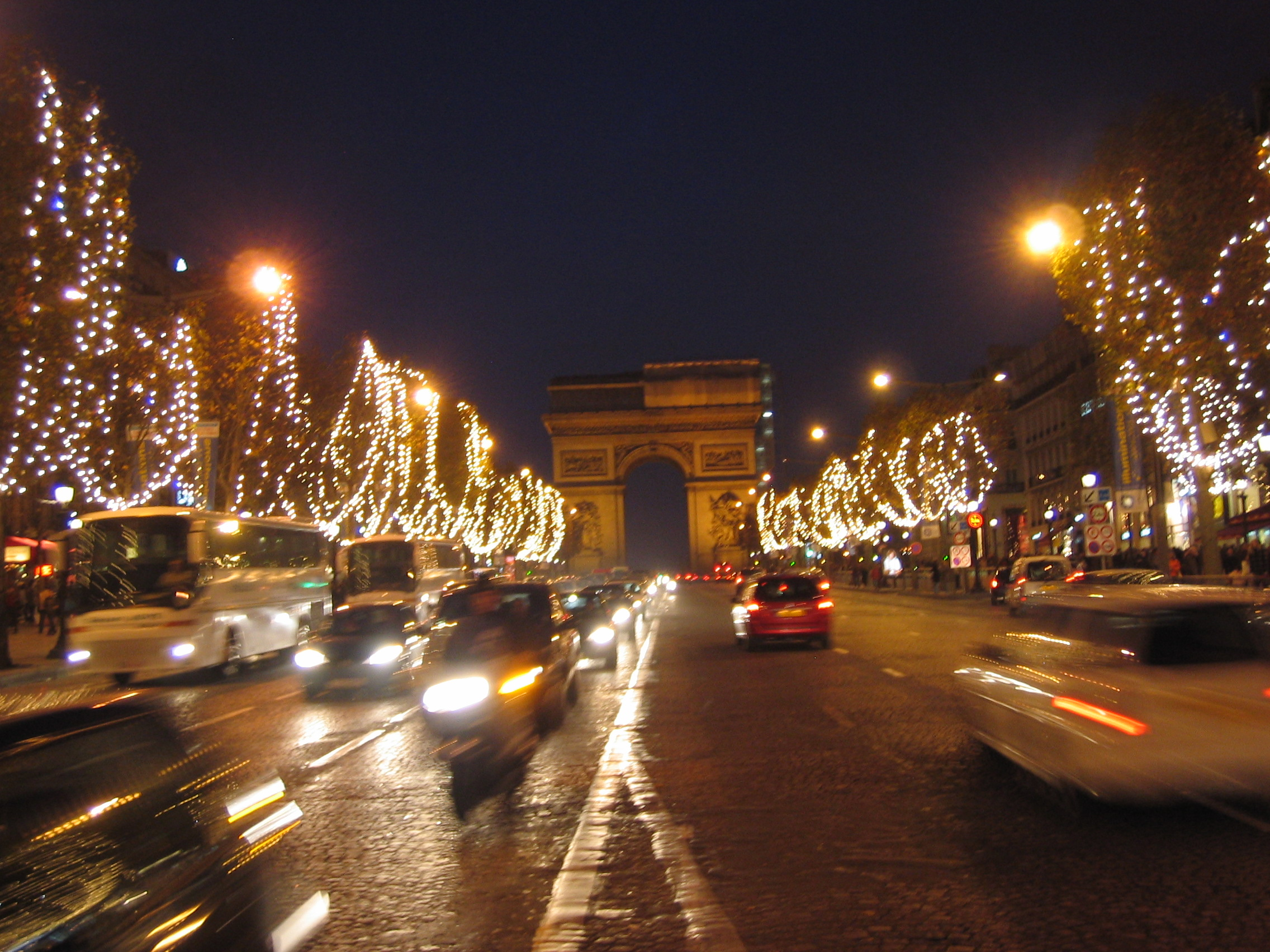
Addobbi natalizi lungo l'Avenue des Champs-Élysées, a Parigi.

Il Natale in Francia (Noël nel calendario francese) viene celebrato principalmente in modo religioso, sebbene esistano anche modi secolari di celebrare l'occasione, come decorazioni natalizie e canti natalizi. I bambini non appendono le calze di Natale ma mettono le proprie scarpe vicino al camino o sotto l'albero di Natale in modo che Père Noël (Babbo Natale) le può riempire con i regali. Nel folclore dell'Alsazia, il compagno di Père Noël è Hans Trapp. Alcune famiglie partecipano anche alla messa di mezzanotte e decorano le loro case con presepi raffiguranti la nascita di Gesù. Ulteriori Santons (piccoli santi) possono essere aggiunti nei presepi.
In Francia e in altre zone di lingua francese (vedi Canada francese), la vigilia di Natale si tiene una lunga cena in famiglia, chiamata réveillon, basata sulla parola réveil (che significa "veglia"), perché la partecipazione implica rimanere svegli fino al mattino. Un réveillon è generalmente eccezionale o lussuoso. Gli antipasti possono includere aragoste, ostriche, lumache o foie gras. Un piatto tradizionale è il tacchino con le castagne. Il dessert può consistere in un bûche de Noël. In Québec spesso includono una varietà di tourtière. In Provenza si segue la tradizione dei 13 dolci, che comprendono quasi invariabilmente pompe à l'huile (un pane aromatizzato), datteri, ecc. Il vino di qualità viene solitamente consumato in tali cene, spesso con champagne o spumanti simili. Si possono anche cantare canti natalizi.

### Georgia

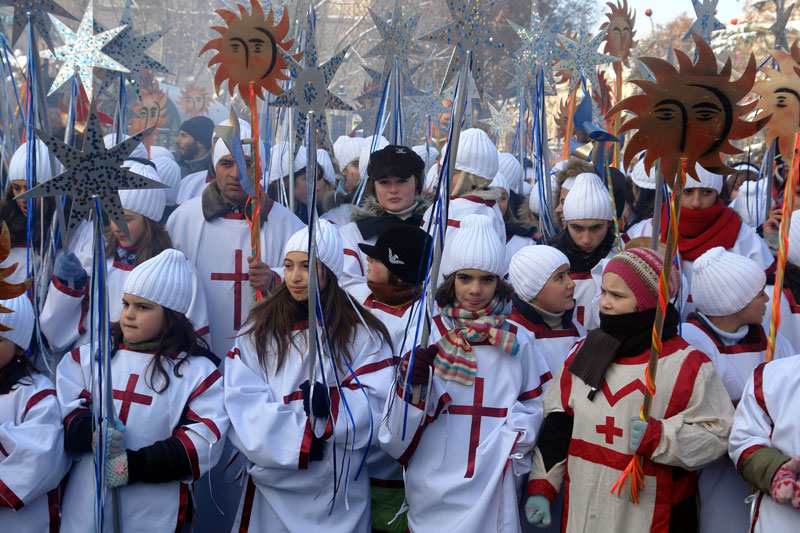
I ragazzini dell'Alilo che marciano per le strade di Tbilisi.

Sui calendari in Georgia, il Natale (shoba) viene celebrato il 7 gennaio (25 dicembre del calendario giuliano).
È tradizione in Georgia andare per l'Alilo (pronuncia modificata di Alleluia), una canzone-passeggiata di massa per le strade, vestiti con abiti speciali per festeggiare e congratularsi a vicenda. La maggior parte dei membri della marcia Alilo sono bambini e ricevono dolci dagli adulti. Una variante locale dell'albero di Natale, chiamata Chichilaki, è realizzata in morbido materiale di legno con rami arricciati. A volte è un ramo di nocciola che viene scolpito a forma di albero della vita e decorato con frutta e dolci. Anche l'usanza occidentale di un albero di Natale (nadzvis khe) è popolare. L'equivalente georgiano di "Babbo Natale" è noto come tovlis papa (o tovlis babua nei dialetti georgiani occidentali), che letteralmente significa "Nonno neve", ed è tradizionalmente raffigurato con una lunga barba bianca, vestito con il costume nazionale chokha e indossa un mantello di pelliccia nabadi.

### Germania

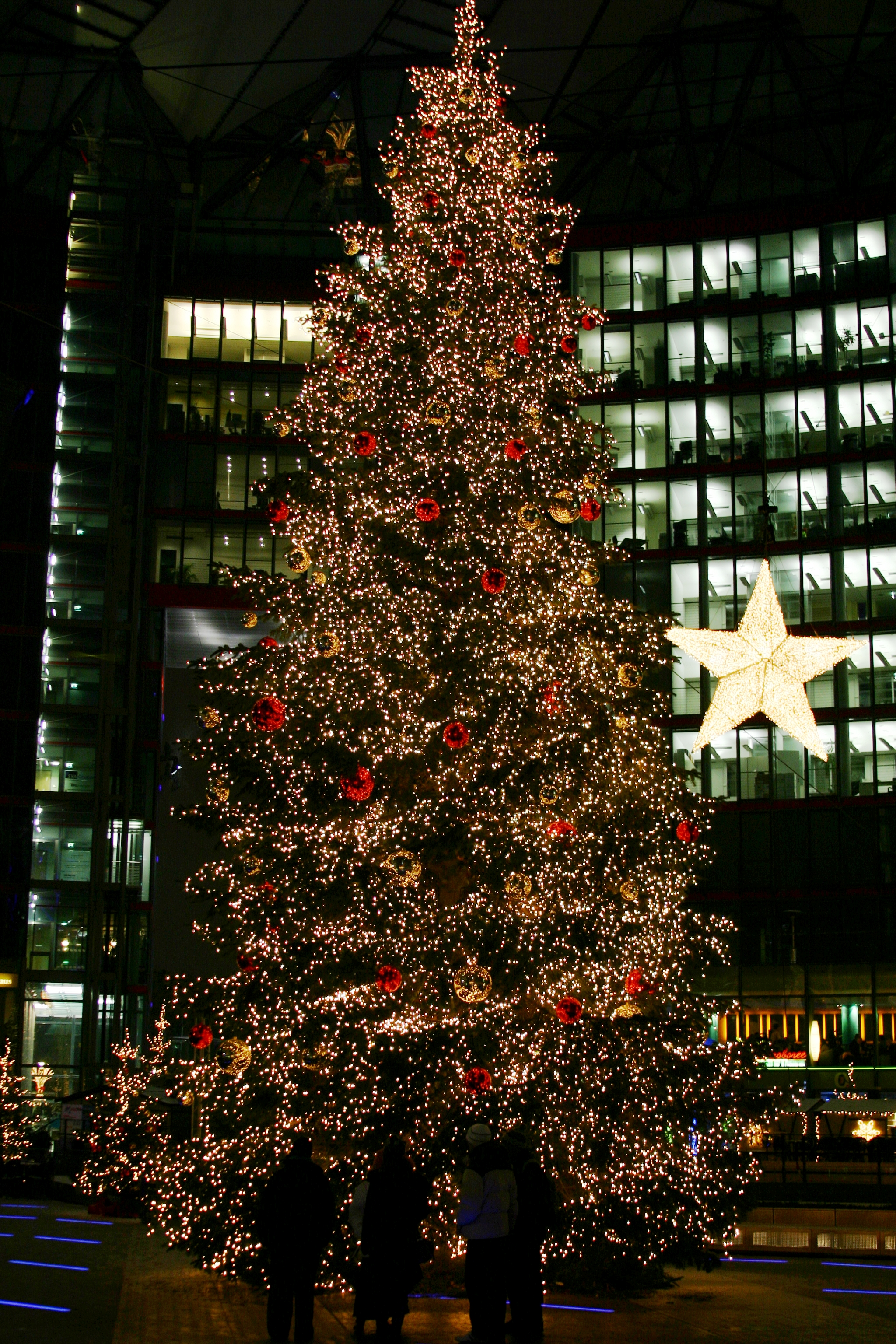
Albero di Natale a Berlino.

In Germania, le tradizioni natalizie variano a seconda della regione. Fino alla Riforma protestante, il giorno di San Nicola (Nikolaustag) veniva celebrato il 6 dicembre ed egli era il principale fornitore di regali di Natale. Sankt Nikolaus mette ancora chicche nelle scarpe dei bambini quel giorno. A volte San Nicola visita i bambini all'asilo, nelle scuole o in occasione di eventi pubblici. Devono recitare una breve poesia o cantare una canzone per avere dei dolci o un piccolo regalo.
Attualmente l'effettiva consegna dei regali di Natale (tedesco: "Bescherung") avviene solitamente alla vigilia di Natale. Questa tradizione è stata introdotta dal riformatore, Martin Lutero, poiché era dell'opinione che si dovrebbe porre l'accento sulla nascita di Cristo e non sul giorno di un santo e eliminare la connotazione che i doni devono essere guadagnati con un buon comportamento. I doni dovrebbero essere visti come un simbolo del dono della grazia di Dio in Cristo. Questa tradizione divenne rapidamente comune anche nelle regioni prevalentemente cattoliche.
I regali possono essere portati dal Weihnachtsmann (traduzione, "uomo di Natale"), che assomiglia a San Nicola o al Babbo Natale americano, o da Christkind, un bambino simile a uno spirito che può o meno rappresentare il bambino Gesù. Fino al 1930, c'era una sorta di divisione sud-nord tra i regni del Christkind meridionale e della Slesia e il Weihnachtsmann nordico. Dopo che i regali sono stati aperti, i bambini spesso restano alzati quanto vogliono, spesso fino alle prime ore del mattino.
L'albero di Natale viene allestito e decorato per la prima volta la mattina del 24. I doni vengono poi posti sotto l'albero. Le funzioni natalizie in chiesa servono anche per scambiare gli auguri con i vicini e gli amici. Dopo il pasto serale uno dei genitori di solito va nella stanza dove c'è l'albero, accende le candele e suona un campanello. Quindi i bambini possono entrare nella stanza a lume di candela. In molte famiglie è ancora consuetudine cantare canti natalizi intorno all'albero prima di aprire i regali. Alcune famiglie partecipano a una funzione religiosa di mezzanotte dopo il pasto serale e la consegna dei regali.
La festa culinaria si svolge a cena la vigilia di Natale o il giorno di Natale. Le tradizioni variano da regione a regione; la carpa viene mangiata in molte parti del paese. L'insalata di patate con wurstel è popolare in alcune famiglie. Un altro pasto semplice che alcune famiglie prediligono, soprattutto nelle regioni dove la vigilia di Natale ha ancora il carattere di un giorno di digiuno, è la zuppa di verdure o di piselli. In alcune regioni, dove si nota l'influenza danese, un'anatra o un'oca arrosto ripiena di prugne, mele e uvetta è tradizione di famiglia. In altre regioni, molte famiglie preferiscono il cavolo riccio con patate lesse, salsicce speciali e prosciutto. Molte famiglie hanno sviluppato nuove tradizioni per se stesse e consumano pasti come la fonduta di carne o la raclette. Molte famiglie in tutte le parti della Germania preparano un'ampia varietà di biscotti di Natale secondo ricette tipiche della famiglia e della regione.

### Grecia e Cipro
Le vacanze natalizie in Grecia durano dal 24 dicembre all'8 gennaio, sebbene il periodo natalizio inizi il 6 dicembre.

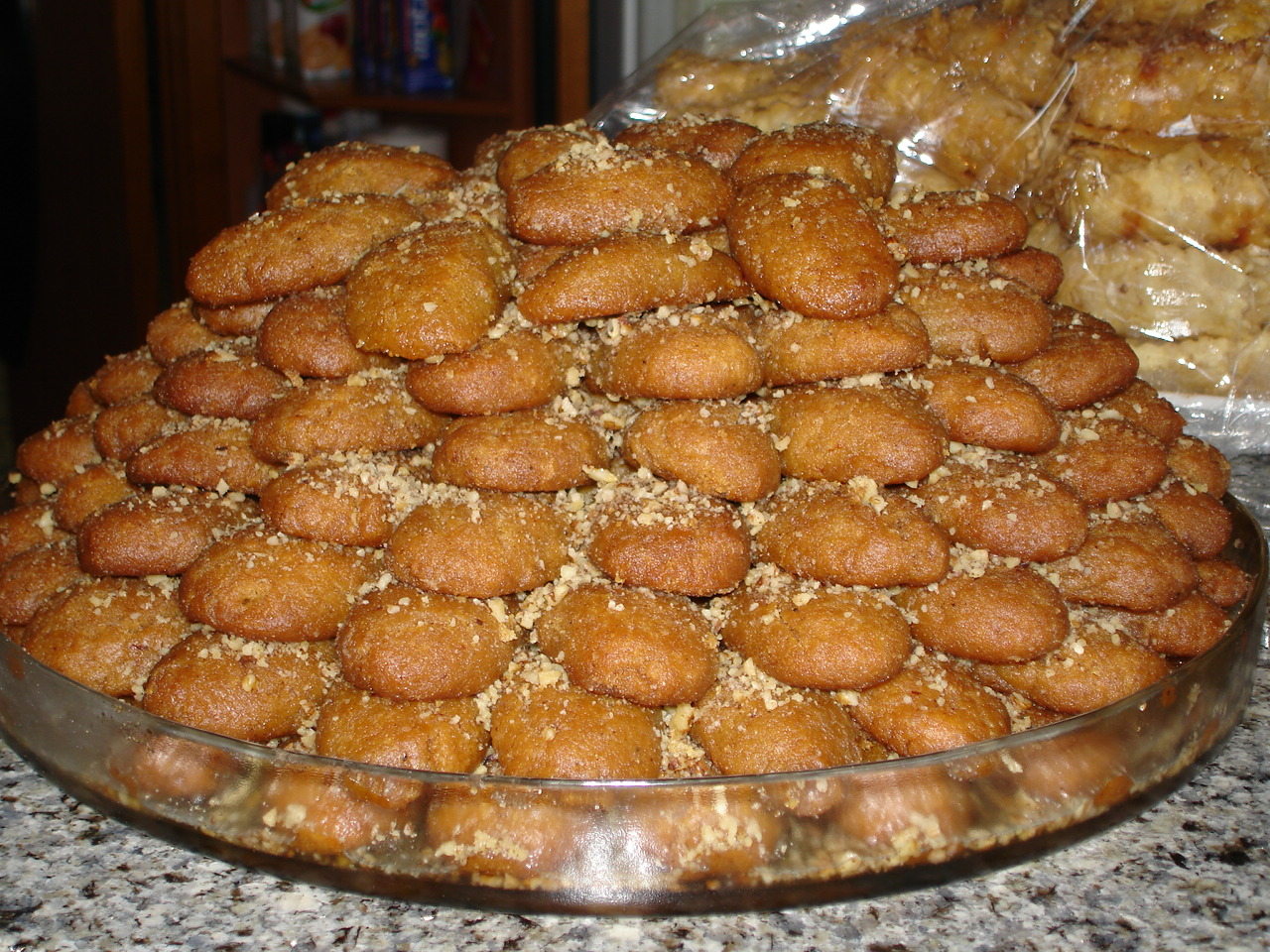
Melomakarono.

In greco, il Natale è conosciuto come Christougena e le persone si augurano buon Natale dicendo Kala Christougenna. La maggior parte delle famiglie allestisce alberi di Natale e i negozi hanno decorazioni e luci. I regali vengono posti sotto l'albero e vengono aperti il 1º gennaio, giorno di San Basilio. Nella tradizione greca, il nome Basilio (di Cesarea) è stato dato a Babbo Natale, che consegna regali il 1º gennaio (quando si celebra la memoria di Basilio), a differenza di altre tradizioni europee, dove questa persona è San Nicola e viene ogni 25 dicembre. I canti natalizi sono un'altra tradizione a Natale e Capodanno. Il pasto di Natale di solito include agnello o maiale e dolci come kourabies e melomakarono. Altri cibi di Natale e Capodanno includono baklava e kataifi.

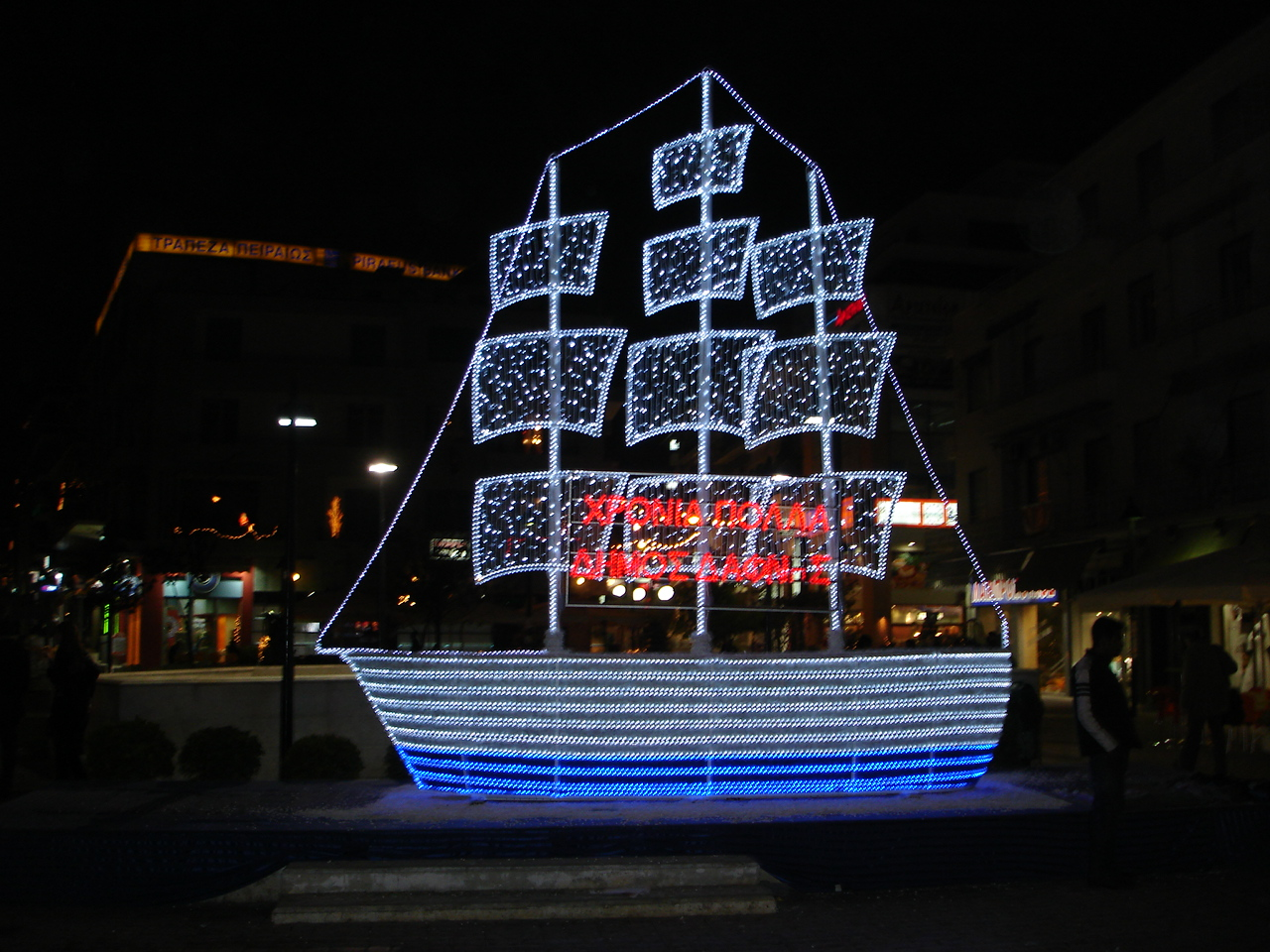
La barca natalizia.

Il 23 e 24 dicembre le massaie preparano il dolce natalizio con una croce al centro e gli avgokouloures vengono offerti agli anziani e ai bambini. I bambini vanno a cantare di casa in casa prima o il giorno di Natale. La gente va in chiesa la mattina presto di Natale, il 25 dicembre. La mattina di Natale dopo la chiesa c'è la consuetudine di servire con il vino per aprire l'appetito, e carne di maiale bollita con abbondante limone che si lascia coagulare per una notte. Il cibo di maiale è nel segno distintivo del Natale greco. In molte città e porti greci come Salonicco, Volos, Patrasso, le isole greche ecc., viene decorata la tradizionale barca a vela di Natale.
In Maina, a Cipro, ci sono credenze su esseri demoniaci e altri esseri soprannaturali, i kallikantzaroi, che provengono dai Dodici Giorni di Natale come l'Epifania. Questi sono i folletti e dicono che sono i discendenti del dio Pan o satiro, che sono saltati dalla mitologia nella vita cristiana.

### Irlanda

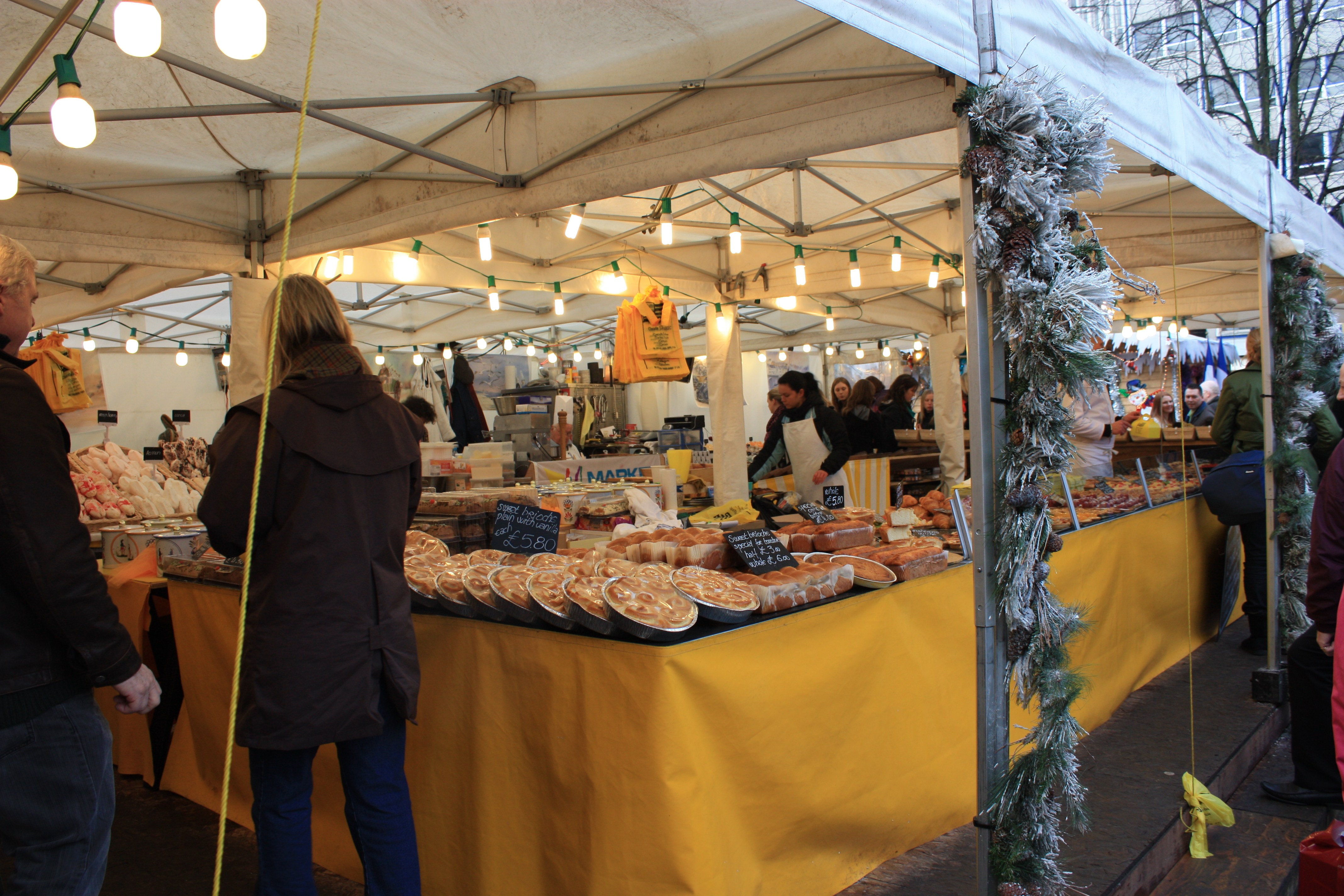
Mercatino natalizio a Belfast.

Il Natale in Irlanda è la più grande celebrazione del calendario irlandese e dura dal 24 dicembre al 6 gennaio, anche se molti vedono l'8 dicembre come l'inizio della stagione natalizia.
Alla vigilia di Natale è estremamente popolare andare nei pub locali, dove di solito viene offerto un drink di Natale ai clienti abituali. Molti vicini e amici frequentano le case degli altri per i drink e le feste natalizie. Sebbene la devozione religiosa in Irlanda oggi sia considerevolmente inferiore a quella di un tempo, ci sono grandi presenze alle funzioni religiose per il giorno di Natale, con la messa di mezzanotte una scelta popolare. La maggior parte delle famiglie fa in modo che i loro parenti defunti vengano pregati in queste messe poiché è il momento di ricordare i morti in Irlanda. È tradizione decorare le tombe a Natale con una ghirlanda di agrifoglio ed edera. Anche nelle case più umili d'Irlanda il tradizionale presepe è al centro della scena insieme all'albero di Natale come parte delle decorazioni in famiglia. Alcune persone accendono candele per indicare l'ospitalità simbolica a Maria e Giuseppe. Pertanto, è normale vedere una candela bianca, o un set di candele, posizionata in diverse finestre intorno alle case delle persone. La candela era un modo per dire che c'era posto per i genitori di Gesù in queste case anche se a Betlemme non ce n'era. È tradizione lasciare una torta di carne macinata e una bottiglia o un bicchiere di Guinness per Babbo Natale insieme a una carota per Rudolph la vigilia di Natale.
Babbo Natale, spesso conosciuto in Irlanda semplicemente come "Santy" o "Daidí na Nollag", porta regali ai bambini irlandesi, che vengono aperti la mattina di Natale. Anche la famiglia e gli amici si scambiano regali a Natale. La tradizionale cena di Natale consiste in tacchino o oca e prosciutto con una selezione di verdure e una varietà di patate, poiché le patate sono ancora un alimento base in Irlanda nonostante la diffusione di alimenti base come riso e pasta. Il dessert è una selezione molto ricca di mince pie, Christmas pudding, Christmas cake e torte di carne macinata con salse altrettanto ricche come il burro di brandy.
Le celebrazioni natalizie in Irlanda si concludono il 6 gennaio. Questo festival, che coincide con l'Epifania, è anche noto come "Piccolo Natale" o "Natale delle donne" a Cork e Kerry.

### Islanda
La celebrazione del Natale o Yule (Jól in islandese) in Islanda inizia quattro domeniche prima del Natale vero e proprio, che inizia il 24 dicembre (Avvento) e termina tredici giorni dopo, il 6 gennaio. Tradizionalmente, ogni domenica viene accesa una candela fino ad arrivare a quattro candele, che vengono piazzate sulla corona d'Avvento (Aðventukrans). Gli islandesi religiosamente osservanti o tradizionali partecipano alla messa, mentre gli islandesi laici iniziano presto il loro pasto festivo. Dopo che il pasto è finito, aprono i regali e trascorrono la serata insieme. In Islanda le persone durante le festività natalizie mangiano più spesso agnello affumicato, maiale, pernice bianca e tacchino.
Tredici giorni prima del 24 dicembre, i bambini lasciano le loro scarpe vicino alla finestra in modo che gli Yule Lads (Jólasveinar in irlandese) possano lasciare piccoli doni nelle loro scarpe. I Jólasveinar sono i dispettosi figli di due troll che vivono nelle montagne islandesi. Ciascuno di questi è noto per un diverso tipo di malizia (ad esempio sbattere le porte, rubare la carne, rubare il latte o rubare le candele) e le compiono più volentieri se i bambini sono stati cattivi.
Ogni casa in genere allestisce un albero di Natale al chiuso nel soggiorno e la maggior parte lo decora l'11 dicembre. Oltre alle decorazioni, i libri vengono messi sotto l'albero, per essere letti secondo la tradizione "Jólabókaflóð" (alluvione di libri per Natale).
Durante le festività natalizie, è tradizione che le famiglie lavorino insieme per cuocere piccoli biscotti da servire o regalare agli ospiti. I più comuni sono i sottili biscotti di pan di zenzero decorati con molti diversi colori di glassa. Molte famiglie seguono anche la tradizione di preparare il Laufabrauð, che è un pane piatto e sottile che viene ritagliato utilizzando uno strumento speciale e una tecnica di piegatura.
La fine dell'anno è divisa in due giorni: il vecchio anno (Gamlársdagur) e il Capodanno (Nýársdagur). La notte del primo e la mattina del secondo gli islandesi lanciano fuochi d'artificio che spazzano via il vecchio anno e danno il benvenuto a quello nuovo. Ci sono falò in tutto il paese mentre gli elfi e gli islandesi ballano insieme prima di salutarsi fino al prossimo Natale.

### Italia
A Taranto il periodo natalizio inizia il 22 novembre, giorno di santa Cecilia. Per questa festa le case vengono addobbate e si mangiano le pettole, mentre le bande, già prima dell'alba, suonano le pastorali in onore della santa.
La festa dell'Immacolata Concezione, che avviene l'8 dicembre, è una festa nazionale in Italia. Le decorazioni natalizie, tra cui il presepe e l'albero di Natale, vengono solitamente preparate in questo giorno.
La Festa di Santa Lucia è celebrata come festa cattolica in Sicilia e nelle regioni settentrionali dell'Italia nel presunto giorno più corto dell'anno che è il 13 dicembre (in realtà è il 21 dicembre). Santa Lucia è la patrona santa della città di Siracusa. Vengono condotte processioni serali a lume di candela chiamate "cortei della luce" e sono seguite dalla festa di Santa Lucia. I siciliani rendono omaggio a un miracolo compiuto da Santa Lucia durante una carestia nel 1582.
Il Natale viene celebrato in Italia in modo simile agli altri paesi dell'Europa occidentale, con una forte enfasi data al significato cristiano della festa e alla sua celebrazione da parte della Chiesa cattolica, rafforzata anche dalla tradizione di allestire il presepe, iniziata da San Francesco d'Assisi. È abbastanza comune assistere alla messa di mezzanotte della vigilia di Natale. La cena di Natale italiana è tradizionalmente composta da frutti di mare, seguiti dai tipici dolci natalizi italiani, come il pandoro, il panettone, il torrone o il panforte. A seconda della cucina regionale il giorno di Natale si festeggia con un pranzo in famiglia, composto da diversi tipi di piatti di carne, pasta in brodo, formaggi e dolci locali.
Le tradizioni relative allo scambio di doni variano da regione a regione, poiché ciò potrebbe aver luogo la vigilia di Natale o il giorno di Natale. I regali per i bambini vengono lasciati sotto l'albero di Natale o da Babbo Natale o, secondo le antiche tradizioni, dallo stesso Bambino Gesù. In alcune regioni i bambini ricevono doni prima (la Festa di Santa Lucia) o dopo (l'Epifania).
Anche il 26 dicembre, giorno di Santo Stefano, è un giorno festivo in Italia. I festeggiamenti si estendono fino alla vigilia di Capodanno (notte di San Silvestro) e poi fino all'Epifania.
Il 6 gennaio, giorno dell'Epifania, le decorazioni vengono solitamente smontate, e in alcune zone vengono fatti i falò di inizio anno per simboleggiare, insieme alla fine del periodo natalizio, la morte dell'anno vecchio e l'inizio di quello nuovo. Alla vigilia del 6, si pensa che la Befana, la strega buona dell'Epifania, cavalchi i cieli notturni sulla sua scopa, portando doni e dolci ai bambini buoni, e carbone o zucchero ai bambini cattivi. In altre zone sono i Re Magi che portano regali, in particolare arance che simboleggiano l'oro e cioccolato che simboleggia i loro baci ai bambini buoni. In alcuni comuni, il più famoso a Milano, l'usanza del "Corteo dei Re Magi" viene celebrata in modo elaborato con un corteo di benvenuto ai Re Magi e la distribuzione di dolci.

### Malta
Il Natale a Malta è per lo più secolare, con una serie di temi legati al cristianesimo.
Le messe di mezzanotte sono popolari tra le generazioni più anziane e le processioni natalizie si svolgono la vigilia di Natale con una statua del bambino Gesù nelle città e nei villaggi, guidate dalla Società della dottrina cristiana.
Il giorno di Natale maltese si celebra il 25 dicembre ed è festivo. Il pranzo di Natale consiste solitamente in tacchino servito con patate e verdure (Malta è una ex colonia britannica). Malta ha adottato altre usanze e tradizioni secolari popolari come l'albero di Natale e Babbo Natale.
I regali vengono normalmente scambiati alla vigilia o il giorno di Natale. Un cibo stagionale locale è il "Qaghaq ta' l-Ghasel" (anello di miele), così come la mince pie. Questi dolci natalizi maltesi vengono consumati durante il periodo natalizio, ma possono essere acquistati anche tutto l'anno. I presepi sono popolari a Natale e si vedono nella maggior parte delle case.
Un'altra tradizione natalizia è la semina dei semi di veccia comune in vasi a fondo piatto. Vengono piantati verso l'inizio di dicembre, normalmente posti su cotone bianco e annaffiati tutti i giorni pur rimanendo sempre al buio. Di solito vengono tolti poco prima di Natale e assomigliano a lunghi fili di foglie bianchi simili a spaghetti (poiché sarebbero cresciuti al buio).

### Norvegia

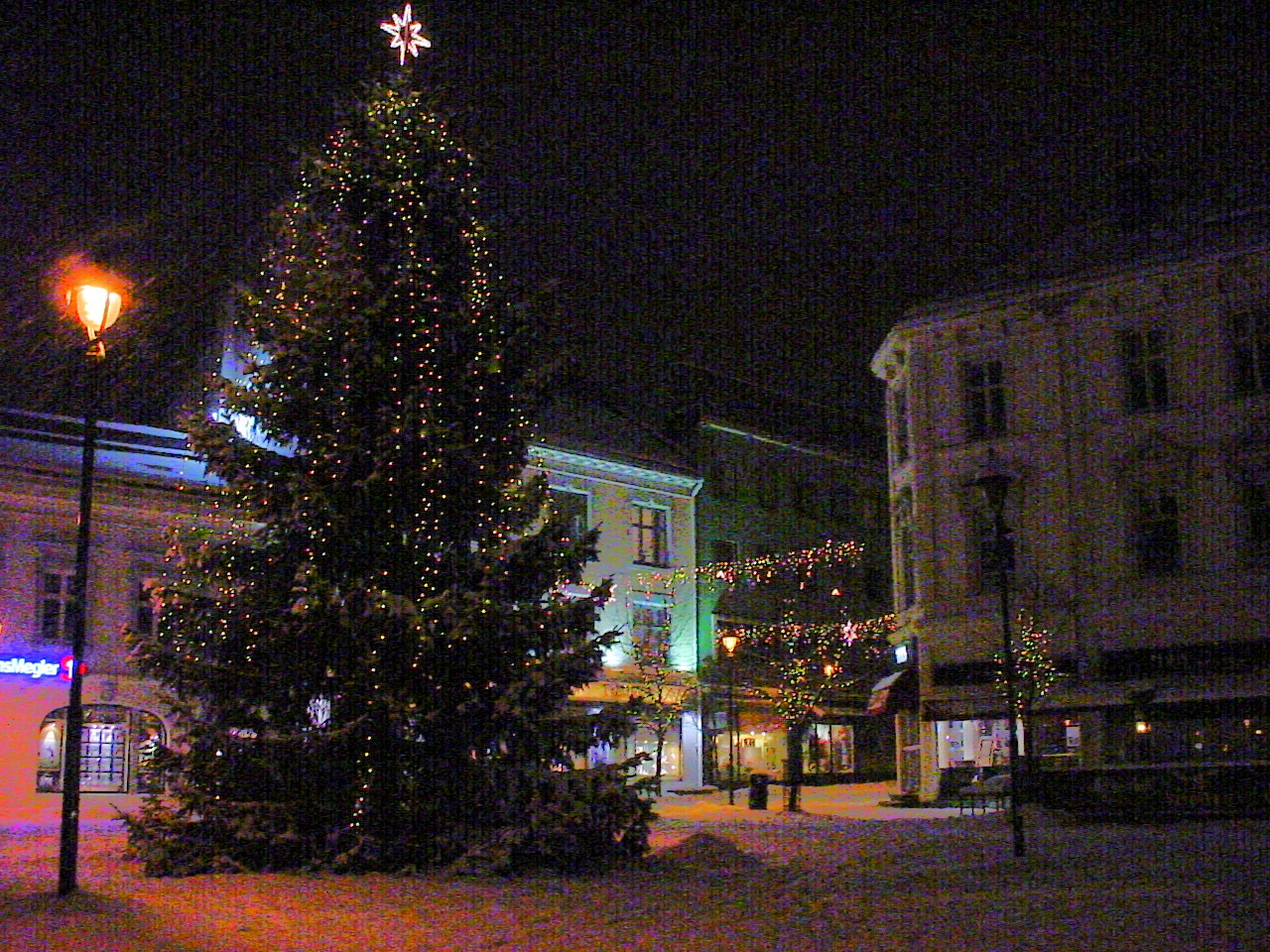
Albero di Natale a Hønefoss.

Il principale giorno festivo in Norvegia, come nella maggior parte del Nord Europa, è il 24 dicembre. Sebbene sia legalmente un normale giorno lavorativo fino alle 16:00, la maggior parte dei negozi chiude presto. Le campane della chiesa suonano durante le vacanze di Natale dalle 17:00 alle 18:00. Il pasto principale di Natale viene servito la sera. I piatti principali comuni includono la costata di maiale e pinnekjøtt (pezzi di costola di agnello cotti al vapore su una griglia di legno di betulla). Molte persone mangiano anche lutefisk o merluzzo fresco in ammollo. Anche il porridge di riso è popolare (ma più comunemente servito come pranzo anticipato piuttosto che per la cena di Natale), una mandorla è spesso nascosta nel porridge e la persona che lo trova vince un premio o un piccolo regalo. In alcune parti della Norvegia è comune mettere il porridge all'esterno (in un fienile, in una dépendance o anche nella foresta) per compiacere i nisser, i folletti del folckore scandinavo.
Il 25 dicembre è una giornata molto tranquilla e le sue funzioni religiose sono ben frequentate. La vecchia tradizione di un servizio mattutino molto presto prima della colazione è stata sostituita nella maggior parte delle aree da un servizio al mattino successivo. In seguito, molte famiglie si riuniscono per un grande pasto festivo.
Il 26 dicembre è anche un giorno di molte festività. Cinema, locali notturni e bar sono pieni e ci sono molti incontri e feste private, dove vengono gustati tutti i tipi di biscotti e dolci natalizi tradizionali. Ne fanno parte anche cene grasse e gustose. Durante questo periodo i bambini in alcune parti della Norvegia si travestono da nisser e Julebukk (capra di Natale) nei loro quartieri e cantano canti natalizi per ricevere dolcetti, più o meno allo stesso modo dell'Halloween americano. Il 6 gennaio è comunemente considerato la fine del Natale, mentre alcuni terminano il Natale il 20º giorno e alcuni addirittura alla Candelora.

### Paesi Bassi e Fiandre
Le tradizioni natalizie nei Paesi Bassi sono quasi le stesse di quelle nelle parti di lingua olandese del Belgio (Fiandre).
Nei Paesi Bassi sono riconosciuti due giorni di Natale come giorni festivi, chiamando il 25 dicembre Eerste Kerstdag ("primo giorno di Natale") e il 26 dicembre Tweede Kerstdag ("secondo giorno di Natale"). Nelle famiglie è consuetudine trascorrere questi giorni con i membri della famiglia.
Nelle parti cattoliche del paese, era comune assistere alla messa di mezzanotte della vigilia di Natale; questa usanza è mantenuta, ma soprattutto dalla generazione più anziana e da meno persone ogni anno. La vigilia di Natale moderna è una serata piuttosto normale senza riunioni o pasti speciali. Il giorno di Natale, sia nelle Fiandre che nei Paesi Bassi, i pasti elaborati vengono preparati dall'ospite o insieme alla famiglia. Le decorazioni natalizie iniziano ad apparire nei negozi subito dopo Sinterklaas e Zwarte Piet (6 dicembre). La settimana prima di Natale è importante per il commercio al dettaglio, perché questa è la settimana di maggiori vendite nel paese. I canti natalizi si sentono ovunque. Amsterdam, Rotterdam, L'Aia ed Eindhoven sono le città più trafficate in termini di intrattenimento il giorno di Natale. Tradizionalmente, le persone nei Paesi Bassi e nelle Fiandre non si scambiano regali a Natale, poiché questo viene già fatto durante una vacanza separata (Sinterklaas e Zwarte Piet) poche settimane prima di Natale. Tuttavia, sempre più persone dagli anni 2000 hanno iniziato a fare regali anche a Natale, forse sotto l'influenza del commercio e da altri paesi in cui il Natale viene celebrato con molti regali (in particolare gli Stati Uniti). Nel nord/est, parte del basso tedesco occidentale dei Paesi Bassi, alcune persone suonano il midwinterhoorn dall'Avvento fino all'Epifania.
Il periodo natalizio si conclude dopo il nuovo anno con l'Epifania, o "Het Driekoningen". Il 6 gennaio i bambini, soprattutto nel nord dei Paesi Bassi, si travestono da Re Magi e viaggiano in gruppi di tre portando lanterne, rievocando l'Epifania e cantando canzoni tradizionali per i loro ospiti. In cambio vengono ricompensati con torte e dolci. Questa pratica è meno comune a sud dei grandi fiumi. Nel sud e nell'est dei Paesi Bassi è pratica comune bruciare gli alberi di Natale della comunità su un grande mucchio il 6 gennaio per celebrare la fine del Natale e l'inizio del nuovo anno.

### Polonia

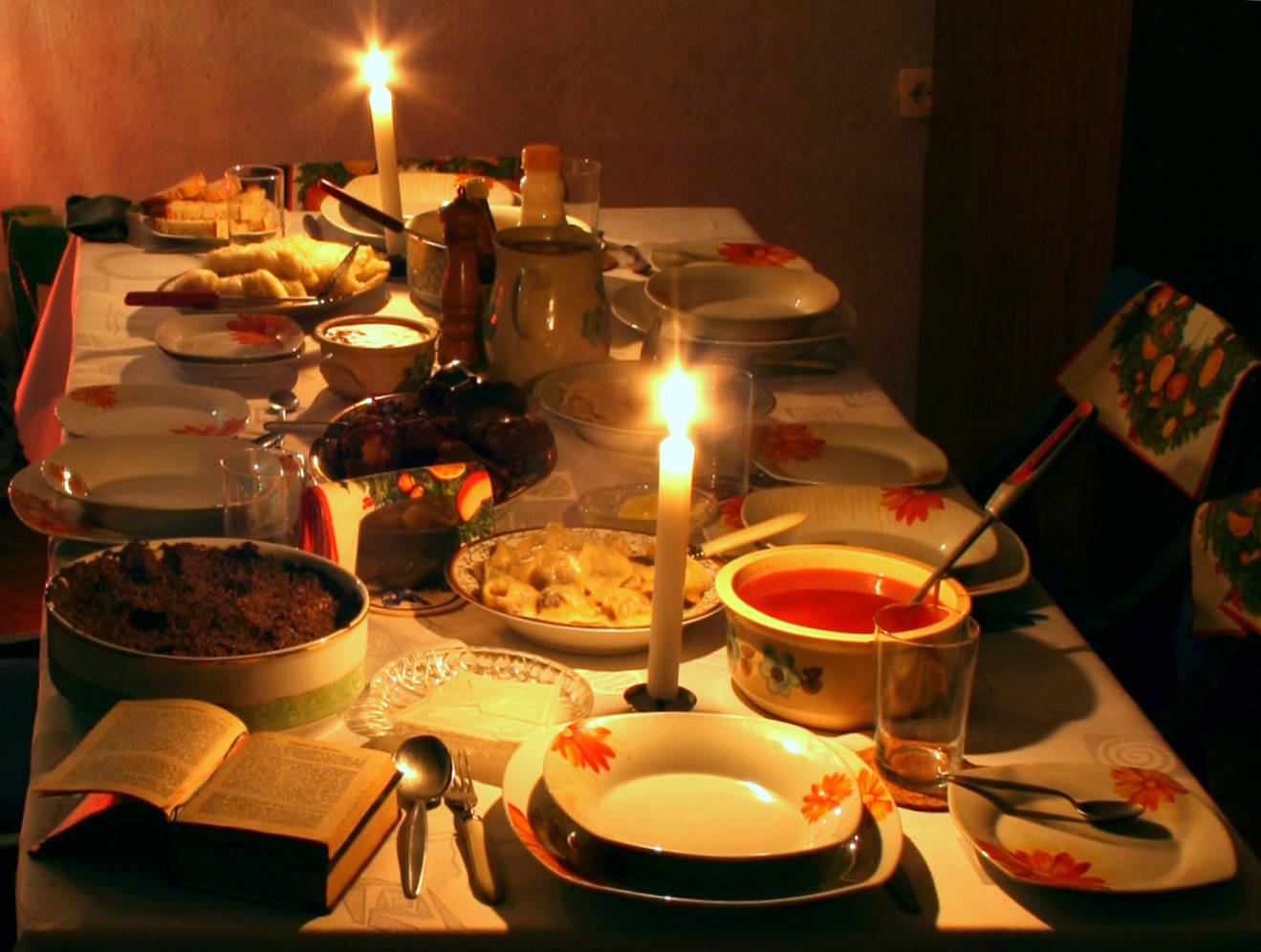
Pasto tradizionale polacco della Vigilia.

Nella Polonia in gran parte cattolica romana, la vigilia di Natale inizia con un giorno di digiuno e poi una notte di festa. Il pasto tradizionale di Natale è noto come Wigilia ("La Veglia"), ed essere invitato a partecipare a una cena della Wigilia con una famiglia è considerato un grande onore. La notte della vigilia di Natale si attende l'apparizione della prima stella nel cielo, in ricordo della Stella di Betlemme, che le è stato dato un nome affettuoso di "Stella" o Gwiazdka (la femmina controparte di San Nicola). Quella sera, i bambini guardano il cielo con ansia sperando di essere i primi a gridare: "La stella è arrivata!" Dopo che la prima apparizione da protagonista è stata dichiarata, i membri della famiglia si siedono a tavola.
Secondo la tradizione, sotto la tovaglia si stendono dei pezzetti di fieno per ricordare che Cristo è nato in una mangiatoia. Altri partecipano alla pratica di mettere i soldi sotto la tovaglia per ogni ospite, per augurare prosperità nel prossimo anno. La cena contiene dodici piatti, uno per ogni Apostolo. In molte case è impostato un posto extra. L'ambiente vuoto è simbolicamente lasciato a tavola per un viandante solitario che potrebbe aver bisogno di cibo, un angelo, il Bambino Gesù o lo Spirito Santo dovrebbero apparire per condividere la festa.
Prima di mangiare, tutti si scambiano gli auguri di Natale. La cena inizia con la rottura dell'opłatek. Condividendo un pezzo di ostia di Natale (opłatek), quando tutti a tavola ne staccano un pezzo e lo mangiano come simbolo della loro unità con Cristo. L'opłatek è solitamente benedetto dal Vescovo presiedente e stampato con un'immagine religiosa, come il presepe, ne condivide poi un pezzo con ogni membro della famiglia.
Una cena tradizionale in Polonia include carpa fritta e barszcz (zuppa di barbabietola rossa) con uszka (tradotto come "piccole orecchie", noto anche come ravioli senza carne). I piatti più comuni sono la zuppa di pesce, con insalata di patate, pierogi, gołąbki ripieni, aringhe in salamoia e kompot di frutta. La carpa fornisce una componente principale del pasto della vigilia di Natale in tutta la Polonia. Dopodiché molti vanno alla messa di mezzanotte detta "Pasterka".

### Portogallo

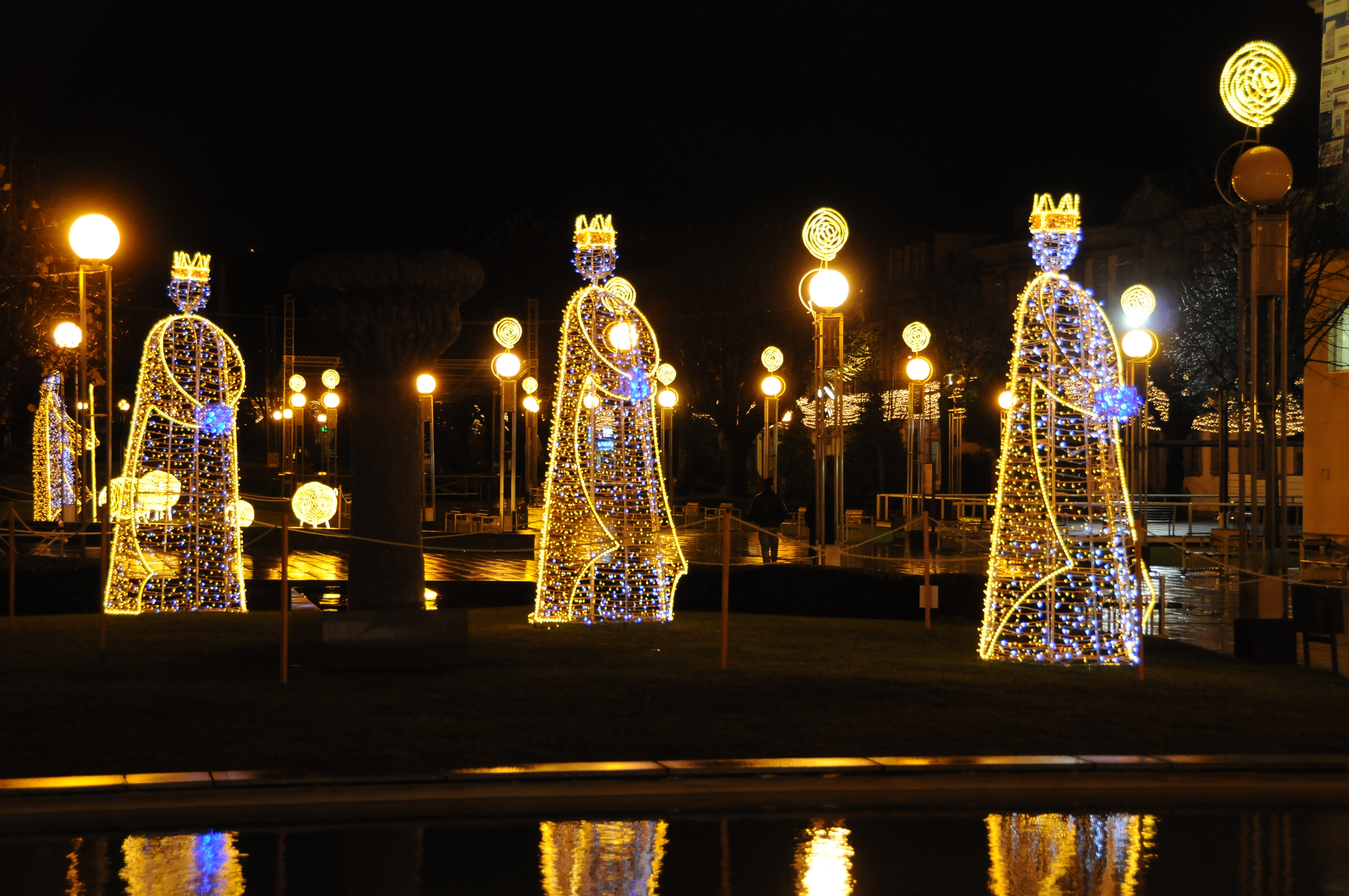
Addobbi in forma dei Re Magi a Braga.

Festa ufficiale in Portogallo, il Natale è ampiamente celebrato e associato alle riunioni di famiglia. Molti che si sono trasferiti nei centri urbani di Lisbona o Porto, insieme a molti che sono emigrati in altri paesi, si recano ancora nella loro città natale per trascorrere la vigilia di Natale con le loro famiglie. Prima della Missa do Galo (messa del gallo) che celebra la nascita di Cristo, le famiglie si radunano intorno alla Consoada, la tarda cena che si tiene la vigilia di Natale. Il piatto tradizionale è il bacalhau com todos (merluzzo essiccato bollito con verdure), anche se, nel nord del Portogallo, il bacalhau è spesso sostituito dal polpo. Il pranzo di Natale di solito si conclude con fatias douradas (fette d'oro), filhós e sonhos (sogni), tutte varianti di dolci con pasta fritta. La tradizionale torta Bolo Rei (torta dei Re) viene servita l'Epifania. Sebbene Babbo Natale (Pai Natal) sia sempre più popolare, in alcune regioni si attesta ancora che Menino Jesus (Bambino Gesù) porta doni ai bambini.

### Regno Unito

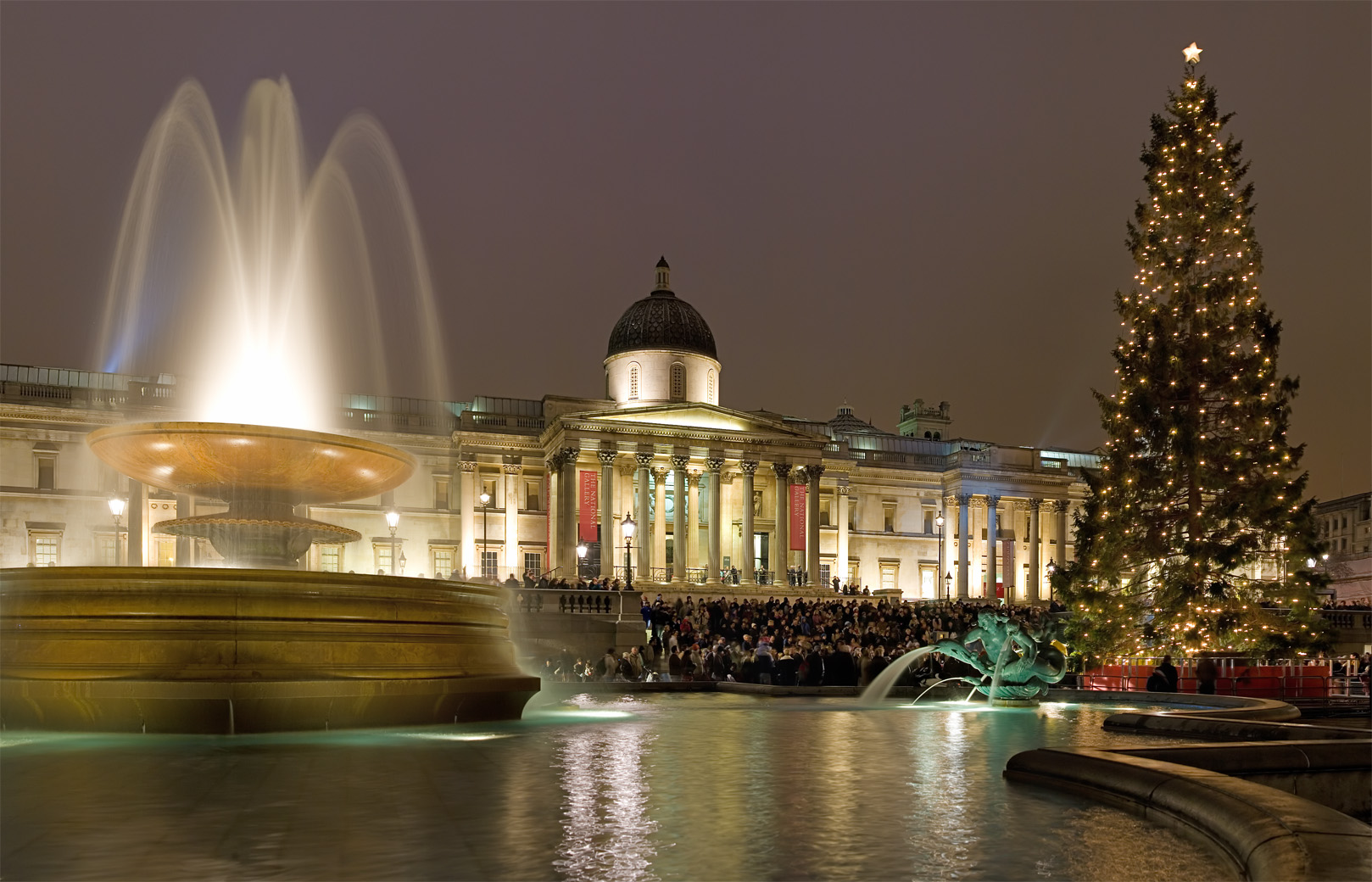
L'albero di Natale e luci natalizie a Trafalgar Square, a Londra.

Nel Regno Unito le decorazioni natalizie vengono allestite nei negozi e nei centri cittadini dai primi di novembre. Molte città organizzano un evento pubblico che coinvolge una celebrità locale per celebrare l'accensione delle luci di Natale. Le decorazioni nelle case vengono comunemente allestite dall'inizio di dicembre, tradizionalmente inclusi un albero di Natale, festoni e luci sia all'interno che all'esterno della casa. Ogni anno, la Norvegia dona agli inglesi un gigantesco albero di Natale da esporre a Trafalgar Square come ringraziamento per l'aiuto durante la seconda guerra mondiale. Canti natalizi a Trafalgar Square si cantano intorno all'albero in varie sere fino alla vigilia di Natale e le decorazioni natalizie sono tradizionalmente lasciate fino alla sera del 5 gennaio (la notte prima dell'Epifania); è considerato sfortuna avere decorazioni natalizie dopo questa data. In pratica, molte tradizioni natalizie, come l'esecuzione di musica natalizia, si interrompono in gran parte dopo il giorno di Natale.
La mince pie è tradizionalmente venduta durante le festività natalizie ed è un alimento popolare per Natale. È comune in molte famiglie del Regno Unito che bambini e adulti tengono calendari dell'avvento nelle loro case, che possono contenere cioccolatini o scene natalizie dietro le loro porte.
Alla vigilia di Natale, i regali vengono presumibilmente consegnati in calze grandine e sotto l'albero di Natale da Babbo Natale, che in precedenza era stato qualcosa come lo Spirito del Natale Presente in Canto di Natale (1843) di Charles Dickens. I due nomi sono ora usati in modo intercambiabile e sono ugualmente noti agli inglesi, sebbene rimangano ancora alcune caratteristiche distintive. Molte famiglie raccontano ai propri figli storie su Babbo Natale e le sue renne. Una tradizione è quella di preparare un piatto di carote per le renne e mince pie e sherry per Babbo Natale.
Il giorno di Natale, che è festivo nel Regno Unito, quasi tutta la popolazione ha il giorno libero per stare con la famiglia e gli amici, così possono riunirsi per una tradizionale cena di Natale, che comprende un tacchino ripieno con mirtilli rossi, cavoletti di Bruxelles, pastinaca, Yorkshire pudding e patate arrosto, proprio come l'arrosto della domenica, seguito da un Christmas pudding. Durante il pasto, vengono utilizzati cracker natalizi, contenenti giocattoli, barzellette e un cappello di carta. Partecipare alla funzione religiosa del giorno di Natale è diventato meno popolare nei tempi moderni, con meno di 3 milioni che ora partecipano a un servizio della Chiesa d'Inghilterra il giorno di Natale.
La celebrazione del Boxing Day, che avviene il giorno di Santo Stefano (26 dicembre), è una tradizione praticata nel Regno Unito. È un giorno festivo e se capita di cadere in un fine settimana, si verifica uno speciale lunedì festivo.

### Repubblica Ceca e Slovacchia

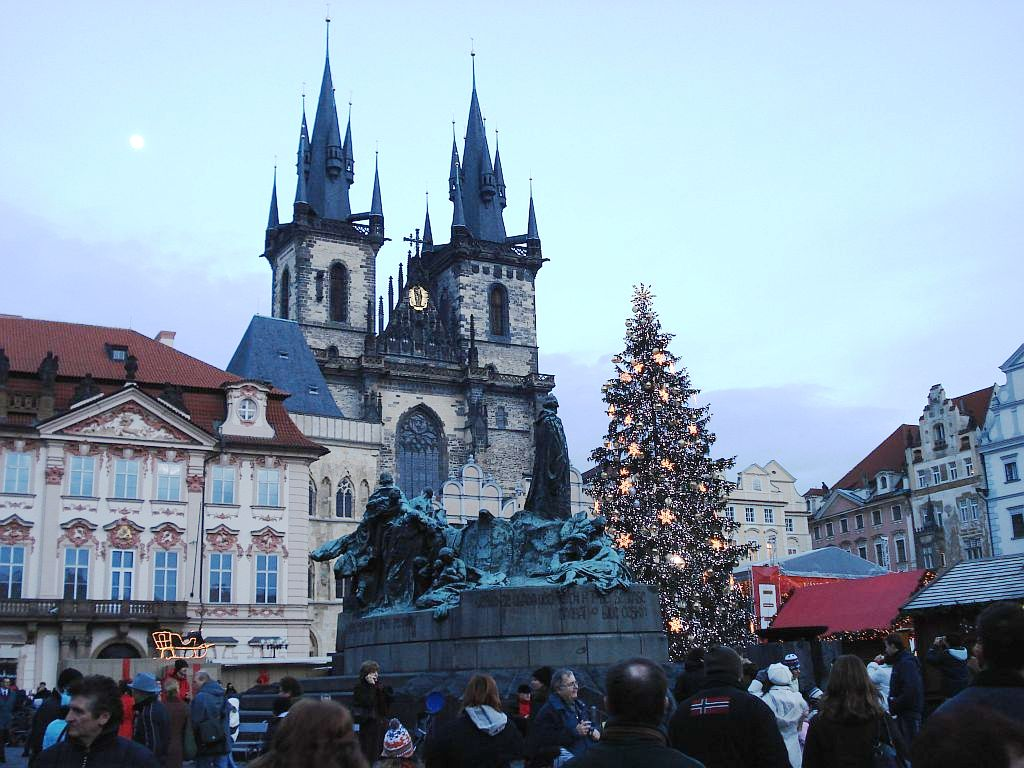
Piazza della Città Vecchia a Praga, Repubblica Ceca, durante il Natale.

La vigilia di Natale (24 dicembre) viene celebrata come Štědrý den (Repubblica Ceca) o Štedrý deň (Slovacchia), che significa "giorno generoso", quando i doni vengono fatti la sera. Il 25 e 26 dicembre sono giorni festivi nella Repubblica Ceca e in Slovacchia, ma Vianoce (Natale) è più comunemente associato al 24.
Secondo la tradizione, i doni sono portati da Ježíšek (Repubblica Ceca) o Ježiško (Slovacchia) (lett. "Bambino Gesù"). La zuppa di pesce e la carpa arrosto impanata con una speciale insalata di patate fatta in casa sono un piatto tradizionale per la cena. In Slovacchia, durante il digiuno di Štedrý deň (lett. "giorno generoso") o solo prima di mangiare vengono serviti le piccole palline di impasto con lievito (opekance) versati con latte caldo e cosparsi con noci macinate, semi di papavero, ricotta o qualche altro tipo di granella mescolato con zucchero. E poi tutti si scambiano gli auguri di Natale condividendo un pezzo di cialda natalizia (oblátky) con miele e noci. La cena tradizionale dipende dalla regione, ma la cena di Natale comune è composta dalla zuppa di cavolo (kapustnica) o la zuppa di lenticchie e la carpa arrosto impanata con una speciale insalata di patate fatta in casa o gli gnocchi fatti a mano con papavero (šúľance s makom). I regali sono posti di nascosto sotto l'albero di Natale, di solito appena prima o durante la cena. I bambini devono aspettare il suono di una campana di Natale (una delle decorazioni dell'albero di Natale) – il segno che Ježíšek (Repubblica Ceca) o Ježiško (Slovacchia) (lett. "Bambino Gesù") è appena passato – per correre a prendere i regali. Questo accade alla fine del loro pranzo di Natale. C'è una ricca tradizione di dolci natalizi sfornati (cukroví).

### Romania e Moldavia

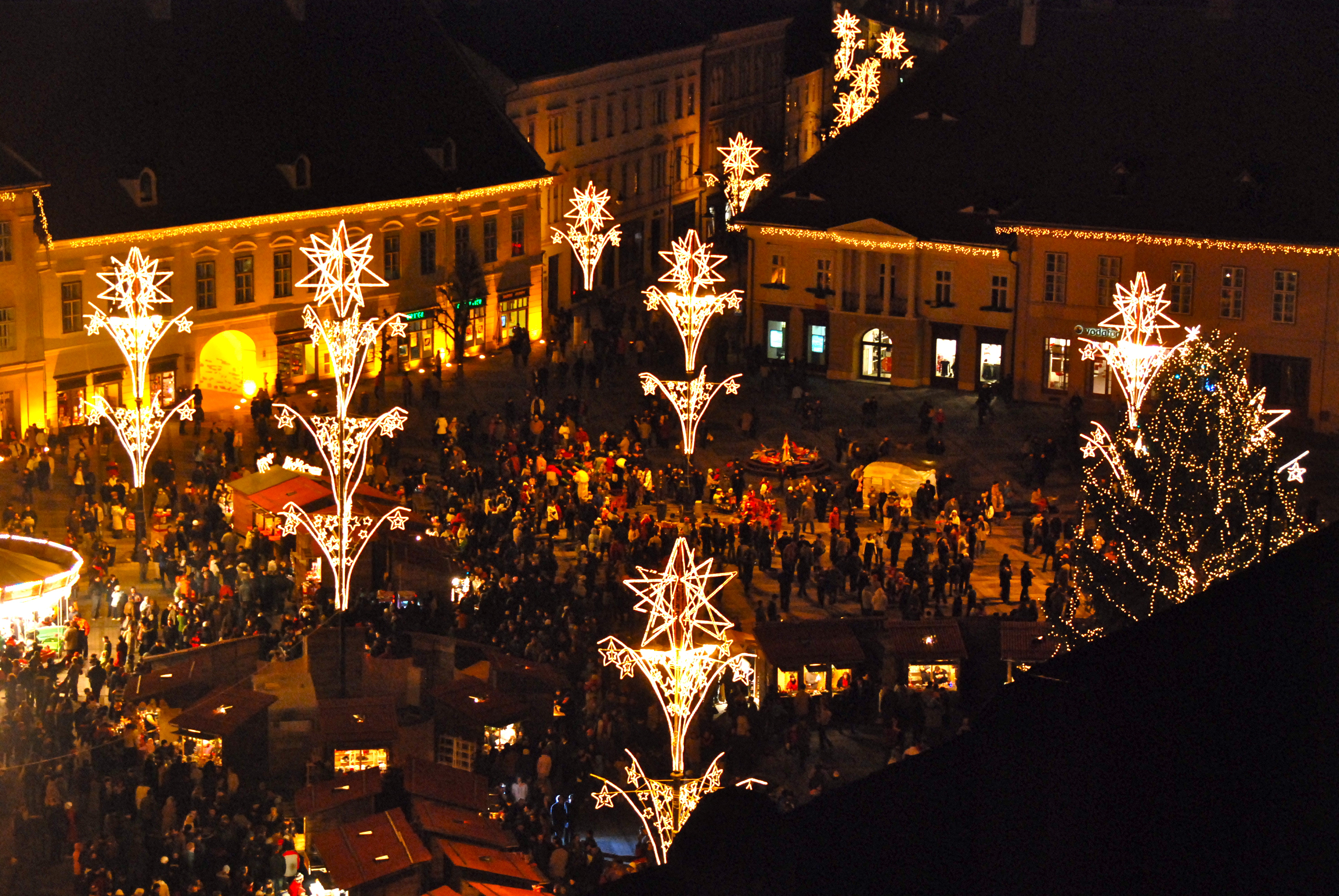
Mercatino di Natale a Sibiu, Romania.

Il Natale (rumeno: Crăciun) in Romania cade il 25 dicembre ed è generalmente considerata la seconda festa religiosa rumena più importante dopo Pasqua.
In Moldavia, sebbene il Natale venga celebrato il 25 dicembre come in Romania, anche il 7 gennaio è riconosciuto come festa ufficiale.
Le celebrazioni iniziano con la decorazione dell'albero di Natale durante la vigilia di Natale (in rumeno: Ajunul Crăciunului), e la sera Moş Crăciun (Babbo Natale) consegna i regali.
Il canto natalizio è una parte molto importante delle festività natalizie rumene. Il primo giorno di Natale, molti cantori di Natale percorrono le vie dei paesi, tenendo in mano una stella di cartone e carta su cui sono raffigurate varie scene della Bibbia. La tradizione rumena prevede che i bambini piccoli vadano di casa in casa, cantando canti natalizi e recitando poesie e leggende durante tutto il periodo natalizio. Il capogruppo porta con sé una stella di legno, ricoperta di lamina metallica e decorata con campanelli e nastri colorati. Al centro della stella è dipinta un'immagine della Natività e questo pezzo è attaccato all'estremità di una scopa o di un altro lungo bastone.
Il cibo rumeno servito durante le vacanze è un abbondante pasto a più portate, la maggior parte del quale consiste in carne di maiale (organi, muscoli e grasso). Questo è principalmente un gesto simbolico per San Ignazio di Antiochia.

### Scozia

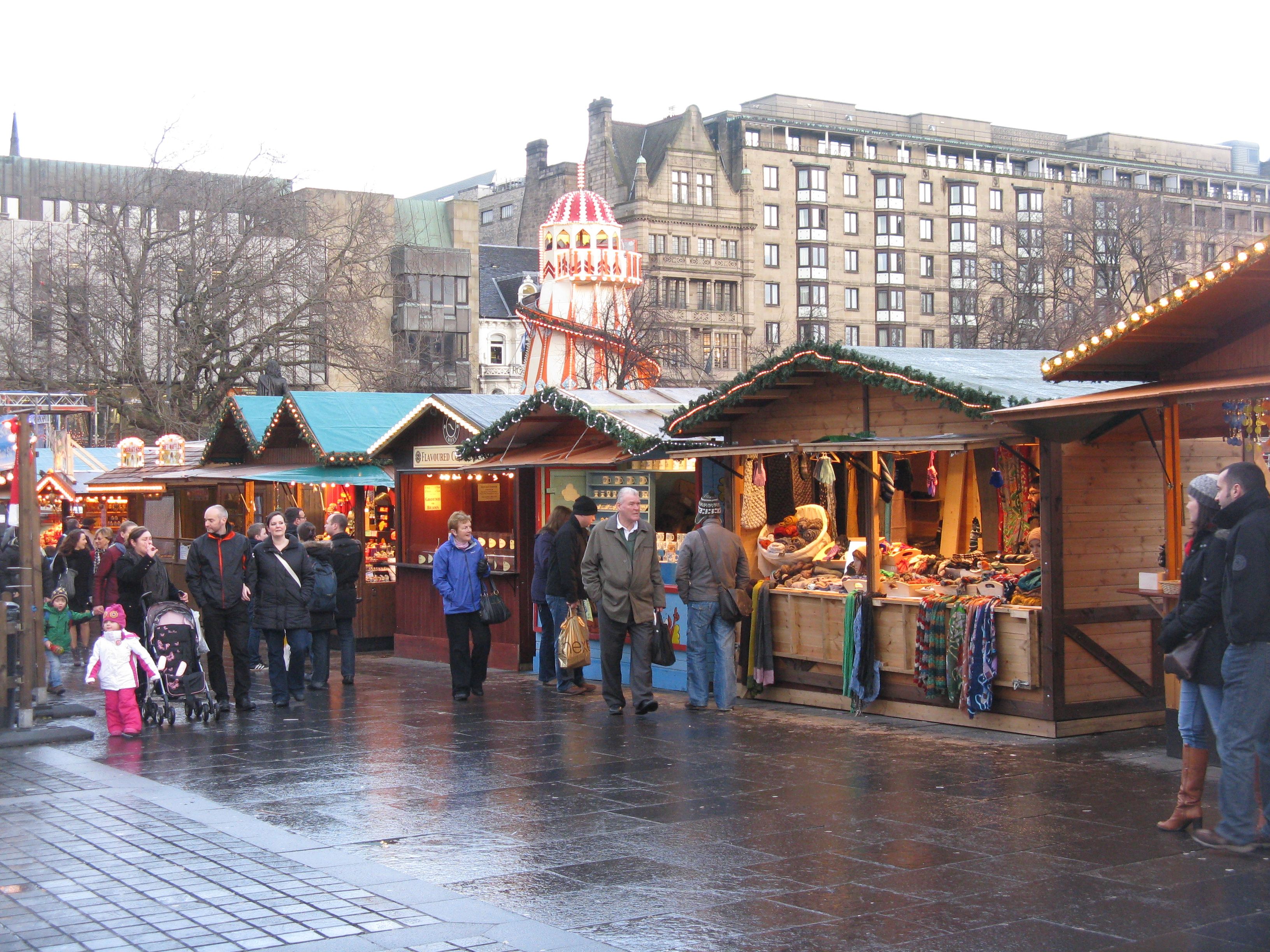
Mercatino natalizio a Est del Princes Street Gardens, Edimburgo.

Il Natale in Scozia è stato tradizionalmente osservato molto tranquillamente, perché la Chiesa di Scozia - una Chiesa presbiteriana - per vari motivi non ha mai posto molta enfasi sulla festa di Natale; anche se nelle aree cattoliche le persone frequentavano la messa di mezzanotte o la messa mattutina prima di andare al lavoro. Questa tradizione deriva dalle origini della Chiesa di Scozia, inclusa la tradizione monastica di San Colombano, secondo la quale ogni giorno è il giorno di Dio e nessuno è più speciale di un altro. Il giorno di Natale era comunemente un normale giorno lavorativo in Scozia fino agli anni '60, e anche negli anni '70 in alcune aree. La festa di Capodanno, Hogmanay, è stata di gran lunga la più grande celebrazione in Scozia. L'offerta di doni, i giorni festivi e le feste associati al pieno inverno si tenevano tradizionalmente tra l'11 dicembre e il 6 gennaio. Tuttavia, a partire dagli anni '80, il declino dell'influenza della Chiesa e l'aumento delle influenze dal resto del Regno Unito e altrove, Natale e le relative festività sono ora quasi alla pari con Hogmanay e Ne'erday. La capitale Edimburgo ora ospita un tradizionale mercatino di Natale tedesco da fine novembre fino alla vigilia di Natale e la prima domenica di Avvento un presepe viene benedetto dal cardinale arcivescovo nella piazza principale. I Bannock a base di farina d'avena sono tradizionalmente consumati a Natale.

### Serbia e Montenegro
In Serbia e Montenegro, il Natale (Božić) viene celebrato per tre giorni consecutivi, a cominciare dal giorno di Natale. La Chiesa ortodossa serba utilizza il tradizionale calendario giuliano, per il quale il giorno di Natale (25 dicembre) cade il 7 gennaio, in occasione dell'Ordine della Libertà in Montenegro. Questo giorno è chiamato il primo giorno di Natale, e i due successivi sono di conseguenza chiamati il secondo e il terzo giorno di Natale.
La mattina della vigilia di Natale una quercia giovane e dritta viene selezionata e abbattuta dal capofamiglia. Ne viene tagliato un tronco e viene chiamato "badnjak". La sera, il badnjak viene cerimoniosamente acceso sul fuoco domestico che arde sul camino di casa chiamato ognjište, il cui focolare è privo di cornice verticale. L'incendio del badnjak è accompagnato da preghiere a Dio affinché il prossimo anno possa portare molta felicità, amore, fortuna, ricchezza e cibo. Poiché la maggior parte delle case oggi non ha ognjište su cui bruciare un badnjak, è simbolicamente rappresentato da diversi ramoscelli di quercia a foglie. Per comodità delle persone che vivono in paesi e città, possono essere acquistati nei mercati o ricevuti nelle chiese.
La cena è festosa, abbondante e varia, sebbene sia preparata secondo le regole del digiuno. Gruppi di giovani vanno di casa in casa del loro villaggio o quartiere, facendosi gli auguri a vicenda, cantando e facendo spettacoli. I serbi portano anche un fascio di paglia in casa e lo stendono sul pavimento. Prima che la tavola venga imbandita per il cenone della Vigilia di Natale, viene cosparsa di un sottile strato di paglia e ricoperta da un panno bianco. Il capofamiglia fa il segno della croce, accende una candela e incensa tutta la casa. I membri della famiglia si siedono a tavola, ma prima di rimboccarsi le coperte si alzano tutti e un uomo o un ragazzo tra loro dice una preghiera, oppure cantano insieme il Tropario della Natività. Dopo il pranzo i giovani fanno visita ai loro amici, un gruppo dei quali può riunirsi a casa di uno di loro. Si cantano il Natale e altre canzoni, mentre gli anziani raccontano storie dei tempi antichi.
La celebrazione del giorno di Natale viene annunciata all'alba dalle campane della chiesa. Grande importanza viene data alla prima visita che una famiglia riceve quel giorno. Le persone si aspettano che porti prosperità e benessere per la loro famiglia nell'anno successivo; questa visita è spesso prestabilita. La cena di Natale è il pasto più celebrativo che una famiglia ha durante l'anno. Per l'occasione viene sfornata la česnica, una pagnotta speciale. Il piatto principale è l'arrosto di maiale che cuociono intero ruotandolo infilzato su uno spiedo di legno vicino a un fuoco aperto. Anche se fare regali non fa necessariamente parte della tradizione, il dono è comunque connesso con i festeggiamenti, essendo tradizionalmente svolto nelle tre domeniche consecutive che lo precedono immediatamente. Bambini, donne e uomini, rispettivamente, sono i donatori fissi in questi tre giorni.

### Slovenia
Il Natale in Slovenia si celebra il 25 dicembre. Un museo dedicato ai presepi si trova a Brezje, la cui esposizione esibisce una moltitudine di presepi diversi. Immancabile anche il presepe vivente che avviene ogni anno a Lubiana e alle grotte di Postumia. Un evento recente del tempo di Natale sloveno è il “Božična zgodba” (“Racconto di Natale”), un musical dal vivo gratuito ambientato allo zoo di Lubiana, dove è possibile anche coccolare gli animali. Altro evento è lo spettacolo del Regno del ghiaccio di Mojstrana, che è un anfiteatro naturale. Sono inclusi anche i mercatini di Natale e i cantori della Stella, che sono un trio di ragazzi vestiti da re Magi che passano di casa in casa il giorno dell'Epifania (6 gennaio).
Durante l'avvento c'è chi rispetta un allegro "digiuno della Natività". La tradizione gastronomica è base di legumi, cereali, farinate, baccalà con polenta e zuppa di patate. A mezzanotte del 25 dicembre si aggiungono piatti di carne, di solito maiale arrosto o macellato, cappone e salsicce, come augurio di buona fortuna. Mentre i dolci tradizionali sono la potica, un pane dolce chiamato "poprtnik", il pane alla frutta e gli struccoli.

### Spagna

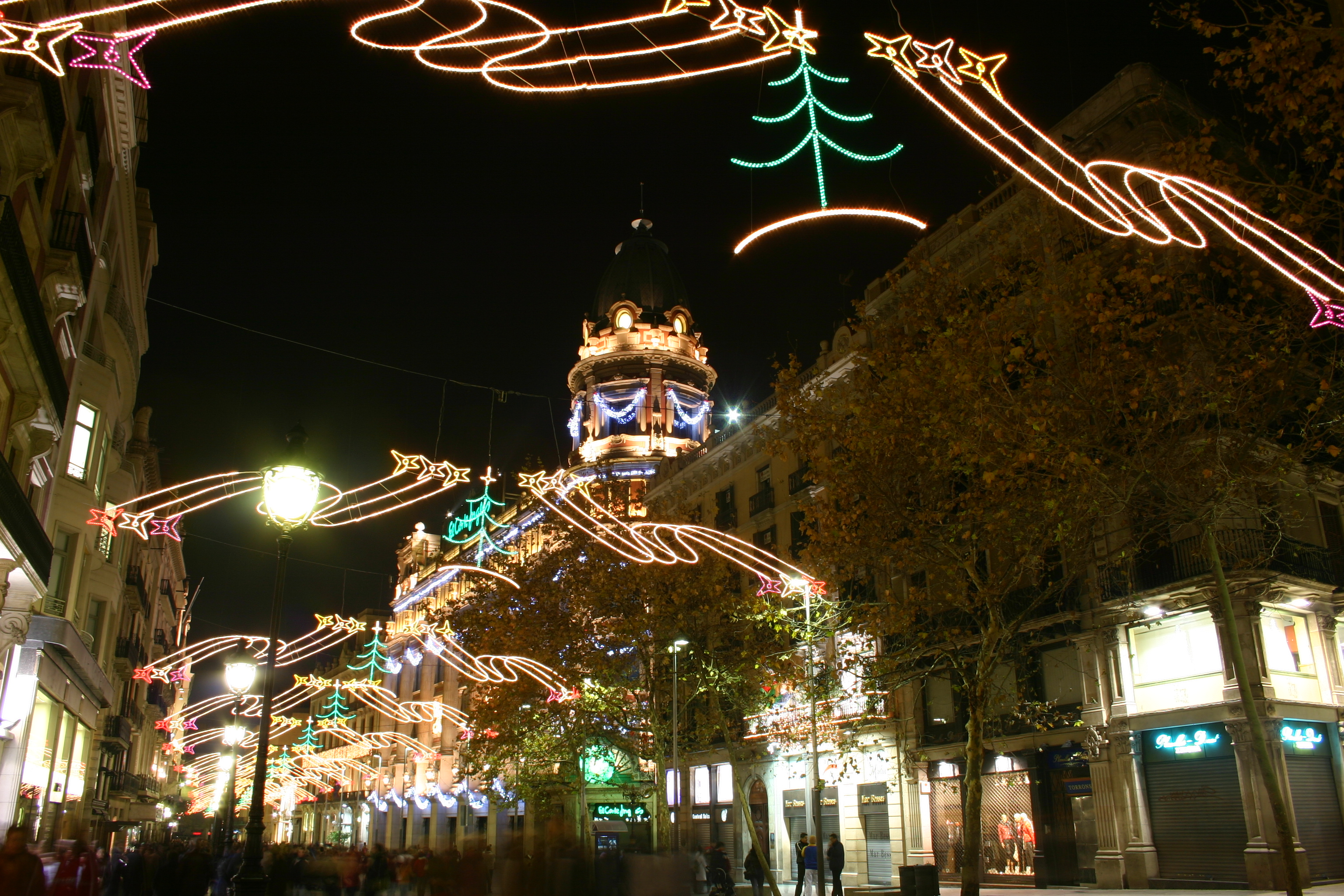
Avinguda Portal de l'Àngel, a Barcellona, nel periodo natalizio.

Il Natale è una festa ufficialmente riconosciuta in Spagna. Nella maggior parte della Spagna, il periodo natalizio (Navidad) dura dalla vigilia di Natale (Nochebuena, cioè "Buona notte") il 24 dicembre all'Epifania, il 6 gennaio. Molte case e la maggior parte delle chiese mostrano un presepe, un albero di Natale o entrambi. Il belén o pesebre (presepe) ha una lunga tradizione ed è presente in molte case, scuole e negozi, mentre l'albero di Natale non è tradizionale, ma è diventato popolare. In Catalogna, il 26, si festeggia Sant Esteve (San Stefano) con una riunione di famiglia.
Nella maggior parte della Spagna, alla vigilia di Natale (Nochebuena) si celebra una grande cena in famiglia e può durare fino a tarda mattinata. C'è un'ampia varietà di cibi tipici che si possono trovare nei piatti di tutta la Spagna in questa particolare notte e ogni regione ha le sue specialità distinte. È particolarmente comune iniziare il pasto con un piatto di pesce come gamberi o salmone, seguito da una scodella di zuppa calda fatta in casa. Il pasto principale sarà spesso costituito da agnello arrosto o frutti di mare, come merluzzo o crostacei. Per dessert, c'è una discreta varietà di prelibatezze, tra cui il torrone, un dolce a base di miele, uova e mandorle. Piatti speciali e dolci includono crostacei e pesce, marzapane, tacchino al tartufo e polvorones (frollini a base di mandorle, farina e zucchero).
Anche se a mezzanotte c'è ancora la tradizionale Misa de Gallo, pochi spagnoli continuano a seguire l'antica usanza di frequentare.
Nella maggior parte della Spagna, il Natale non era associato ai regali per i bambini fino a poco tempo fa; invece i Re Magi portarono i doni la notte del 5 gennaio, come fanno tuttora. Ora i bambini ricevono spesso dei regali il giorno di Natale o la vigilia di Natale, portati da Papá Noel (Padre Noel), che è una versione non tradizionale di Babbo Natale.
La sera del 31 dicembre (Nochevieja) c'è anche una grande festa di famiglia. I giovani di solito escono per un cotillón, una festa molto grande nei bar e nei pub, e bevono e ballano fino al mattino successivo, quando è normale consumare churros al cioccolato a colazione.
La sera del 5 gennaio una grande parata (Cabalgata de Reyes Magos) accoglie i Re Magi in città. I bambini mettono le scarpe alla finestra il 5 gennaio nella speranza che i Re Magi portino loro dei regali.

### Svezia

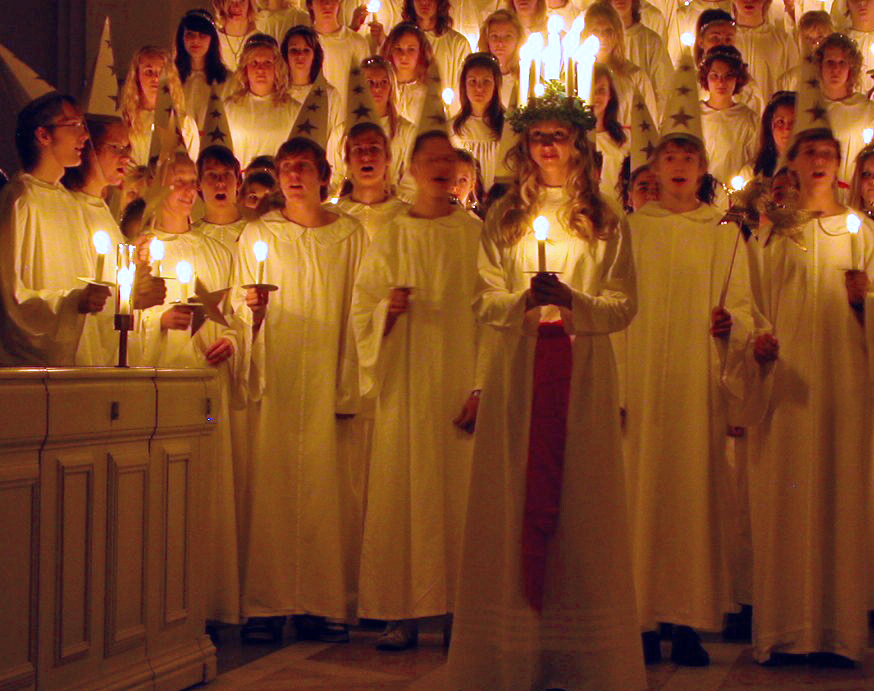
Festa di Santa Lucia 2006 alla Chiesa di Svezia.

La festa precristiana di Yule (o jól) era la festa più importante della Scandinavia e del Nord Europa. L'osservanza del solstizio d'inverno ha portato molte pratiche che rimangono oggi nelle celebrazioni dell'Avvento e del Natale. Queste celebrazioni iniziano con la Festa di Santa Lucia, che è la prima grande celebrazione natalizia prima del Natale stesso, servendo caffè e focacce allo zafferano (lussekatter), inaugurando così il periodo natalizio svedese.
Le scuole eleggono le studentesse per interpretare la parte di Lucia e delle sue cameriere, e una Lucia nazionale viene eletta dalla televisione nazionale tra le vincitrici regionali. Anche i ragazzi prendono parte alla processione, interpretando diversi ruoli legati al Natale. Alcuni possono costituire un gruppo chiamato stjärngossar (cantori della Stella). Partecipano al canto e hanno anche una o due canzoni proprie, di solito "Staffan Stalledräng", che racconta la storia di Santo Stefano, il primo martire cristiano. Candele elettriche e candelabri dell'Avvento vengono collocati in quasi tutte le finestre nel mese di dicembre in Svezia. Sebbene il 25 dicembre (juldagen) è un giorno festivo svedese, il 24 dicembre è il giorno in cui Babbo Natale Jultomten (o semplicemente Tomten) porta i regali.
Il Jultomten era in origine un piccolo gnomo della mitologia nordica, che vegliava sugli abitanti scandinavi. Una vecchia superstizione richiede ancora di nutrire il Tomten alla vigilia di Natale con una piccola ciotola di porridge. Se una scodella di porridge non viene preparata per lui da qualche parte dentro o fuori casa, l'anno successivo porta sfortuna. Il moderno Tomten è una versione di Babbo Natale, tranne per il fatto che non entra in casa dal camino, ma bussa alla porta.
Quasi tutte le famiglie svedesi festeggiano il 24 dicembre con un buffet di Natale, chiamato "Julbord". Quasi tutti i julbord hanno il prosciutto di Natale accompagnato da altri piatti natalizi, come polpette, aringhe in salamoia, costolette, hot dog, lutefisk, salsiccia di maiale, salmone, Janssons frestelse e budino di riso. Il julbord viene servito con bevande come il Julmust, vin brulè o birra natalizia. Una specialità scandinava è il glögg, che viene servito caldo in tazzine. I diversi piatti del julbord possono variare in tutta la Svezia, dal sud al nord. Esempi di caramelle e dolci associati al Natale sono il Pepparkakor, il marzapane, il toffee, il knäck (simile al butterscotch), il cioccolato, le noci e la frutta, come fichi, datteri e arance decorate con chiodi di garofano.

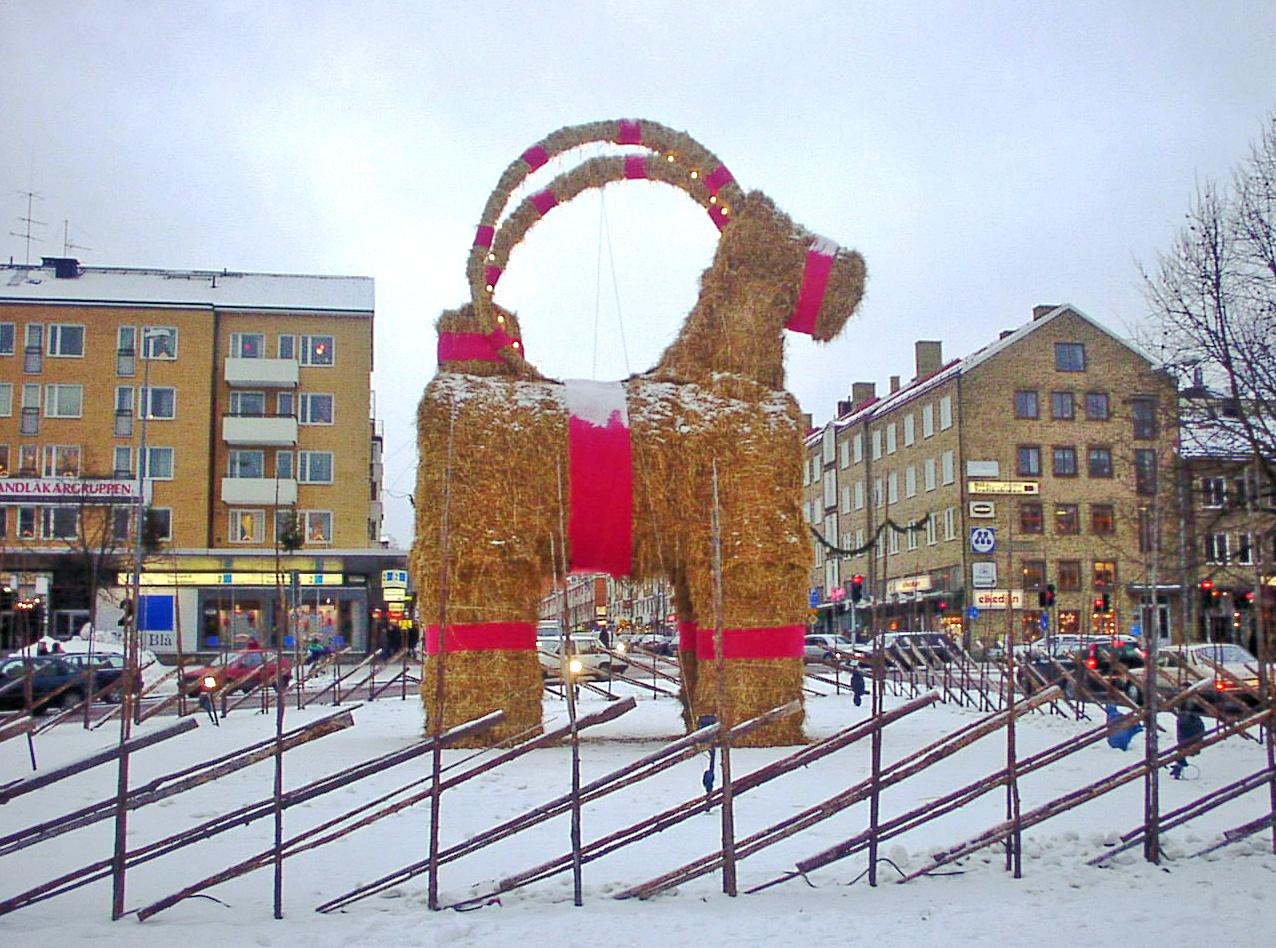
Gigantesca capra di Natale al mercato cittadino di Gävle, Svezia.

In passato una capra di Natale era un'alternativa a Jultomten, che oggi è usata come ornamento, spaziando da dimensioni di 10 cm a costruzioni enormi come la gigantesca capra natalizia di paglia a Gävle, famosa per essere spesso vandalizzata o bruciata. Se si hanno due famiglie con cui festeggiare il Natale, è comune che una delle famiglie sposti le proprie celebrazioni al giorno di Natale o al giorno prima della vigilia.
Dopo il 24 dicembre, alcune persone partecipano al julottan, un servizio religioso mattutino il 25 dicembre. Questo particolare servizio è stato storicamente il servizio principale del Natale: al giorno d'oggi, la messa di mezzanotte è diventata sempre più popolare. Il 13 gennaio, le celebrazioni natalizie finiscono e tutte le decorazioni natalizie vengono rimosse.

### Svizzera
Il giorno di San Nicola (Samichlaus) e di Natale sono festivi in Svizzera. Tuttavia, le notti tra il Natale e l'Epifania (Rauhnächte) venivano credute nei tempi antichi come un periodo di liberazione tra morti e spiriti che entravano nel mondo dei vivi ed erano incluse usanze per scacciarli (in modo simile al moderno Halloween). La sera del 5 dicembre, nel comune di Kussnacht, avviene un festival chiamato "Klausjagen" (Caccia a San Nicola), una sfilata o processione frequentata annualmente per scacciare gli spiriti maligni.
Sempre in Svizzera, San Nicola (Babbo Natale) è accompagnato dai Schmutzli e in sella ad un asino al posto delle tradizionali renne con slitta. Per la cena della vigilia in Svizzera vengono serviti un piatto a base di carne e dolci natalizi come i Tirggel, i mailänderli, i Lebkuchen e il Bûche de Noël (tronchetto di Natale).

### Ucraina

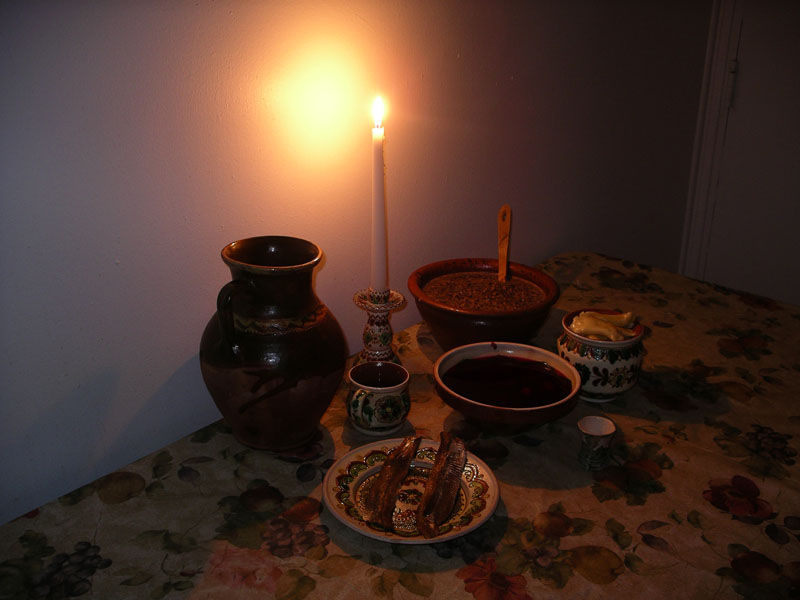
Cena della vigilia di Natale in Ucraina.

La Sviata Vecheria o "Santa Cena" è la tradizione centrale delle celebrazioni della vigilia di Natale nelle case ucraine e si svolge nella maggior parte del paese il 6 gennaio. Nell'Ucraina occidentale, specialmente nella Rutenia dei Carpazi, a causa del multiculturalismo storico, il Natale può essere osservato due volte: il 25 dicembre e il 7 gennaio, spesso indipendentemente dal fatto che la famiglia appartenga alla Chiesa greco-cattolica ucraina, alla Chiesa cattolica romana, a una delle Chiese ortodosse ucraine o a una delle denominazioni protestanti. Anche la tradizione dell'Ucraina occidentale di due celebrazioni natalizie, dal 2017, viene celebrata a livello nazionale.
Quando i bambini vedono la prima stella nel cielo serale orientale, che simboleggia il viaggio dei Re Magi, può iniziare la Sviata Vechera. Nelle comunità agricole il capofamiglia porta ora un covone di grano chiamato didukh che rappresenta l'importanza delle antiche e ricche colture di grano dell'Ucraina, il personale della vita attraverso i secoli. Didukh significa letteralmente "spirito del nonno", quindi simboleggia gli antenati della famiglia. Nelle case di città si usano spesso alcuni steli di grano dorato in un vaso per decorare la tavola. Il tavolo può presentare alcuni ciuffi di fieno sulla tovaglia ricamata come ricordo della mangiatoia a Betlemme. Si recita una preghiera e il padre dice il tradizionale saluto di Natale: "Chrystos rodyvsya!" che si traduce in "Cristo è nato!", a cui la famiglia risponde con "Slavite Yoho!" che significa "glorifichiamolo!". Il dolce principale è la kutia. Alla fine della Sviata Vechera la famiglia canta spesso canti natalizi ucraini. In molte comunità l'antica tradizione ucraina della cantilena è portata avanti da gruppi di giovani e membri di organizzazioni e chiese che si recano nelle case e raccolgono donazioni.
Tradizionalmente, il giorno di Natale si apre per le famiglie ucraine con la partecipazione alle funzioni religiose (messa, servizio di culto o divina liturgia). Le chiese ucraine offrono servizi che iniziano prima della mezzanotte della vigilia di Natale e la mattina di Natale. La cena di Natale, senza vincoli quaresimali, non ha tante tradizioni legate ad essa come Sviata Vechera. L'antica tradizione in Ucraina di fare regali ai bambini il giorno di San Nicola, il 19 dicembre, è stata generalmente sostituita dalla data di Natale ed è il Babbo Gelo che fa visita a tutti i bambini su una slitta trainata da sole tre renne.

### Ungheria
La stagione del Natale e dei regali inizia relativamente presto rispetto ad altre culture, con la figura simile a Babbo Natale, o versione ungherese di San Nicola, Mikulás (o Szent Miklós) che tradizionalmente visita le case dei bambini ungheresi la notte del 5 dicembre, la vigilia della festa di San Nicola, 6 dicembre.

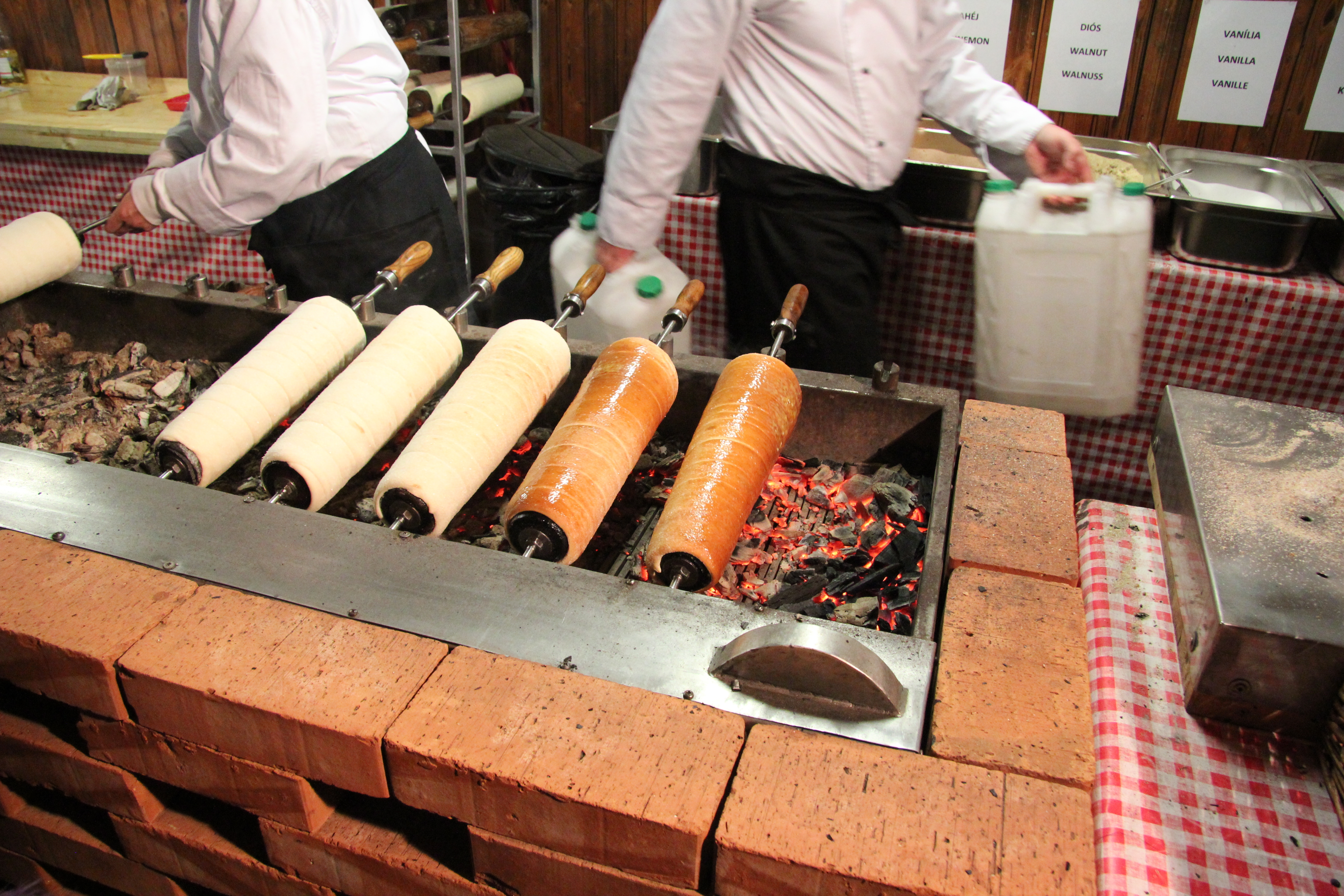
Kürtőskalács a Budapest.

Sebbene il ruolo di portatore di doni del giorno di Natale sia assegnato a Gesù Bambino, la notte prima del giorno di San Nicola i bambini ungheresi tradizionalmente mettono uno stivale sul davanzale della finestra aspettando che Mikulás passi e lo riempia di dolcetti. In Ungheria, le celebrazioni iniziano con la decorazione dell'albero di Natale durante il 24 dicembre, poi arriva una cena in famiglia con i tradizionali piatti natalizi. In alcune parti dell'Ungheria, durante il pasto della vigilia di Natale viene servita una tradizionale zuppa di pesce chiamata halászlé, sebbene venga consumata anche in altri periodi dell'anno, così come il rotolo di noci ai semi di papavero chiamato Bejgli. Il giorno è altrimenti un giorno di digiuno.
La sera della vigilia di Natale (chiamata Szenteste, che vuol dire "Santa sera") l'Angelo o il Bambino Gesù (in ungherese: Kisjézus o Jézuska) consegna i regali. Questo è il momento più intimo del Natale, caratterizzato da albero di Natale, candele accese, musica natalizia, canti natalizi o religiosi in famiglia e aperture di confezioni regalo. C'è anche un'usanza popolare durante il mese di dicembre e soprattutto la vigilia di Natale, in cui bambini o adulti presentano la nascita di Gesù. L'usanza è chiamata "recitare Betlemme" (in ungherese: Betlehemezés), ed è uno spettacolo di recitazione, in cui gli "attori" indossano costumi e raccontano storie sui re Magi, i pastori, Maria, Giuseppe e, naturalmente, la nascita del Santo Bambino.

## Oceania

### Australia

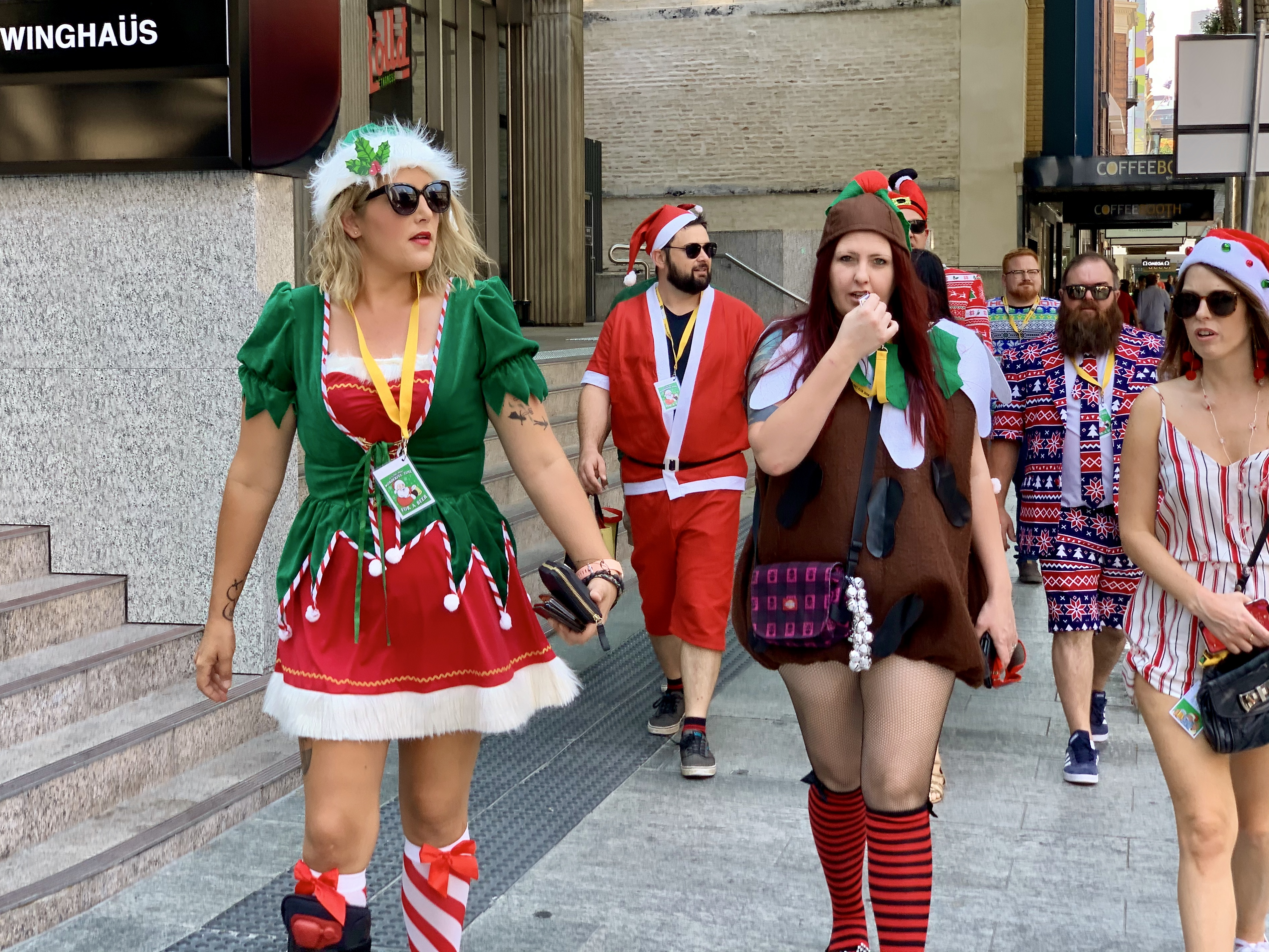
Costumi di Natale in Australia.

In Australia, come in tutto l'emisfero australe, il Natale si verifica durante il culmine della stagione estiva. Il giorno di Natale e di Santo Stefano (25-26 dicembre) sono riconosciuti come giorni festivi nazionali in Australia e quindi i lavoratori hanno diritto a un giorno libero retribuito.
Le tradizioni e le decorazioni australiane sono abbastanza simili a quelle del Regno Unito e del Nord America e un'iconografia invernale simile è comune. Ciò significa che un Babbo Natale ricoperto di pelliccia rossa che cavalca una slitta, canti natalizi come "Jingle Bells" e varie scene di Natale innevate su cartoline e decorazioni natalizie appaiono in piena estate. Ci sono state anche rappresentazioni di tradizioni natalizie su misura per l'iconografia australiana, come Babbo Natale che partecipa ad attività come il surf, parodie di canti tradizionali e brani originali.
Un evento natalizio degno di nota in Australia è "Carols by Candlelight", un concerto annuale e un appello di beneficenza a beneficio dell'organizzazione benefica Vision Australia.

### Nuova Zelanda

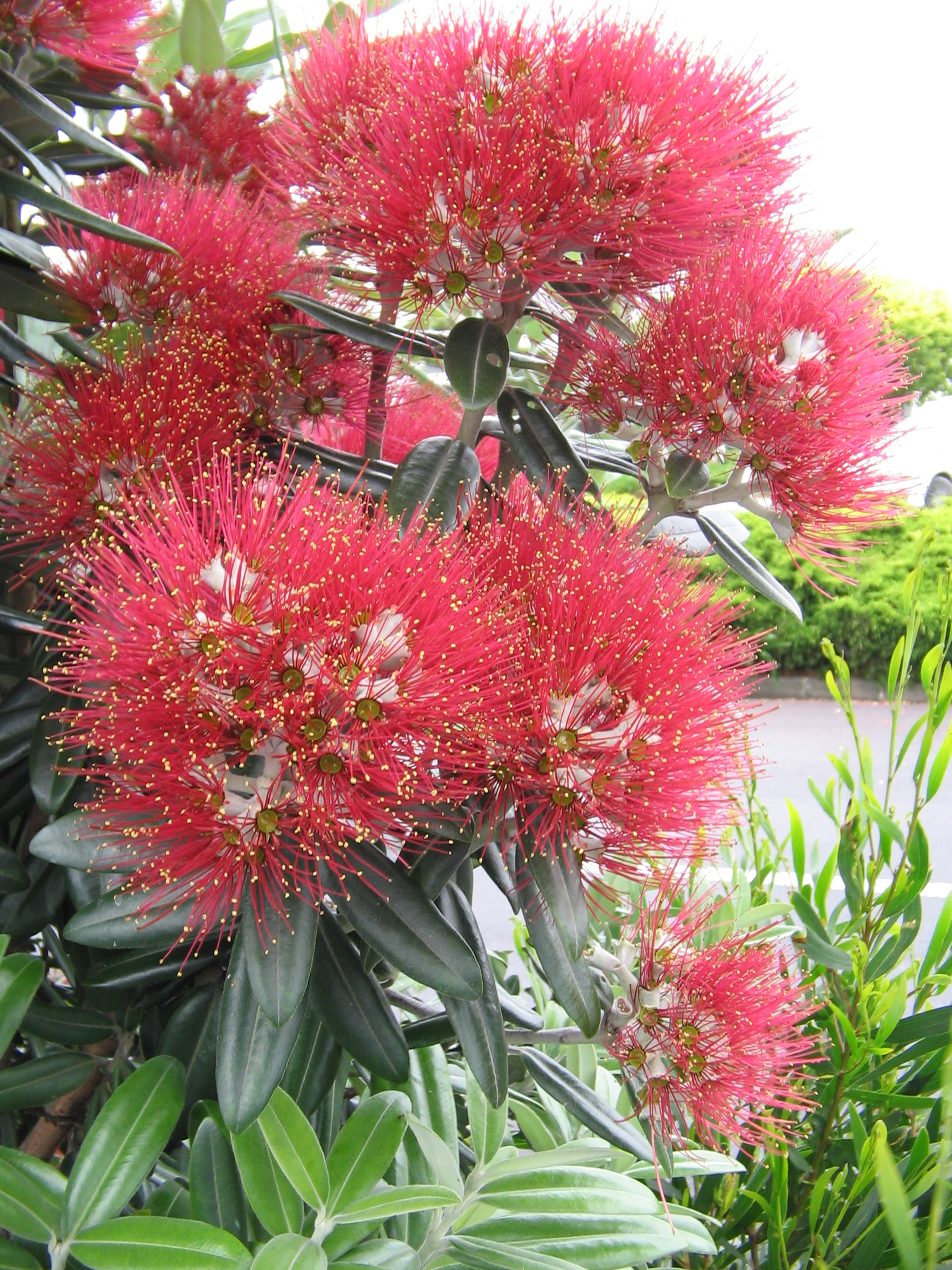
Il pohutukawa.

Il giorno di Natale e di Santo Stefano sono entrambe festività legali in Nuova Zelanda. Mentre Santo Stefano è una festività legale standard, il giorno di Natale è uno dei tre giorni e mezzo dell'anno in cui tutte le attività commerciali e i servizi più essenziali devono chiudere. Inoltre, il Natale neozelandese viene festeggiato nuovamente (in misura minore) a luglio.
Molte delle tradizioni natalizie della Nuova Zelanda sono simili a quelle dell'Australia in quanto sono un mix di tradizioni del Regno Unito condotte in estate. La Nuova Zelanda celebra il Natale con pochissime immagini tradizionali invernali dell'emisfero settentrionale, mescolate con immagini locali. I piatti della cena natalizia neozelandese sono come quelli del Regno Unito (tacchino con insalata, prosciutto), con l'aggiunta di barbecue e kiwi, mentre il dolce principale rimane la pavlova. Il pohutukawa (Metrosideros excelsa), che produce grandi fiori cremisi a dicembre, è un simbolo spesso usato per il Natale in Nuova Zelanda, e successivamente il pohutukawa è diventato noto come l'albero di Natale della Nuova Zelanda, divenuto protagonista di cartoline natalizie locali.